# Conus (geslacht)

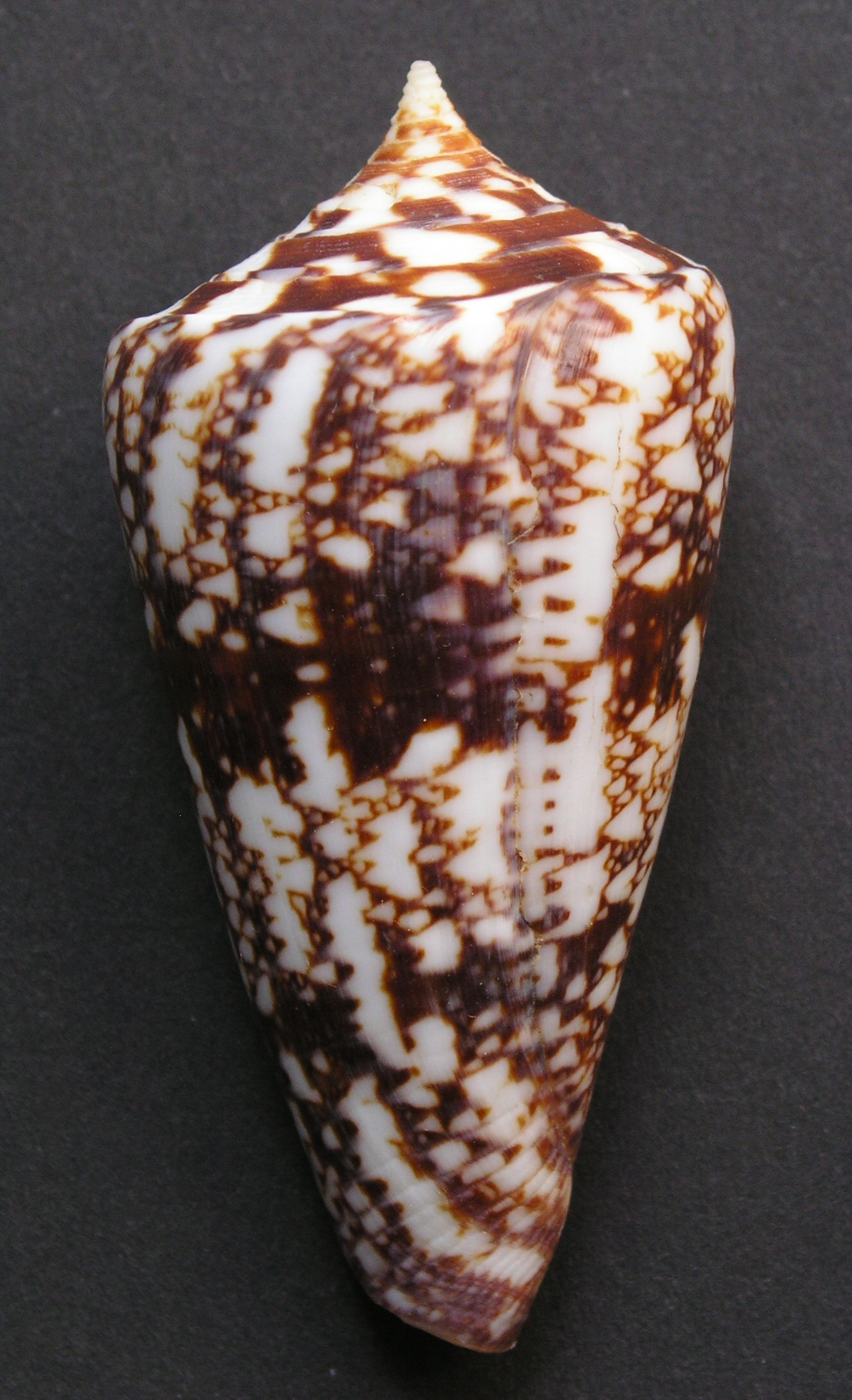
Conus amadis

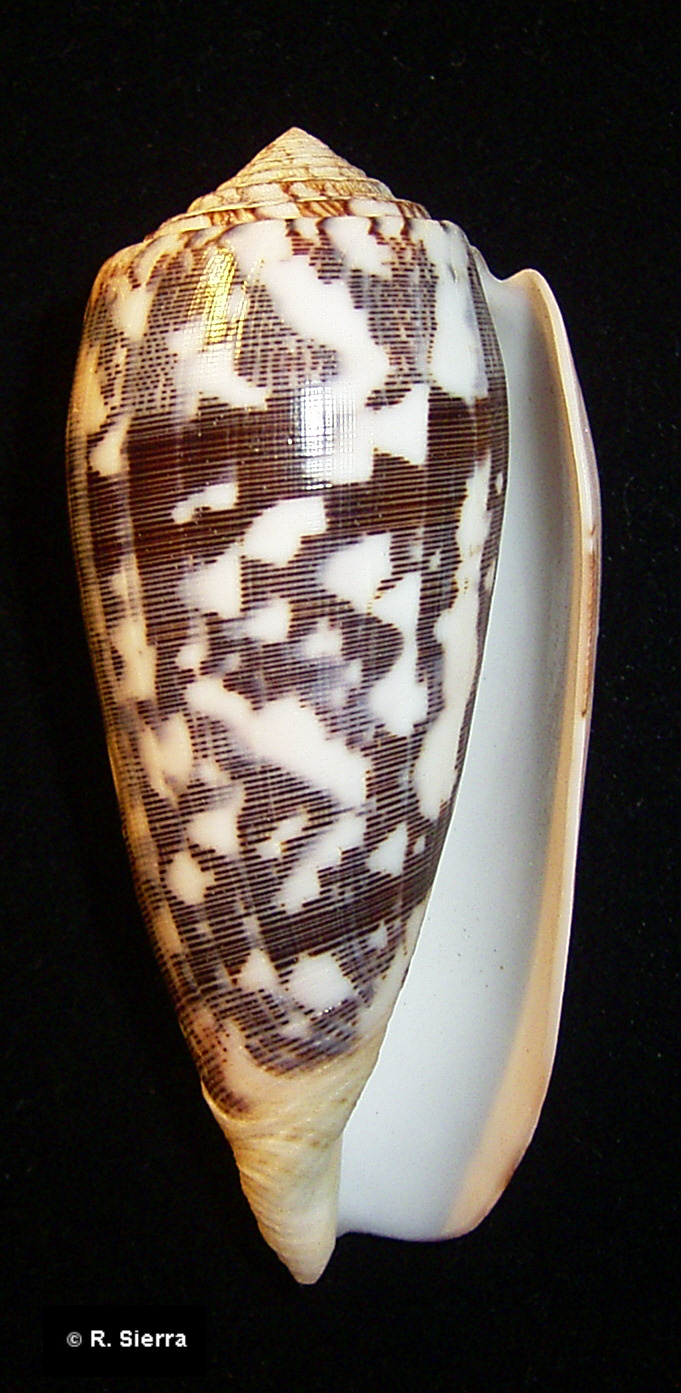
Conus striatus

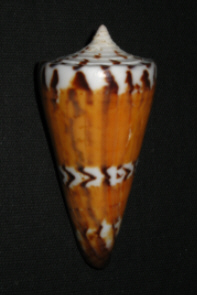
Conus generalis

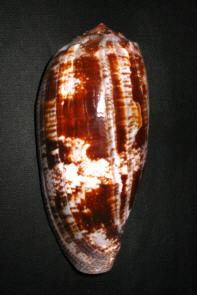
Conus geographus

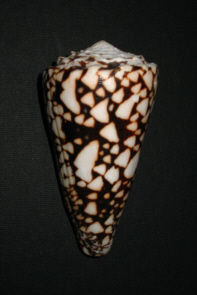
Conus marmoreus

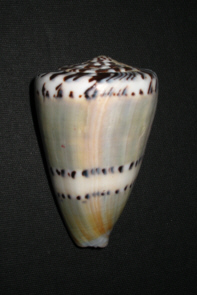
Conus mustelinus

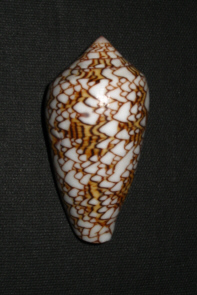
Conus textile

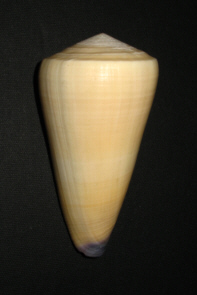
Conus virgo

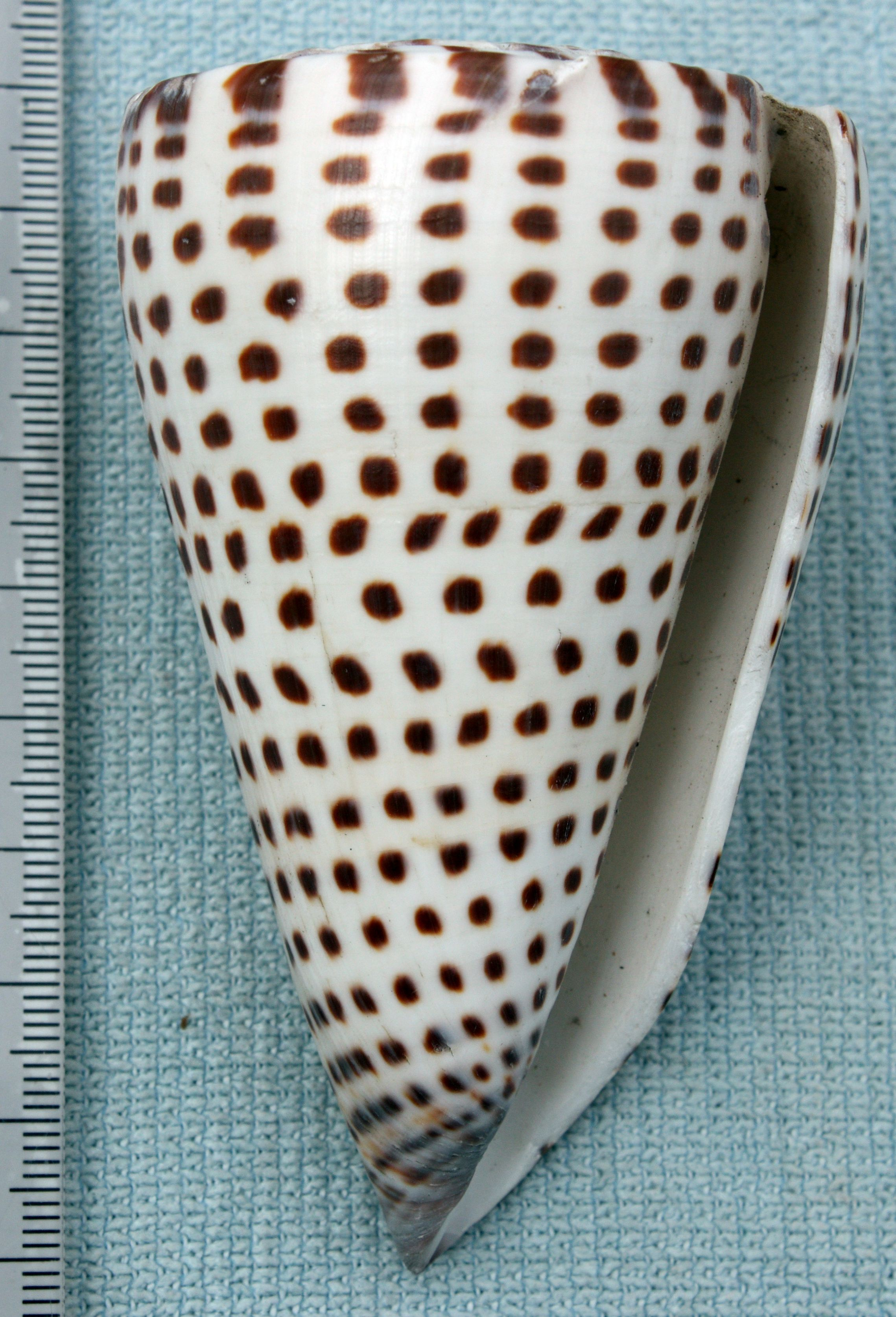
Conus litteratus

Conus is een geslacht van Gastropoda, dat fossiel bekend is vanaf het Laat-Krijt. Ze komen in alle warmere wateren van de wereld voor. In elk gebied komen echter welbepaalde soorten voor. Het geslacht telt in totaal meer dan zeshonderd soorten en ondersoorten. Ze zijn alle giftig, maar de giftigheidsgraad verschilt van soort tot soort. Ze bezitten een harpoenachtige stekel, waarmee ze hun prooi kunnen steken en verlammen. Ook de mens kan aan dit soort steken ten prooi vallen: sommige soorten (voornamelijk de volwassen exemplaren) bezitten het zeer krachtige gif conotoxine. In de meeste gevallen is een steek vergelijkbaar met een bijensteek, maar er zijn ook enkele dodelijke slachtoffers bekend.
De schelp van de slakken bezit een typische kegelvorm. Hieraan is ook de naam van dit geslacht ontleend: conus is Latijn voor kegel. De kleur van de schelp varieert tussen de soorten. Meestal komen bonte patronen voor, zoals bij de soorten Conus marmoreus en Conus textile.
Soorten uit dit geslacht staan ook bekend als kegelslakken. Deze naam wordt echter ook weleens gebruikt voor soorten uit de families Ovulidae en Volutidae.

## Kenmerken
Deze kegelslak heeft een merendeels gladde, conische schelp, waarvan de bovenwand eensklaps is omgebogen tot een smalle verhoging. De lage en getrapte spira (alle windingen behalve de laatste winding bij een gespiraliseerde schelp) bezit een in het oog springende centrale apex. De met de binnenrand parallel lopende, scherpe mondrand vormt over de gehele hoogte van de omvang een rechte, spleetvormige mondopening. De lengte van de schelp bedraagt ongeveer zes centimeter.
De kegelslakken van het geslacht Conus hebben een grotendeels conische behuizing met een gladde centrale spindel (columella) en een langwerpige, smalle, rechte, tandenloze mond. Bovenaan deze kegel, waaruit de sipho steekt, bevindt zich het hoofd van de slak. Aan het achterste, brede uiteinde van de behuizing steken de schroefdraden van de schroefdraad uit zodat ze een ongeveer afgevlakte tweede kegel vormen. Het gehoornde operculum is klein.De soort van het Conus-geslacht varieert sterk in grootte, kleur en patroon. De grootste soort bereikt een lichaamslengte van drieëntwintig centimeter. Omdat er binnen veel Conus-soorten grote variabiliteit is, zijn er veel synoniemen beschreven. In 2009 waren er 3200 verschillende soortennamen van dit geslacht, met ongeveer 16 nieuwe soorten die jaarlijks worden beschreven. Meer dan zeshonderd soorten worden erkend.

## Leefwijze
Dit carnivore, mariene geslacht bewoont wateren met uiteenlopende diepten op zand-, silt- of rotsbodems. Hun voedsel bestaat uit wormen, mollusken en vissen, die ze doden met hun giftige stekel.

### Voeding
Alle Conus-soorten, zoals de andere kegelslakken en andere Conoidea, leven roofzuchtig en doden hun prooi met gif, dat wordt geïnjecteerd door middel van harpoenvormige radulatanden. Prooi in de buurt wordt chemisch waargenomen door het osphradium, dat bijzonder verfijnd is bij kegelslakken. In tegenstelling tot levende prooien veroorzaakte aas geen zoekreacties in de onderzochte conische slakken. Een giftand wordt slechts één keer gebruikt. Na een mislukte aanval wordt het afgestoten, anders opgeslokt door de prooi. Net als andere conoidea-slakken, voeden de meeste Conus-soorten zich met borstelwormen, waaronder Conus ebraeus, anderen van eikelwormen, zoals Conus quercinus. In het geslacht Conus zijn er echter ook een aantal soorten die zich specialiseren in weekdieren of vissen als prooi. Deze soorten hebben bijzonder snelwerkende gifstoffen zodat de prooi niet meer weg kan bewegen. De visetende soorten omvatten Conus striatus, Conus catus, Conus purpurascens, Conus tulipa, Conus magus en Conus geographus evenals de enige soort van de Atlantische Conus ermineus en de slaketende Conus marmoreus en Conus-textile. Volwassen kegelslakken zijn meestal relatieve voedselspecialisten, maar het bereik van prooien kan in de loop van het leven veranderen. Bij Conus magus is waargenomen dat jonge dieren die nog te klein zijn om op vissen te jagen kleine polychaeten eten, terwijl de prooi bij volwassenen bestaat uit vis. De vorm van de harpoenen verandert in de loop van het leven. Als de tanden van de juvenielen nog steeds lijken op die van de vermivore kegelslakken, zijn ze aangepast aan het jagen op vissen op volwassen leeftijd. Piscivore conische slakken verschillen ook van de vermivoren, doordat de relatief grote prooi voorverteerd wordt in de voorste darm, omdat ze alleen dan de achterste darmsecties kunnen bereiken die zich in de slakkenhuis bevinden.

## Vijanden
Eieren en larven vallen ten prooi aan vissen, verdere mogelijke vijanden voor jonge dieren zijn zeesterren en slangsterren. Volwassen kegelslakken hebben weinig vijanden. Ze verdedigen zich tegen hen met behulp van hun giftige harpoenen, inclusief mensen. Vanwege gebroken slakkenhuizen wordt vermoed dat sommige vissoorten zoals papegaaivissen en murenen de slakken achtervolgen. Zeesterren aten bij wijze van uitzondering kegelslakken in het laboratorium, terwijl tritone slakken van het geslacht Cymatium herhaaldelijk kegelslakken vingen.

## Ontwikkelingscyclus
Kegelslakken zijn afzonderlijke geslachten. Het mannetje heeft een uitschuifbare penis. Het vrouwtje heeft een klier op de voet, waarmee de eicaps worden gevormd. De eieren bereiken de opening van deze klier via de voet. De eicaps zijn bevestigd aan een vast oppervlak. Afhankelijk van de soort en het individu werden 40 tot 11.400 eieren geteld in één eicapsule. De meerderheid van de eieren ontwikkelt zich tot larven en er zijn geen voedende eieren. In de eicapsule wordt het trochophorastadium na twee tot zes dagen bereikt, het Veliger-stadium na zes tot tien dagen. De Veliger-larven komen na ongeveer twee weken uit. Ze overleven niet langer dan negen dagen in een laboratorium. Met Conus pennaceus vindt metamorfose plaats op de eerste dag na het uitkomen. De radula van de opkomende jonge slakken verschilt nog steeds van die van volwassen slakken.

## Verspreiding
Het geslacht Conus is vertegenwoordigd in de tropische en subtropische zeeën. Het geslacht heeft de grootste biodiversiteit in de westelijke Indo-Pacific. Er zijn slechts enkele soorten in gematigde breedtegraden, zoals aan de kust van Zuid-Afrika, in de Middellandse Zee (mediterrane kegel) en aan de kust van Zuid-Californië (Conus californicus). Het is niet vertegenwoordigd in Midden-Europa. De Conus-soorten koloniseren verschillende habitats van het kustgebied tot diepere zones, op zand, rotsen of koraalriffen.

## Soorten
Het geslacht kent de volgende soorten:
- Conus abbas Hwass in Bruguière, 1792
- Conus abbreviatus Reeve, 1843
- Conus abrolhosensis Petuch, 1987
- Conus abruptus P. Marshall, 1918 †
- Conus achatinus Gmelin, 1791
- Conus acutangulus Lamarck, 1810
- Conus adami Wils, 1988
- Conus adamsonii Broderip, 1836
- Conus adenensis E. A. Smith, 1891
- Conus admirationis Poppe & Tagaro, 2015
- Conus advertex (Garrard, 1961)
- Conus aemulator A. P. Brown & Pilsbry, 1911 †
- Conus aemulus Reeve, 1844
- Conus aequiquadratus Monnier, Tenorio, Bouchet & Puillandre, 2018
- Conus africanus Kiener, 1848
- Conus aito Rabiller & Richard, 2014
- Conus alabaster Reeve, 1849
- Conus alainallaryi Bozzetti & Monnier, 2009
- Conus albellus Röckel & Korn, 1990
- Conus albuquerquei Trovão, 1978
- Conus alconnelli da Motta, 1986
- Conus alexandrei (Limpalaër & Monnier, 2012)
- Conus alexandrinus Kaicher, 1977
- Conus alfi (Thach, 2016)
- Conus algoensis G. B. Sowerby I, 1834
- Conus aliwalensis (S. G. Veldsman, 2018)
- Conus allaryi Bozzetti, 2008
- Conus alrobini (Thach, 2016)
- Conus amadis Gmelin, 1791
- Conus ambiguus Reeve, 1844
- Conus ammiralis Linnaeus, 1758
- Conus amphiurgus Dall, 1889
- Conus amplus Röckel & Korn, 1992
- Conus anabathrum Crosse, 1865
- Conus anabelae Rolán & Röckel, 2001
- Conus andamanensis E. A. Smith, 1879
- Conus andremenezi Olivera & Biggs, 2010
- Conus anemone Lamarck, 1810
- Conus angasi Tryon, 1884
- Conus angioiorum Röckel & Moolenbeek, 1992
- Conus annegretae Schönherr, 2018
- Conus anningae Hendricks, 2015 †
- Conus antoniaensis (Cossignani & Fiadeiro, 2014)
- Conus antonioi (Cossignani, 2014)
- Conus antoniomonteiroi Rolán, 1990
- Conus aplustre Reeve, 1843
- Conus arafurensis (Monnier, Limpalaër & Robin, 2013)
- Conus araneosus [Lightfoot], 1786
- Conus arangoi Sarasúa, 1977
- Conus archiepiscopus Hwass in Bruguière, 1792
- Conus archon Broderip, 1833
- Conus ardisiaceus Kiener, 1850
- Conus arenatus Hwass in Bruguière, 1792
- Conus ariejoostei (S. G. Veldsman, 2016)
- Conus aristophanes G. B. Sowerby II, 1857
- Conus armadillo Shikama, 1971
- Conus armoricus Suter, 1917 †
- Conus artoptus G. B. Sowerby I, 1833
- Conus asiaticus da Motta, 1985
- Conus ateralbus Kiener, 1850
- Conus athenae Filmer, 2011
- Conus attenuatus Reeve, 1844
- Conus augur [Lightfoot], 1786
- Conus aulicus Linnaeus, 1758
- Conus aurantius Hwass in Bruguière, 1792
- Conus auratinus da Motta, 1982
- Conus aureonimbosus Petuch, 1987
- Conus aureopunctatus Petuch, 1987
- Conus aureus Hwass in Bruguière, 1792
- Conus auricomus Hwass in Bruguière, 1792
- Conus aurisiacus Linnaeus, 1758
- Conus australis Holten, 1802
- Conus austroviola Röckel & Korn, 1992
- Conus axelrodi Walls, 1978
- Conus babaensis Rolán & Röckel, 2001
- Conus baeri Röckel & Korn, 1992
- Conus bahamensis Vink & Röckel, 1995
- Conus bairstowi G. B. Sowerby III, 1889
- Conus balabacensis Filmer, 2012
- Conus balerensis Olivera, Saguil & Bouchet, 2019
- Conus balteatus G. B. Sowerby I, 1833
- Conus bandanus Hwass in Bruguière, 1792
- Conus barbara Brazier, 1898
- Conus barbieri G. Raybaudi Massilia, 1995
- Conus barrosensis (Cossignani & Fiadeiro, 2017)
- Conus barthelemyi Bernardi, 1861
- Conus bartschi Hanna & A. M. Strong, 1949
- Conus bayani Jousseaume, 1872
- Conus bayeri Petuch, 1987
- Conus beatrix Tenorio, Poppe & Tagaro, 2007
- Conus behelokensis Lauer, 1989
- Conus belairensis Pin & Leung Tack, 1989
- Conus belizeanus (Petuch & Sargent, 2011)
- Conus bellacoensis Hendricks, 2015 †
- Conus bellocqae van Rossum, 1996
- Conus bellulus Rolán, 1990
- Conus bengalensis (Okutani, 1968)
- Conus berdulinus Veillard, 1972
- Conus berghausi Michelotti, 1847 †
- Conus bessei Petuch, 1992
- Conus betulinus Linnaeus, 1758
- Conus biliosus (Röding, 1798)
- Conus binghamae Petuch, 1987
- Conus blanfordianus Crosse, 1867
- Conus blatteus Shikama, 1979
- Conus boavistensis Rolán & F. Fernandes, 1990
- Conus bocagei Trovão, 1978
- Conus bocki G. B. Sowerby III, 1881
- Conus boeticus Reeve, 1844
- Conus bondarevi Röckel & G. Raybaudi Massilia, 1992
- Conus bonfigliolii (Bozzetti, 2010)
- Conus borgesi Trovão, 1979
- Conus boui da Motta, 1988
- Conus boutetorum Richard & Rabiller, 2013
- Conus brandonensis (Lorenz, 2019)
- Conus bratcherae (Petuch & Berschauer, 2019)
- Conus brettinghami Coomans, Moolenbeek & Wils, 1982
- Conus brianhayesi Korn, 2001
- Conus brianoi (Cossignani & Allary, 2019)
- Conus broderipii Reeve, 1844
- Conus bruguieresi Kiener, 1846
- Conus brunneobandatus Petuch, 1992
- Conus brunneofilaris Petuch, 1990
- Conus brunneus W. Wood, 1828
- Conus bruuni Powell, 1958
- Conus bulbus Reeve, 1843
- Conus bullatus Linnaeus, 1758
- Conus burryae Clench, 1942
- Conus buxeus (Röding, 1798)
- Conus byssinus (Röding, 1798)
- Conus cacellensis Pereira da Costa, 1866 †
- Conus caillaudi Kiener, 1846
- Conus calhetae Rolán, 1990
- Conus calhetinensis (Cossignani & Fiadeiro, 2014)
- Conus cancellatus Hwass in Bruguière, 1792
- Conus canonicus Hwass in Bruguière, 1792
- Conus capitanellus Fulton, 1938
- Conus capitaneus Linnaeus, 1758
- Conus capreolus Röckel, 1985
- Conus caracteristicus Fischer von Waldheim, 1807
- Conus carcellesi Martins, 1945
- Conus cardinalis Hwass in Bruguière, 1792
- Conus cargilei Coltro, 2004
- Conus carioca Petuch, 1986
- Conus carlottae Hendricks, 2015 †
- Conus carnalis G. B. Sowerby III, 1879
- Conus cashi Hendricks, 2015 †
- Conus castaneus Kiener, 1848
- Conus cathyae (Monnier, Limpalaër & Prugnaud, 2020)
- Conus catus Hwass in Bruguière, 1792
- Conus caysalensis L. Raybaudi & Prati, 1994
- Conus cebuensis Wils, 1990
- Conus cedonulli Linnaeus, 1767
- Conus cepasi Trovão, 1975
- Conus ceruttii Cargile, 1997
- Conus cervus Lamarck, 1822
- Conus chaldaeus (Röding, 1798)
- Conus chiangi (Azuma, 1972)
- Conus chiapponorum Lorenz, 2004
- Conus chytreus Tryon, 1884
- Conus ciderryi da Motta, 1985
- Conus cinereus Hwass in Bruguière, 1792
- Conus cingulatus Lamarck, 1810
- Conus circumactus Iredale, 1929
- Conus circumcisus Born, 1778
- Conus clarus E. A. Smith, 1881
- Conus clavatulus d'Orbigny, 1852 †
- Conus clerii Reeve, 1844
- Conus cloveri Walls, 1978
- Conus cocceus Reeve, 1844
- Conus coccineus Gmelin, 1791
- Conus coelinae Crosse, 1858
- Conus coffeae Gmelin, 1791
- Conus collisus Reeve, 1849
- Conus colmani Röckel & Korn, 1990
- Conus colombi (Monnier & Limpalaër, 2012)
- Conus colombianus Petuch, 1987
- Conus coltrorum (Petuch & R. F. Myers, 2014)
- Conus compressus G. B. Sowerby II, 1866
- Conus conco Puillandre, Stöcklin, Favreau, Bianchi, Perret, Rivasseau, Limpalaër, Monnier & Bouchet, 2015
- Conus conoponderosus Sacco, 1893 †
- Conus consors G. B. Sowerby I, 1833
- Conus conspersus Reeve, 1844
- Conus corallinus Kiener, 1847
- Conus corbieri Blöcher, 1994
- Conus cordigera G. B. Sowerby II, 1866
- Conus coronatus Gmelin, 1791
- Conus cossignanii (Cossignani & Fiadeiro, 2014)
- Conus costellatus Grateloup, 1835 †
- Conus cristinapessoae (Cossignani & Fiadeiro, 2017)
- Conus crocatus Lamarck, 1810
- Conus crosnieri (Tenorio, Monnier & Puillandre, 2018)
- Conus crotchii Reeve, 1849
- Conus cumingii Reeve, 1848
- Conus cuna Petuch, 1998
- Conus cuneolus Reeve, 1843
- Conus curassaviensis Hwass in Bruguière, 1792
- Conus curralensis Rolán, 1986
- Conus cuvieri Crosse, 1858
- Conus cyanostoma A. Adams, 1854
- Conus cylindraceus Broderip & G. B. Sowerby I, 1830
- Conus cymbioides Monnier, Tenorio, Bouchet & Puillandre, 2018
- Conus dalli Stearns, 1873
- Conus damottai Trovão, 1979
- Conus dampierensis Coomans & Filmer, 1985
- Conus dangdami Thach, 2017
- Conus danilai Röckel & Korn, 1990
- Conus daphne Boivin, 1864
- Conus darkini Röckel, Korn & Richard, 1993
- Conus daucus Hwass in Bruguière, 1792
- Conus dayriti Röckel & da Motta, 1983
- Conus decolrobertoi (Cossignani & Fiadeiro, 2017)
- Conus decoratus Röckel, Rolán & Monteiro, 1980
- Conus dedonderi (Goethaels & D. Monsecour, 2013)
- Conus delanoyae Trovão, 1979
- Conus denizi (Afonso & Tenorio, 2011)
- Conus desidiosus A. Adams, 1854
- Conus desiradensis Rabiller & Richard, 2019
- Conus devorsinei (Petuch, Berschauer & Poremski, 2015)
- Conus deynzerorum Petuch, 1995
- Conus diadema G. B. Sowerby I, 1834
- Conus dianthus G. B. Sowerby III, 1882
- Conus diegoi (Cossignani, 2014)
- Conus diminutus Trovão & Rolán, 1986
- Conus dispar G. B. Sowerby I, 1833
- Conus distans Hwass in Bruguière, 1792
- Conus dominicanus Hwass in Bruguière, 1792
- Conus donnae Petuch, 1998
- Conus dorotheae Monnier & Limpalaër, 2010
- Conus dorreensis Péron, 1807
- Conus duffyi Petuch, 1992
- Conus dusaveli (H. Adams, 1872)
- Conus easoni (Petuch & Berschauer, 2018)
- Conus ebraeus Linnaeus, 1758
- Conus eburneus Hwass in Bruguière, 1792
- Conus echinophilus (Petuch, 1975)
- Conus echo Lauer, 1989
- Conus edaphus Dall, 1910
- Conus ednae (Petuch, 2013)
- Conus edwardpauli Petuch, 1998
- Conus eldredi J. P. E. Morrison, 1955
- Conus eleutheraensis (Petuch, 2013)
- Conus emaciatus Reeve, 1849
- Conus empressae Lorenz, 2001
- Conus encaustus Kiener, 1845
- Conus episcopatus da Motta, 1982
- Conus equiminaensis Schönherr, 2018
- Conus ermineus Born, 1778
- Conus ernesti Petuch, 1990
- Conus erythraeensis Reeve, 1843
- Conus escondidai Poppe & Tagaro, 2005
- Conus espingueirensis (Cossignani & Fiadeiro, 2017)
- Conus estellae Cossignani, 2020
- Conus estivali Moolenbeek & Richard, 1995
- Conus eusebioi Schönherr, 2018
- Conus evansi Bondarev, 2001
- Conus eversoni Petuch, 1987
- Conus excelsus G. B. Sowerby III, 1908
- Conus exiguus Lamarck, 1810
- Conus eximius Reeve, 1849
- Conus explorator Vink, 1990
- Conus felitae Rolán, 1990
- Conus felix Fenzan, 2012
- Conus fergusoni G. B. Sowerby II, 1873
- Conus fernandesi Tenorio, Afonso & Rolán, 2008
- Conus ferrugineus Hwass in Bruguière, 1792
- Conus figulinus Linnaeus, 1758
- Conus fijisulcatus Moolenbeek, Röckel & Bouchet, 2008
- Conus filmeri Rolán & Röckel, 2000
- Conus fischoederi Röckel & da Motta, 1983
- Conus flamingo Petuch, 1980
- Conus flammeacolor Petuch, 1992
- Conus flavescens G. B. Sowerby I, 1834
- Conus flavidus Lamarck, 1810
- Conus flavus Röckel, 1985
- Conus flavusalbus Rolán & Röckel, 2000
- Conus floccatus G. B. Sowerby I, 1841
- Conus floridulus A. Adams & Reeve, 1848
- Conus fonsecai (Petuch & Berschauer, 2016)
- Conus fosteri Clench & Aguayo, 1942
- Conus fragilissimus Petuch, 1979
- Conus franciscoi Rolán & Röckel, 2000
- Conus franklinae Hendricks, 2015 †
- Conus freitasi (Tenorio, Afonso, Rolán, Pires, Vasconcelos, Abalde & Zardoya, 2018)
- Conus frigidus Reeve, 1848
- Conus fuerteventurensis Vera-Peláez & Martín-González, 2018 †
- Conus fulmen Reeve, 1843
- Conus fumigatus Hwass in Bruguière, 1792
- Conus furnae Rolán, 1990
- Conus furvoides Gabb, 1873 †
- Conus furvus Reeve, 1843
- Conus fuscatus Born, 1778
- Conus fuscoflavus Röckel, Rolán & Monteiro, 1980
- Conus fuscolineatus G. B. Sowerby III, 1905
- Conus fusellinus Suter, 1917 †
- Conus gabelishi da Motta & Ninomiya, 1982
- Conus galeao Rolán, 1990
- Conus galeyi Monnier, Tenorio, Bouchet & Puillandre, 2018
- Conus gallicus Mayer-Eymar, 1890 †
- Conus gallopalvoi (Cossignani & Fiadeiro, 2017)
- Conus garciai da Motta, 1982
- Conus garrisoni Hendricks, 2015 †
- Conus garywilsoni Lorenz & H. Morrison, 2004
- Conus gauguini Richard & B. Salvat, 1973
- Conus generalis Linnaeus, 1767
- Conus genuanus Linnaeus, 1758
- Conus geographus Linnaeus, 1758
- Conus gibsonsmithorum Petuch, 1986
- Conus gigasulcatus Moolenbeek, Röckel & Bouchet, 2008
- Conus gilvus Reeve, 1849
- Conus giorossii Bozzetti, 2005
- Conus gladiator Broderip, 1833
- Conus glans Hwass in Bruguière, 1792
- Conus glaucus Linnaeus, 1758
- Conus glenni Petuch, 1993
- Conus glicksteini Petuch, 1987
- Conus gloriakiiensis Kuroda & Itô, 1961
- Conus gloriamaris Chemnitz, 1777
- Conus glorioceanus Poppe & Tagaro, 2009
- Conus goajira Petuch, 1992
- Conus gondwanensis Röckel & Moolenbeek, 1995
- Conus gonsalensis (Cossignani & Fiadeiro, 2014)
- Conus gonsaloi (Afonso & Tenorio, 2014)
- Conus goudeyi (Monnier & Limpalaër, 2012)
- Conus gouldi Hendricks, 2015 †
- Conus gradatulus Weinkauff, 1875
- Conus gradatus W. Wood, 1828
- Conus grahami Röckel, Cosel & Burnay, 1980
- Conus granarius Kiener, 1847
- Conus grangeri G. B. Sowerby III, 1900
- Conus granulatus Linnaeus, 1758
- Conus granum Röckel & Fischöder, 1985
- Conus gratacapii Pilsbry, 1904
- Conus guanahacabibensis Espinosa & Ortea, 2016
- Conus guanche Lauer, 1993
- Conus gubernator Hwass in Bruguière, 1792
- Conus guiandradoi (Cossignani & Fiadeiro, 2017)
- Conus guinaicus Hwass in Bruguière, 1792
- Conus habui Lan, 2002
- Conus hamamotoi Yoshiba & Koyama, 1984
- Conus hamanni Fainzilber & Mienis, 1986
- Conus hanshassi (Lorenz & Barbier, 2012)
- Conus harasewychi Petuch, 1987
- Conus harlandi Petuch, 1987
- Conus havanensis Aguayo & Pérez Farfante, 1947
- Conus haytensis G. B. Sowerby I, 1850 †
- Conus hazinorum (Petuch & R. F. Myers, 2014)
- Conus helgae Blöcher, 1992
- Conus hendersoni Marwick, 1931 †
- Conus hendricksi (Harzhauser & Landau, 2016) †
- Conus hennequini Petuch, 1993
- Conus hieroglyphus Duclos, 1833
- Conus hilli Petuch, 1990
- Conus hirasei (Kuroda, 1956)
- Conus hoaraui (Monnier & Limpalaër, 2015)
- Conus honkeri Petuch, 1988
- Conus honkerorum (Petuch & R. F. Myers, 2014)
- Conus hughmorrisoni Lorenz & Puillandre, 2015
- Conus humerosus Pilsbry, 1921 †
- Conus hungaricus Hoernes & Auinger, 1879 †
- Conus huttoni (Tate, 1890) †
- Conus hyaena Hwass in Bruguière, 1792
- Conus hybridus Kiener, 1847
- Conus ignotus Cargile, 1998
- Conus immelmani Korn, 1998
- Conus imperialis Linnaeus, 1758
- Conus inconstans E. A. Smith, 1877
- Conus indomaris (Bozzetti, 2014)
- Conus inesae (Monteiro, Afonso, Tenorio, Rosado & Pirinhas, 2014)
- Conus infinitus Rolán, 1990
- Conus infrenatus Reeve, 1848
- Conus inscriptus Reeve, 1843
- Conus insularis Gmelin, 1791
- Conus iodostoma Reeve, 1843
- Conus isabelarum Tenorio & Afonso, 2004
- Conus jacarusoi Petuch, 1998
- Conus janus Hwass in Bruguière, 1792
- Conus jickelii Weinkauff, 1873
- Conus jocus (Finlay, 1927) †
- Conus jonsingletoni H. Morrison, 2019
- Conus jorioi (Petuch, 2013)
- Conus josefiadeiroi (Cossignani & Fiadeiro, 2019)
- Conus josephinae Rolán, 1980
- Conus joserochoi (Cossignani, 2014)
- Conus jourdani da Motta, 1984
- Conus jucundus G. B. Sowerby III, 1887
- Conus judaeus Bergh, 1895
- Conus julieandreae Cargile, 1995
- Conus julii Liénard, 1870
- Conus kaesleri Hendricks, 2015 †
- Conus kahlbrocki (Lorenz, 2019)
- Conus kaiserae (Tenorio, J. K. Tucker & Chaney, 2012)
- Conus kalafuti da Motta, 1987
- Conus karlschmidti Maury, 1917 †
- Conus kawamurai Habe, 1962
- Conus keatii G. B. Sowerby II, 1858
- Conus kermadecensis Iredale, 1912
- Conus kersteni Tenorio, Afonso & Rolán, 2008
- Conus kerstitchi Walls, 1978
- Conus kevani Petuch, 1987
- Conus kiicumulus (Azuma, 1982)
- Conus kinoshitai (Kuroda, 1956)
- Conus kintoki Habe & Kosuge, 1970
- Conus kirkandersi Petuch, 1987
- Conus klemae (Cotton, 1953)
- Conus knudseni Sander, 1982
- Conus kostini Filmer, Monteiro, Lorenz & Verdasca, 2012
- Conus koukae (Monnier, Limpalaër & Robin, 2013)
- Conus kremerorum Petuch, 1988
- Conus kulkulcan Petuch, 1980
- Conus kuroharai (Habe, 1965)
- Conus lamarckii Kiener, 1847
- Conus lamberti Souverbie, 1877
- Conus lamyi Rabiller & Richard, 2019
- Conus largilliertii Kiener, 1847
- Conus laterculatus G. B. Sowerby II, 1870
- Conus laueri (Monnier & Limpalaër, 2013)
- Conus laurenti Rabiller & Richard, 2019
- Conus lecourtorum (Lorenz, 2011)
- Conus leehmani da Motta & Röckel, 1979
- Conus leekremeri Petuch, 1987
- Conus legatus Lamarck, 1810
- Conus lemniscatus Reeve, 1849
- Conus lenavati da Motta & Röckel, 1982
- Conus leobottonii Lorenz, 2006
- Conus leobrerai da Motta & R. Martin, 1982
- Conus leopardus (Röding, 1798)
- Conus letkesensis (Harzhauser & Landau, 2016) †
- Conus levis (Bozzetti, 2012)
- Conus levistimpsoni (J. K. Tucker, 2013)
- Conus leviteni (J. K. Tucker, Tenorio & Chaney, 2011)
- Conus lienardi Bernardi & Crosse, 1861
- Conus lightbourni Petuch, 1986
- Conus limpusi Röckel & Korn, 1990
- Conus lindae Petuch, 1987
- Conus lineopunctatus Kaicher, 1977
- Conus lischkeanus Weinkauff, 1875
- Conus litoglyphus Hwass in Bruguière, 1792
- Conus litteratus Linnaeus, 1758
- Conus lividus Hwass in Bruguière, 1792
- Conus lizardensis Crosse, 1865
- Conus lobitensis Kaicher, 1977
- Conus locumtenens Blumenbach, 1791
- Conus lohri Kilburn, 1972
- Conus lombardii Hendricks, 2015 †
- Conus longilineus Röckel, Rolán & Monteiro, 1980
- Conus lozeti Richard, 1980
- Conus lucaya Petuch, 2000
- Conus luciae Moolenbeek, 1986
- Conus lugubris Reeve, 1849
- Conus luteus G. B. Sowerby I, 1833
- Conus lyelli Hendricks, 2015 †
- Conus lynceus G. B. Sowerby II, 1858
- Conus maculiferus G. B. Sowerby I, 1833
- Conus madagascariensis G. B. Sowerby II, 1858
- Conus madecassinus (Bozzetti, 2012)
- Conus magellanicus Hwass in Bruguière, 1792
- Conus magnificus Reeve, 1843
- Conus magnottei Petuch, 1987
- Conus magus Linnaeus, 1758
- Conus maioensis Trovão, Rolán & Félix-Alves, 1990
- Conus malabaricus (Monnier, Limpalaër & Tenorio, 2017)
- Conus malacanus Hwass in Bruguière, 1792
- Conus malcolmi (Monnier & Limpalaër, 2015)
- Conus maldivus Hwass in Bruguière, 1792
- Conus mappa [Lightfoot], 1786
- Conus marchionatus Hinds, 1843
- Conus mariaodeteae (Petuch & R. F. Myers, 2014)
- Conus marielae Rehder & B. R. Wilson, 1975
- Conus marileeae (Harasewych, 2014)
- Conus marimaris (Tenorio, Abalde & Zardoya, 2018)
- Conus marmoreus Linnaeus, 1758
- Conus martensi E. A. Smith, 1884
- Conus martinianus Reeve, 1844
- Conus marysae (Lorenz, 2019)
- Conus mascarenensis (Monnier & Limpalaër, 2019)
- Conus mauryi Finlay, 1927 †
- Conus maya (Petuch & Sargent, 2011)
- Conus mcbridei Lorenz, 2005
- Conus medoci Lorenz, 2004
- Conus medvedevi (Monteiro, Afonso, Tenorio, Rosado & Pirinhas, 2014)
- Conus melvilli G. B. Sowerby III, 1879
- Conus mercator Linnaeus, 1758
- Conus miamiensis Petuch, 1986 †
- Conus michelcharlesi (Monnier, Limpalaër & Prugnaud, 2020)
- Conus micropunctatus Rolán & Röckel, 2000
- Conus miles Linnaeus, 1758
- Conus milesi E. A. Smith, 1887
- Conus miliaris Hwass in Bruguière, 1792
- Conus milneedwardsi Jousseaume, 1894
- Conus miniexcelsus Olivera & Biggs, 2010
- Conus minimus (Cossignani & Fiadeiro, 2015)
- Conus minnamurra (Garrard, 1961)
- Conus miruchae Röckel, Rolán & Monteiro, 1980
- Conus mitratus Hwass in Bruguière, 1792
- Conus molis A. P. Brown & Pilsbry, 1911 †
- Conus moluccensis Küster, 1838
- Conus monachus Linnaeus, 1758
- Conus moncuri Filmer, 2005
- Conus monicae (Petuch & Berschauer, 2015)
- Conus monile Hwass in Bruguière, 1792
- Conus monilifer Broderip, 1833
- Conus montillai Röckel, 1985
- Conus moolenbeeki Filmer, 2011
- Conus moravicus Hoernes & Auinger, 1879 †
- Conus moreleti Crosse, 1858
- Conus morrisoni G. Raybaudi Massilia, 1991
- Conus moylani Delsaerdt, 2000
- Conus mozambicus Hwass in Bruguière, 1792
- Conus mpenjatiensis (S. G. Veldsman, 2016)
- Conus mucronatus Reeve, 1843
- Conus mulderi Fulton, 1936
- Conus multiliratus Böse, 1906 †
- Conus muriculatus G. B. Sowerby I, 1833
- Conus mus Hwass in Bruguière, 1792
- Conus musicus Hwass in Bruguière, 1792
- Conus mustelinus Hwass in Bruguière, 1792
- Conus nahoonensis (S. G. Veldsman, 2016)
- Conus namocanus Hwass in Bruguière, 1792
- Conus nanshaensis F.-L. Li, 2016
- Conus nanus G. B. Sowerby I, 1833
- Conus naranjus Trovão, 1975
- Conus natalaurantius (S. G. Veldsman, 2013)
- Conus natalis G. B. Sowerby II, 1858
- Conus navarroi Rolán, 1986
- Conus negroides Kaicher, 1977
- Conus nelsonandradoi (Cossignani & Fiadeiro, 2015)
- Conus neptunus Reeve, 1843
- Conus neumayri Hoernes & Auinger, 1879 †
- Conus ngocngai Thach, 2017
- Conus nicopuillandrei Rabiller & Richard, 2019
- Conus niederhoeferi (Monnier, Limpalaër & Lorenz, 2012)
- Conus nielsenae Marsh, 1962
- Conus nigromaculatus Röckel & Moolenbeek, 1992
- Conus nigropunctatus G. B. Sowerby II, 1858
- Conus nimbosus Hwass in Bruguière, 1792
- Conus nobilis Linnaeus, 1758
- Conus nobrei Trovão, 1975
- Conus nocturnus [Lightfoot], 1786
- Conus nodulosus G. B. Sowerby II, 1864
- Conus norai da Motta & G. Raybaudi Massilia, 1992
- Conus norpothi Lorenz, 2015
- Conus nucleus Reeve, 1848
- Conus nunesi Schönherr, 2018
- Conus nussatella Linnaeus, 1758
- Conus nux Broderip, 1833
- Conus nybakkeni (Tenorio, J. K. Tucker & Chaney, 2012)
- Conus obscurus G. B. Sowerby I, 1833
- Conus ochroleucus Gmelin, 1791
- Conus oishii (Shikama, 1977)
- Conus olssoni Maury, 1917 †
- Conus omaria Hwass in Bruguière, 1792
- Conus orion Broderip, 1833
- Conus ornatissimus K. Martin, 1883 †
- Conus orri Ninomiya & da Motta, 1982
- Conus ortneri Petuch, 1998
- Conus ostrinus (J. K. Tucker & Tenorio, 2011)
- Conus oualeiriensis Rabiller & Richard, 2019
- Conus ozennii Crosse, 1858 †
- Conus papilliferus G. B. Sowerby I, 1834
- Conus papuensis Coomans & Moolenbeek, 1982
- Conus paraguana Petuch, 1987
- Conus paranobilis Petuch, 1991 †
- Conus parascalaris Petuch, 1987
- Conus parius Reeve, 1844
- Conus parvatus Walls, 1979
- Conus paschalli Petuch, 1998
- Conus patae Abbott, 1971
- Conus patamakanthini Delsaerdt, 1998
- Conus patglicksteinae Petuch, 1987
- Conus patriceae (Petuch & R. F. Myers, 2014)
- Conus patricius Hinds, 1843
- Conus paukstisi (J. K. Tucker, Tenorio & Chaney, 2011)
- Conus paulae Petuch, 1988
- Conus pauperculus G. B. Sowerby I, 1834
- Conus pavillardae Cossignani, 2019
- Conus peasei (Brazier, 1877)
- Conus pedrofiadeiroi (Cossignani & Fiadeiro, 2015)
- Conus peli Moolenbeek, 1996
- Conus penchaszadehi Petuch, 1986
- Conus pennaceus Born, 1778
- Conus pergrandis (Iredale, 1937)
- Conus perrineae (Cossignani & Fiadeiro, 2018)
- Conus pertusus Hwass in Bruguière, 1792
- Conus petergabrieli Lorenz, 2006
- Conus petestimpsoni (Petuch & Berschauer, 2016)
- Conus petuchi (Monteiro, Afonso, Tenorio, Rosado & Pirinhas, 2014)
- Conus philippii Kiener, 1847
- Conus philquiquandoni Cossignani, 2020
- Conus pica A. Adams & Reeve, 1848
- Conus pictus Reeve, 1843
- Conus pineaui Pin & Leung Tack, 1989
- Conus pinedensis (Cossignani & Fiadeiro, 2017)
- Conus piti Rabiller & Richard, 2019
- Conus planiliratus G. B. Sowerby I, 1850 †
- Conus planorbis Born, 1778
- Conus platensis Frenguelli, 1946 †
- Conus plinthis Richard & Moolenbeek, 1988
- Conus polongimarumai Kosuge, 1980
- Conus pomareae (Monnier & Limpalaër, 2014)
- Conus ponderoaustriacus Sacco, 1893 †
- Conus pongo Coomans, Moolenbeek & Wils, 1982
- Conus poormani Berry, 1968
- Conus portobeloensis Petuch, 1990
- Conus potiguar (Petuch & Berschauer, 2019)
- Conus poulosi Petuch, 1993
- Conus praecellens A. Adams, 1854
- Conus praelatus Hwass in Bruguière, 1792
- Conus pretiosus G. Nevill & H. Nevill, 1874
- Conus primus Röckel & Korn, 1990
- Conus princeps Linnaeus, 1758
- Conus proximus G. B. Sowerby II, 1860
- Conus pseudaurantius Vink & Cosel, 1985
- Conus pseudimperialis Moolenbeek, Zandbergen & Bouchet, 2008
- Conus pseudoarmoricus P. Marshall & Murdoch, 1920 †
- Conus pseudocardinalis Coltro, 2004
- Conus pseudocedonulli Blainville, 1818
- Conus pseudonivifer Monteiro, Tenorio & Poppe, 2004
- Conus pseudotextile Grateloup, 1835 †
- Conus pulcher [Lightfoot], 1786
- Conus pulicarius Hwass in Bruguière, 1792
- Conus purissimus Filmer, 2011
- Conus purpurascens G. B. Sowerby I, 1833
- Conus purvisi (Cossignani & Fiadeiro, 2017)
- Conus quasimagus (Bozzetti, 2016)
- Conus queenslandis da Motta, 1984
- Conus quercinus [Lightfoot], 1786
- Conus quiquandoni Lorenz & Barbier, 2008
- Conus radiatus Gmelin, 1791
- Conus ranonganus da Motta, 1978
- Conus rattus Hwass in Bruguière, 1792
- Conus raulsilvai Rolán, Monteiro & C. Fernandes, 1998
- Conus rawaiensis da Motta, 1978
- Conus recluzianus Bernardi, 1853
- Conus recognitus Guppy, 1867 †
- Conus recurvus Broderip, 1833
- Conus reductaspiralis Walls, 1979
- Conus regius Gmelin, 1791
- Conus regonae Rolán & Trovão, 1990
- Conus regularis G. B. Sowerby I, 1833
- Conus reticulatus Born, 1778
- Conus retifer Menke, 1829
- Conus richardbinghami Petuch, 1993
- Conus richardsae Röckel & Korn, 1992
- Conus richeri Richard & Moolenbeek, 1988
- Conus riosi Petuch, 1986
- Conus ritae Petuch, 1995
- Conus rizali Olivera & Biggs, 2010
- Conus robini (Limpalaër & Monnier, 2012)
- Conus roeckeli Rolán, 1980
- Conus rolani Röckel, 1986
- Conus roquensis (Cossignani & Fiadeiro, 2015)
- Conus rosalindensis Petuch, 1998
- Conus rosemaryae Petuch, 1990
- Conus roseorapum G. Raybaudi & da Motta, 1990
- Conus rosi (Petuch & Berschauer, 2015)
- Conus rouxi (Monnier, Limpalaër & Robin, 2013)
- Conus royaikeni (S. G. Veldsman, 2010)
- Conus rufimaculosus Macpherson, 1959
- Conus ruthae (Monnier & Limpalaër, 2013)
- Conus sahlbergi da Motta & Harland, 1986
- Conus sakalava (Monnier & Tenorio, 2017)
- Conus salletae (Cossignani, 2014)
- Conus salzmanni G. Raybaudi Massilia & Rolán, 1997
- Conus samiae da Motta, 1982
- Conus sandwichensis Walls, 1978
- Conus sanguineus Kiener, 1850
- Conus sanguinolentus Quoy & Gaimard, 1834
- Conus sannio Finlay, 1927 †
- Conus santaluziensis (Cossignani & Fiadeiro, 2015)
- Conus santanaensis (Afonso & Tenorio, 2014)
- Conus santinii (Monnier & Limpalaër, 2014)
- Conus saragasae Rolán, 1986
- Conus sartii Korn, Niederhöfer & Blöcher, 2002
- Conus scabriusculus Dillwyn, 1817
- Conus scalaris Valenciennes, 1832
- Conus scalarispira (Bozzetti, 2012)
- Conus scalarissimus da Motta, 1988
- Conus scalptus Reeve, 1843
- Conus scopulorum Van Mol, Tursch & Kempf, 1971
- Conus scottjordani (Poppe, Monnier & Tagaro, 2012)
- Conus sculletti Marsh, 1962
- Conus sculpturatus Röckel & da Motta, 1986
- Conus sennottorum Rehder & Abbott, 1951
- Conus sertacinctus Röckel, 1986
- Conus severinae Cossignani, 2020
- Conus sewalli Maury, 1917 †
- Conus shaskyi (Tenorio, J. K. Tucker & Chaney, 2012)
- Conus shikamai Coomans, Moolenbeek & Wils, 1985
- Conus simonis Bozzetti, 2010
- Conus sinaiensis (Petuch & Berschauer, 2016)
- Conus skoglundae (Tenorio, J. K. Tucker & Chaney, 2012)
- Conus smoesi (Petuch & Berschauer, 2016)
- Conus sogodensis (Poppe, Monnier & Tagaro, 2012)
- Conus solangeae Bozzetti, 2004
- Conus solidus Gmelin, 1791
- Conus solomonensis Delsaerdt, 1992
- Conus spectrum Linnaeus, 1758
- Conus sphacelatus G. B. Sowerby I, 1833
- Conus spiceri Bartsch & Rehder, 1943
- Conus splendidulus G. B. Sowerby I, 1833
- Conus sponsalis Hwass in Bruguière, 1792
- Conus spurius Gmelin, 1791
- Conus stanchinensis (Cossignani & Fiadeiro, 2019)
- Conus stanfieldi Petuch, 1998
- Conus stercusmuscarum Linnaeus, 1758
- Conus stimpsoni Dall, 1902
- Conus stimpsonorum (Cossignani & Allary, 2019)
- Conus stramineus Lamarck, 1810
- Conus straturatus G. B. Sowerby II, 1865
- Conus striatellus Link, 1807
- Conus striatus Linnaeus, 1758
- Conus striolatus Kiener, 1848
- Conus stupa (Kuroda, 1956)
- Conus stupella (Kuroda, 1956)
- Conus subachatinus Crosse, 1858 †
- Conus subtessellatus d'Orbigny, 1852 †
- Conus suduirauti Raybaudi Massilia, 2004
- Conus sugillatus Reeve, 1844
- Conus sugimotonis Kuroda, 1929
- Conus sukhadwalai Röckel & da Motta, 1983
- Conus sulcatus Hwass in Bruguière, 1792
- Conus sulcocastaneus Kosuge, 1981
- Conus sunderlandi Petuch, 1987
- Conus suratensis Hwass in Bruguière, 1792
- Conus sutanorcum Moolenbeek, Röckel & Bouchet, 2008
- Conus suturatus Reeve, 1844
- Conus swainsoni Estival & Cosel, 1986
- Conus sydneyensis G. B. Sowerby III, 1887
- Conus symmetricus G. B. Sowerby I, 1850 †
- Conus tabidus Reeve, 1844
- Conus tacomae Boyer & Pelorce, 2009
- Conus taeniatus Hwass in Bruguière, 1792
- Conus tagaroae (Limpalaër & Monnier, 2013)
- Conus taitensis Hwass in Bruguière, 1792
- Conus takahashii (Petuch & Berschauer, 2019)
- Conus taphrus Woodring, 1970 †
- Conus telatus Reeve, 1848
- Conus tenorioi (Monnier, Monteiro & Limpalaër, 2016)
- Conus tenuilineatus Rolán & Röckel, 2001
- Conus tenuistriatus G. B. Sowerby II, 1858
- Conus terebra Born, 1778
- Conus terryni Tenorio & Poppe, 2004
- Conus tessulatus Born, 1778
- Conus tethys (Petuch & Sargent, 2011)
- Conus textile Linnaeus, 1758
- Conus thalassiarchus G. B. Sowerby I, 1834
- Conus theodorei Petuch, 2000
- Conus therriaulti (Petuch, 2013)
- Conus thevenardensis da Motta, 1987
- Conus thomae Gmelin, 1791
- Conus thorae Finlay, 1927 †
- Conus tiaratus G. B. Sowerby I, 1833
- Conus timorensis Hwass in Bruguière, 1792
- Conus tinianus Hwass in Bruguière, 1792
- Conus tisii T. C. Lan, 1978
- Conus tonisii (Petuch & R. F. Myers, 2014)
- Conus tostesi Petuch, 1986
- Conus tourosensis (Petuch & Berschauer, 2018)
- Conus transkeiensis Korn, 1998
- Conus trencarti Nolf & Verstraeten, 2008
- Conus tribblei Walls, 1977
- Conus trigonicus Tomlin, 1937 †
- Conus trigonus Reeve, 1848
- Conus trinitarius Hwass in Bruguière, 1792
- Conus tristensis Petuch, 1987
- Conus trochulus Reeve, 1844
- Conus troendlei Moolenbeek, Zandbergen & Bouchet, 2008
- Conus trovaoi Rolán & Röckel, 2000
- Conus tulipa Linnaeus, 1758
- Conus tuticorinensis Röckel & Korn, 1990
- Conus typhon Kilburn, 1975
- Conus unifasciatus Kiener, 1850
- Conus urashimanus Kuroda & Itô, 1961
- Conus vanvilstereni (Moolenbeek & Zandbergen, 2013)
- Conus vappereaui Monteiro, 2009
- Conus varandinhensis (Cossignani & Fiadeiro, 2017)
- Conus variegatus Kiener, 1848
- Conus varius Linnaeus, 1758
- Conus vautieri Kiener, 1847
- Conus vayssierei Pallary, 1906
- Conus velaensis Petuch, 1993
- Conus velliesi (S. G. Veldsman, 2016)
- Conus venezuelanus Petuch, 1987
- Conus ventricosus Gmelin, 1791
- Conus venulatus Hwass in Bruguière, 1792
- Conus verdensis Trovão, 1979
- Conus vexillum Gmelin, 1791
- Conus vezoi Korn, Niederhöfer & Blöcher, 2000
- Conus vezzaroi (Cossignani, 2016)
- Conus victoriae Reeve, 1843
- Conus vicweei Old, 1973
- Conus vidua Reeve, 1843
- Conus villepinii P. Fischer & Bernardi, 1857
- Conus viola Cernohorsky, 1977
- Conus violaceus Gmelin, 1791
- Conus virgatus Reeve, 1849
- Conus virgo Linnaeus, 1758
- Conus visagenus Kilburn, 1974
- Conus vittatus Hwass in Bruguière, 1792
- Conus vitulinus Hwass in Bruguière, 1792
- Conus voluminalis Reeve, 1843
- Conus vulcanus Tenorio & Afonso, 2004
- Conus wallangra (Garrard, 1961)
- Conus wandae (Cossignani, 2014)
- Conus wilsi Delsaerdt, 1998
- Conus wittigi Walls, 1977
- Conus woodringi Hendricks, 2018 †
- Conus xanthicus Dall, 1910
- Conus xanthocinctus Petuch, 1986
- Conus xenicus Pilsbry & C. W. Johnson, 1917 †
- Conus xhosa (S. G. Veldsman, 2016)
- Conus xicoi Röckel, 1987
- Conus yemenensis Bondarev, 1997
- Conus zambaensis Hendricks, 2015 †
- Conus zandbergeni Filmer & Moolenbeek, 2010
- Conus zapatosensis Röckel, 1987
- Conus zebra Lamarck, 1810
- Conus zebroides Kiener, 1848
- Conus zeylanicus Gmelin, 1791
- Conus ziczac Megerle von Mühlfeld, 1816
- Conus zonatus Hwass in Bruguière, 1792
- Conus zylmanae Petuch, 1998

### Taxon inquirendum
- Conus deluvianus Green, 1830 †
- Conus deperditus Suter, 1917 †
- Conus dormitor Pilsbry, 1904 †
- Conus marylandicus Green, 1830 †
- Conus sibogae Schepman, 1913
- Conus subaequalis G. B. Sowerby II, 1870
- Conus wilmeri G. B. Sowerby III, 1882

### Nomen dubium
- Conus acutus Anton, 1838 †
- Conus alatus Fischer von Waldheim, 1807
- Conus albidus Schröter, 1803
- Conus amethysteus Link, 1807
- Conus argillaceus Perry, 1811
- Conus balteus Wood, 1828
- Conus bandatus Perry, 1811
- Conus bicinctus Donovan, 1826
- Conus candidus Born, 1778
- Conus chinensis (Röding, 1798)
- Conus cinctus Link, 1807
- Conus cinereus Schröter, 1803
- Conus classarius Hwass in Bruguière, 1792
- Conus classiarius Hwass in Bruguière, 1792
- Conus clavus Linnaeus, 1758
- Conus commodus A. Adams, 1854
- Conus coralloides Perry, 1811
- Conus costatus Gmelin, 1791
- Conus croceus G. B. Sowerby I, 1833
- Conus dealbatus A. Adams, 1854
- Conus elongatus Holten, 1802
- Conus fasciatus Schröter, 1803
- Conus flavocinctus Link, 1807
- Conus fritillaria Lichtenstein, 1794
- Conus fulmineus Gmelin, 1791
- Conus fulvus Schröter, 1803
- Conus guienensis Schröter, 1803
- Conus inflatus G. B. Sowerby I, 1833
- Conus kieneri Reeve, 1849
- Conus lacteus Reeve, 1844
- Conus laevigatus Link, 1807
- Conus lamellosus Hwass in Bruguière, 1792
- Conus lar Lichtenstein, 1794
- Conus lemur Lichtenstein, 1794
- Conus marmoratus Holten, 1802
- Conus marmoratus Schröter, 1803
- Conus maurus King, 1826
- Conus minimus Hwass in Bruguière, 1792
- Conus olea Schröter, 1803
- Conus optabilis A. Adams, 1854
- Conus pardalinus Link, 1807
- Conus phoebeus Jousseaume, 1894
- Conus porcellaneus Fischer von Waldheim, 1807
- Conus puniceus Schröter, 1803
- Conus pustulatus Kiener, 1847
- Conus rubescens Schröter, 1803
- Conus sardus Link, 1807
- Conus scriptus Deshayes, 1831
- Conus seurati Fenaux, 1942
- Conus submarginatus G. B. Sowerby II, 1870
- Conus subulatus Kiener, 1847
- Conus superstes Hedley, 1911
- Conus tenuisulcatus G. B. Sowerby II, 1870
- Conus tristis Reeve, 1844
- Conus vitifera Perry, 1811
- Conus vividus G. B. Sowerby III, 1914

### Nomen nudum
- Conus clandestinus Dillwyn, 1817
- Conus clandestinus Reeve, 1849
- Conus feruginosus Mawe, 1823
- Conus gradatus Mawe, 1823
- Conus inornatus Mawe, 1823
- Conus lilac Clover, 1978
- Conus sutorianus Weinkauff, 1874 => Conus sutoreanus Weinkauff, 1875
- Conus verhoefi Röckel & Moolenbeek, 1996

### Synoniemen

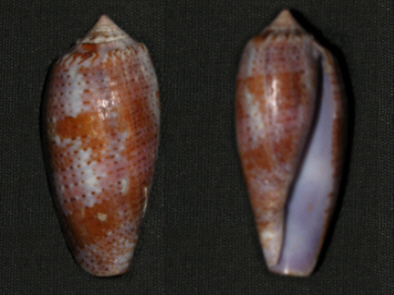
Conus tulipa
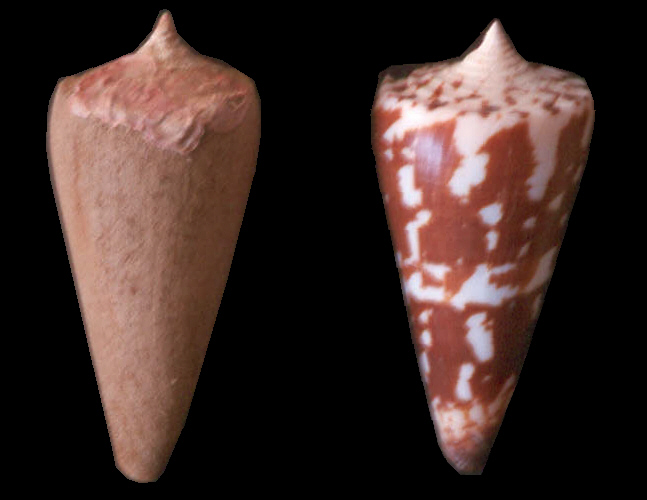
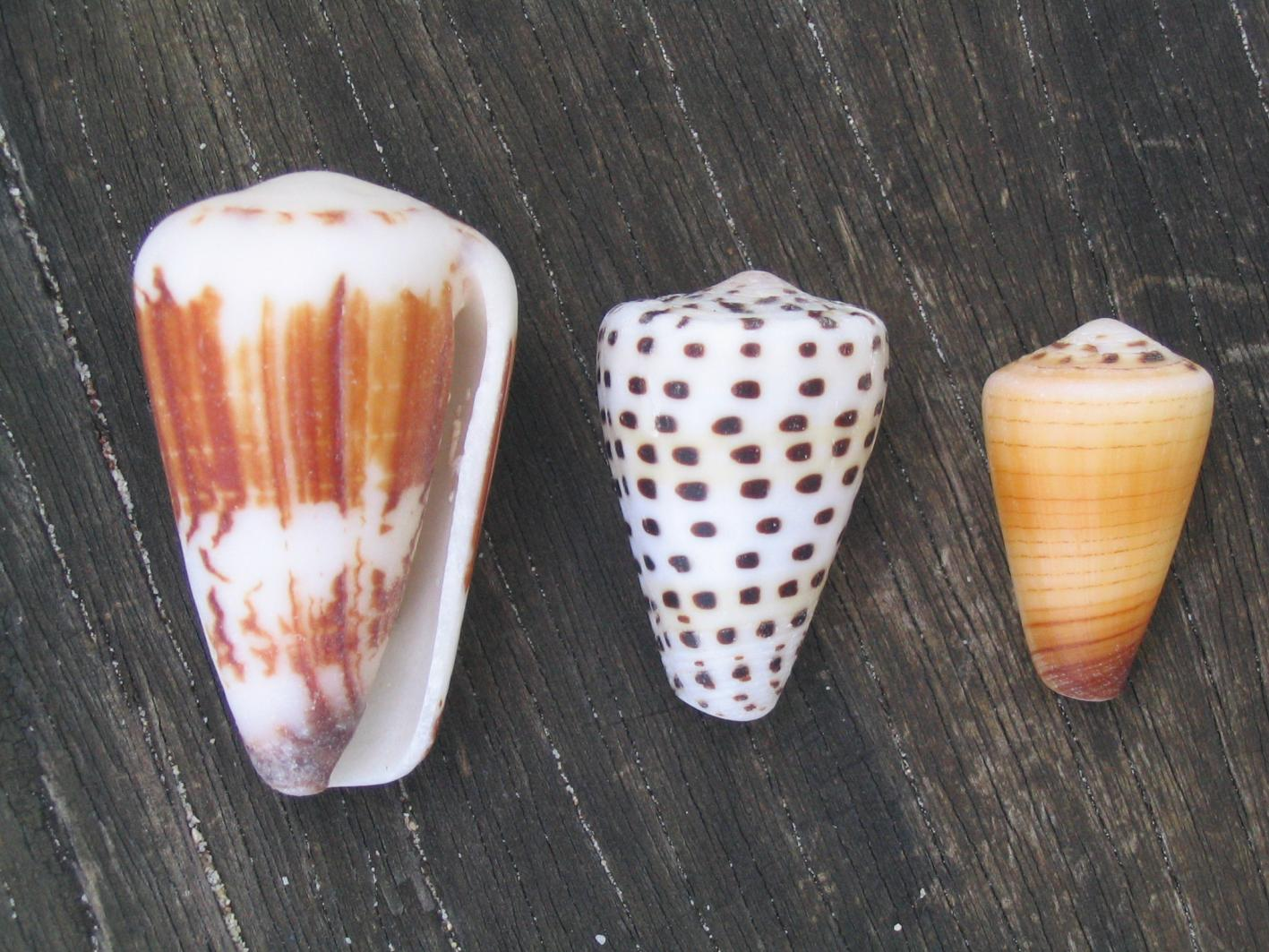

- Conus (Afonsoconus) J. K. Tucker & Tenorio, 2013 => Conus Linnaeus, 1758
  - Conus (Afonsoconus) bruuni Powell, 1958 => Conus bruuni Powell, 1958
  - Conus (Afonsoconus) crosnieri (Tenorio, Monnier & Puillandre, 2018) => Conus crosnieri (Tenorio, Monnier & Puillandre, 2018)
  - Conus (Afonsoconus) kinoshitai (Kuroda, 1956) => Conus kinoshitai (Kuroda, 1956)
- Conus (Asprella) Schaufuss, 1869 => Conus Linnaeus, 1758
  - Conus (Asprella) fijisulcatus Moolenbeek, Röckel & Bouchet, 2008 => Conus fijisulcatus Moolenbeek, Röckel & Bouchet, 2008
  - Conus (Asprella) gigasulcatus (Moolenbeek, Röckel & Bouchet, 2008) => Conus gigasulcatus Moolenbeek, Röckel & Bouchet, 2008
  - Conus (Asprella) grangeri G. B. Sowerby III, 1900 => Conus grangeri G. B. Sowerby III, 1900
  - Conus (Asprella) helgae Blöcher, 1992 => Conus helgae Blöcher, 1992
  - Conus (Asprella) iodostoma Reeve, 1843 => Conus iodostoma Reeve, 1843
  - Conus (Asprella) ornatissimus K. Martin, 1883 † => Conus ornatissimus K. Martin, 1883 †
  - Conus (Asprella) rolani Röckel, 1986 => Conus rolani Röckel, 1986
  - Conus (Asprella) sulcatus Hwass in Bruguière, 1792 => Conus sulcatus Hwass in Bruguière, 1792
  - Conus (Asprella) sulcocastaneus Kosuge, 1981 => Conus sulcocastaneus Kosuge, 1981
- Conus (Atlanticonus) Petuch & Sargent, 2012 => Conus Linnaeus, 1758
  - Conus (Atlanticonus) cuna (Petuch, 1998) => Conus cuna Petuch, 1998
  - Conus (Atlanticonus) franklinae Hendricks, 2015 † => Conus franklinae Hendricks, 2015 †
  - Conus (Atlanticonus) glenni (Petuch, 1993) => Conus glenni Petuch, 1993
  - Conus (Atlanticonus) granulatus (Linnaeus, 1758) => Conus granulatus Linnaeus, 1758
  - Conus (Atlanticonus) olssoni Maury, 1917 † => Conus olssoni Maury, 1917 †
  - Conus (Atlanticonus) ritae (Petuch, 1995) => Conus ritae Petuch, 1995
- Conus (Attenuiconus) Petuch, 2013 => Conus Linnaeus, 1758
  - Conus (Attenuiconus) attenuatus Reeve, 1844 => Conus attenuatus Reeve, 1844
  - Conus (Attenuiconus) aureonimbosus Petuch, 1987 => Conus aureonimbosus Petuch, 1987
  - Conus (Attenuiconus) eversoni Petuch, 1987 => Conus eversoni Petuch, 1987
  - Conus (Attenuiconus) honkeri Petuch, 1988 => Conus honkeri Petuch, 1988
  - Conus (Attenuiconus) marileeae (Harasewych, 2014) => Conus marileeae (Harasewych, 2014)
  - Conus (Attenuiconus) poulosi Petuch, 1993 => Conus poulosi Petuch, 1993
- Conus (Austroconus) J. K. Tucker & Tenorio, 2009 => Conus Linnaeus, 1758
  - Conus (Austroconus) clarus E. A. Smith, 1881 => Conus clarus E. A. Smith, 1881
  - Conus (Austroconus) cyanostoma A. Adams, 1854 => Conus cyanostoma A. Adams, 1854
  - Conus (Austroconus) sydneyensis G. B. Sowerby III, 1887 => Conus sydneyensis G. B. Sowerby III, 1887
- Conus (Bermudaconus) Petuch, 2013 => Conus Linnaeus, 1758
  - Conus (Bermudaconus) lightbourni Petuch, 1986 => Conus lightbourni Petuch, 1986
- Conus (Brasiliconus) Petuch, 2013 => Conus Linnaeus, 1758
  - Conus (Brasiliconus) scopulorum Van Mol, Tursch & Kempf, 1971 => Conus scopulorum Van Mol, Tursch & Kempf, 1971
- Conus (Calibanus) da Motta, 1991 => Conus Linnaeus, 1758
  - Conus (Calibanus) furvus Reeve, 1843 => Conus furvus Reeve, 1843
  - Conus (Calibanus) thalassiarchus G. B. Sowerby I, 1834 => Conus thalassiarchus G. B. Sowerby I, 1834
- Conus (Chelyconus) Mörch, 1852 => Conus Linnaeus, 1758
  - Conus (Chelyconus) ermineus Born, 1778 => Conus ermineus Born, 1778
  - Conus (Chelyconus) purpurascens G. B. Sowerby I, 1833 => Conus purpurascens G. B. Sowerby I, 1833
  - Conus (Chelyconus) conoponderosus Sacco, 1893 † => Conus conoponderosus Sacco, 1893 †
  - Conus (Chelyconus) kinoshitai (Kuroda, 1956) => Conus kinoshitai (Kuroda, 1956)
  - Conus (Chelyconus) sceptophorus O. Boettger, 1887 † => Conilithes sceptophorus (O. Boettger, 1887) †
- Conus (Conus) Linnaeus, 1758 => Conus Linnaeus, 1758
  - Conus (Conus) araneosus [Lightfoot], 1786 => Conus araneosus Hwass, 1792
  - Conus (Conus) bandanus Hwass in Bruguière, 1792 => Conus bandanus Hwass in Bruguière, 1792
  - Conus (Conus) marmoreus Linnaeus, 1758 => Conus marmoreus Linnaeus, 1758
  - Conus (Conus) nocturnus [Lightfoot], 1786 => Conus nocturnus [Lightfoot], 1786
  - Conus (Conus) vidua Reeve, 1843 => Conus vidua Reeve, 1843
  - Conus (Conus) keatiformis Shikama & Oishi, 1977 => Conus inscriptus Reeve, 1843
- Conus (Cylinder) Montfort, 1810 => Conus Linnaeus, 1758
  - Conus (Cylinder) abbas Hwass in Bruguière, 1792 => Conus abbas Hwass in Bruguière, 1792
  - Conus (Cylinder) ammiralis Linnaeus, 1758 => Conus ammiralis Linnaeus, 1758
  - Conus (Cylinder) archiepiscopus Hwass in Bruguière, 1792 => Conus archiepiscopus Hwass in Bruguière, 1792
  - Conus (Cylinder) aureus Hwass in Bruguière, 1792 => Conus aureus Hwass in Bruguière, 1792
  - Conus (Cylinder) barbieri G. Raybaudi Massilia, 1995 => Conus barbieri G. Raybaudi Massilia, 1995
  - Conus (Cylinder) bengalensis Okutani, 1968 => Conus bengalensis (Okutani, 1968)
  - Conus (Cylinder) canonicus Hwass in Bruguière, 1792 => Conus canonicus Hwass in Bruguière, 1792
  - Conus (Cylinder) dalli Stearns, 1873 => Conus dalli Stearns, 1873
  - Conus (Cylinder) estellae Cossignani, 2020 => Conus estellae Cossignani, 2020
  - Conus (Cylinder) gloriamaris Chemnitz, 1777 => Conus gloriamaris Chemnitz, 1777
  - Conus (Cylinder) glorioceanus Poppe & Tagaro, 2009 => Conus glorioceanus Poppe & Tagaro, 2009
  - Conus (Cylinder) legatus Lamarck, 1810 => Conus legatus Lamarck, 1810
  - Conus (Cylinder) nodulosus G. B. Sowerby II, 1864 => Conus nodulosus G. B. Sowerby II, 1864
  - Conus (Cylinder) pseudocedonulli Blainville, 1818 => Conus pseudocedonulli Blainville, 1818
  - Conus (Cylinder) retife (Menke, 1829) => Conus retifer Menke, 1829
  - Conus (Cylinder) scottjordani (Poppe, Monnier & Tagaro, 2012) => Conus scottjordani (Poppe, Monnier & Tagaro, 2012)
  - Conus (Cylinder) tagaroae (Limpalaër & Monnier, 2013) => Conus tagaroae (Limpalaër & Monnier, 2013)
  - Conus (Cylinder) telatus Reeve, 1848 => Conus telatus Reeve, 1848
  - Conus (Cylinder) textile Linnaeus, 1758 => Conus textile Linnaeus, 1758
  - Conus (Cylinder) victoriae Reeve, 1843 => Conus victoriae Reeve, 1843
  - Conus (Cylinder) priscai Bozzetti, 2012 => Conus archiepiscopus Hwass in Bruguière, 1792
  - Conus (Cylinder) vezzaronellyae (Cossignani, 2018) => Conus (Cylinder) victoriae Reeve, 1843
- Conus (Darioconus) Iredale, 1930 => Conus Linnaeus, 1758
  - Conus (Darioconus) aulicus Linnaeus, 1758 => Conus aulicus Linnaeus, 1758
  - Conus (Darioconus) auratinus da Motta, 1982 => Conus auratinus da Motta, 1982
  - Conus (Darioconus) auricomus Hwass in Bruguière, 1792 => Conus auricomus Hwass in Bruguière, 1792
  - Conus (Darioconus) behelokensis Lauer, 1989 => Conus behelokensis Lauer, 1989
  - Conus (Darioconus) brandonensis (Lorenz, 2019) => Conus brandonensis (Lorenz, 2019)
  - Conus (Darioconus) bratcherae (Petuch & Berschauer, 2019) => Conus bratcherae (Petuch & Berschauer, 2019)
  - Conus (Darioconus) cathyae (Monnier, Limpalaër & Prugnaud, 2020) => Conus cathyae (Monnier, Limpalaër & Prugnaud, 2020)
  - Conus (Darioconus) corbieri Blöcher, 1994 => Conus corbieri Blöcher, 1994
  - Conus (Darioconus) crocatus Lamarck, 1810 => Conus crocatus Lamarck, 1810
  - Conus (Darioconus) echo Lauer, 1989 => Conus echo Lauer, 1989
  - Conus (Darioconus) episcopatus da Motta, 1982 => Conus episcopatus da Motta, 1982
  - Conus (Darioconus) lamberti Souverbie, 1877 => Conus lamberti Souverbie, 1877
  - Conus (Darioconus) laueri (Monnier & Limpalaër, 2013) => Conus laueri (Monnier & Limpalaër, 2013)
  - Conus (Darioconus) leviteni (J. K. Tucker, Tenorio & Chaney, 2011) => Conus leviteni (J. K. Tucker, Tenorio & Chaney, 2011)
  - Conus (Darioconus) lohri Kilburn, 1972 => Conus lohri Kilburn, 1972
  - Conus (Darioconus) madagascariensis G. B. Sowerby II, 1858 => Conus madagascariensis G. B. Sowerby II, 1858
  - Conus (Darioconus) magnificus Reeve, 1843 => Conus magnificus Reeve, 1843
  - Conus (Darioconus) michelcharlesi (Monnier, Limpalaër & Prugnaud, 2020) => Conus michelcharlesi (Monnier, Limpalaër & Prugnaud, 2020)
  - Conus (Darioconus) natalaurantius (S. G. Veldsman, 2013) => Conus natalaurantius (S. G. Veldsman, 2013)
  - Conus (Darioconus) omaria Hwass in Bruguière, 1792 => Conus omaria Hwass in Bruguière, 1792
  - Conus (Darioconus) pennaceus Born, 1778 => Conus pennaceus Born, 1778
  - Conus (Darioconus) praelatus Hwass in Bruguière, 1792 => Conus praelatus Hwass in Bruguière, 1792
  - Conus (Darioconus) thomae Gmelin, 1791 => Conus thomae Gmelin, 1791
  - Conus (Darioconus) vezoi (Korn, Niederhöfer & Blöcher, 2000) => Conus vezoi Korn, Niederhöfer & Blöcher, 2000
  - Conus (Darioconus) biancae Bozzetti, 2010 => Conus archiepiscopus Hwass in Bruguière, 1792
  - Conus (Darioconus) miniturritus Bozzetti, 2017 => Conus praelatus Hwass in Bruguière, 1792
  - Conus (Darioconus) rosiae (Monnier, Batifoix & Limpalaër, 2018) => Conus (Darioconus) behelokensis Lauer, 1989
- Conus (Dauciconus) Cotton, 1945 => Conus Linnaeus, 1758
  - Conus (Dauciconus) abrolhosensis Petuch, 1987 => Conus abrolhosensis Petuch, 1987
  - Conus (Dauciconus) alainallaryi Bozzetti & Monnier, 2009 => Conus alainallaryi Bozzetti & Monnier, 2009
  - Conus (Dauciconus) amphiurgus Dall, 1889 => Conus amphiurgus Dall, 1889
  - Conus (Dauciconus) anabathrum Crosse, 1865 => Conus anabathrum Crosse, 1865
  - Conus (Dauciconus) arangoi Sarasúa, 1977 => Conus arangoi Sarasúa, 1977
  - Conus (Dauciconus) aureopunctatus Petuch, 1987 => Conus aureopunctatus Petuch, 1987
  - Conus (Dauciconus) bayeri Petuch, 1987 => Conus bayeri Petuch, 1987
  - Conus (Dauciconus) belizeanus (Petuch & Sargent, 2011) => Conus belizeanus (Petuch & Sargent, 2011)
  - Conus (Dauciconus) bessei Petuch, 1992 => Conus bessei Petuch, 1992
  - Conus (Dauciconus) boui da Motta, 1988 => Conus boui da Motta, 1988
  - Conus (Dauciconus) brunneobandatus Petuch, 1992 => Conus brunneobandatus Petuch, 1992
  - Conus (Dauciconus) brunneofilaris Petuch, 1990 => Conus brunneofilaris Petuch, 1990
  - Conus (Dauciconus) burryae Clench, 1942 => Conus burryae Clench, 1942
  - Conus (Dauciconus) cancellatus Hwass in Bruguière, 1792 => Conus cancellatus Hwass in Bruguière, 1792
  - Conus (Dauciconus) cardinalis Hwass in Bruguière, 1792 => Conus cardinalis Hwass in Bruguière, 1792
  - Conus (Dauciconus) cargilei Coltro, 2004 => Conus cargilei Coltro, 2004
  - Conus (Dauciconus) castaneus Kiener, 1848 => Conus castaneus Kiener, 1848
  - Conus (Dauciconus) caysalensis L. Raybaudi & Prati, 1994 => Conus caysalensis L. Raybaudi & Prati, 1994
  - Conus (Dauciconus) ceruttii Cargile, 1997 => Conus ceruttii Cargile, 1997
  - Conus (Dauciconus) cingulatus Lamarck, 1810 => Conus cingulatus Lamarck, 1810
  - Conus (Dauciconus) colombi (Monnier & Limpalaër, 2012) => Conus colombi (Monnier & Limpalaër, 2012)
  - Conus (Dauciconus) colombianus Petuch, 1987 => Conus colombianus Petuch, 1987
  - Conus (Dauciconus) coltrorum (Petuch & R. F. Myers, 2014) => Conus coltrorum (Petuch & R. F. Myers, 2014)
  - Conus (Dauciconus) daucus Hwass in Bruguière, 1792 => Conus daucus Hwass in Bruguière, 1792
  - Conus (Dauciconus) deynzerorum Petuch, 1995 => Conus deynzerorum Petuch, 1995
  - Conus (Dauciconus) dianthus G. B. Sowerby III, 1882 => Conus dianthus G. B. Sowerby III, 1882
  - Conus (Dauciconus) dispar G. B. Sowerby I, 1833 => Conus dispar G. B. Sowerby I, 1833
  - Conus (Dauciconus) donnae Petuch, 1998 => Conus donnae Petuch, 1998
  - Conus (Dauciconus) edwardpauli Petuch, 1998 => Conus edwardpauli Petuch, 1998
  - Conus (Dauciconus) eleutheraensis (Petuch, 2013) => Conus eleutheraensis (Petuch, 2013)
  - Conus (Dauciconus) ernesti Petuch, 1990 => Conus ernesti Petuch, 1990
  - Conus (Dauciconus) explorator Vink, 1990 => Conus explorator Vink, 1990
  - Conus (Dauciconus) flamingo Petuch, 1980 => Conus flamingo Petuch, 1980
  - Conus (Dauciconus) flammeacolor Petuch, 1992 => Conus flammeacolor Petuch, 1992
  - Conus (Dauciconus) flavescens G. B. Sowerby I, 1834 => Conus flavescens G. B. Sowerby I, 1834
  - Conus (Dauciconus) furvoides Gabb, 1873 † => Conus furvoides Gabb, 1873 †
  - Conus (Dauciconus) garciai da Motta, 1982 => Conus garciai da Motta, 1982
  - Conus (Dauciconus) garrisoni Hendricks, 2015 † => Conus garrisoni Hendricks, 2015 †
  - Conus (Dauciconus) gibsonsmithorum Petuch, 1986 => Conus gibsonsmithorum Petuch, 1986
  - Conus (Dauciconus) glicksteini Petuch, 1987 => Conus glicksteini Petuch, 1987
  - Conus (Dauciconus) goajira Petuch, 1992 => Conus goajira Petuch, 1992
  - Conus (Dauciconus) gradatus W. Wood, 1828 => Conus gradatus W. Wood, 1828
  - Conus (Dauciconus) harasewychi Petuch, 1987 => Conus harasewychi Petuch, 1987
  - Conus (Dauciconus) havanensis Aguayo & Pérez Farfante, 1947 => Conus havanensis Aguayo & Pérez Farfante, 1947
  - Conus (Dauciconus) hazinorum Petuch & R. F. Myers, 2014 => Conus hazinorum (Petuch & R. F. Myers, 2014)
  - Conus (Dauciconus) hennequini Petuch, 1993 => Conus hennequini Petuch, 1993
  - Conus (Dauciconus) honkerorum (Petuch & R. F. Myers, 2014) => Conus honkerorum (Petuch & R. F. Myers, 2014)
  - Conus (Dauciconus) inconstans E. A. Smith, 1877 => Conus inconstans E. A. Smith, 1877
  - Conus (Dauciconus) jacarusoi Petuch, 1998 => Conus jacarusoi Petuch, 1998
  - Conus (Dauciconus) jorioi (Petuch, 2013) => Conus jorioi (Petuch, 2013)
  - Conus (Dauciconus) jucundus G. B. Sowerby III, 1887 => Conus jucundus G. B. Sowerby III, 1887
  - Conus (Dauciconus) kaiserae (Tenorio, J. K. Tucker & Chaney, 2012) => Conus kaiserae (Tenorio, J. K. Tucker & Chaney, 2012)
  - Conus (Dauciconus) kalafuti da Motta, 1987 => Conus kalafuti da Motta, 1987
  - Conus (Dauciconus) karlschmidti Maury, 1917 † => Conus karlschmidti Maury, 1917 †
  - Conus (Dauciconus) kerstitchi Walls, 1978 => Conus kerstitchi Walls, 1978
  - Conus (Dauciconus) kevani Petuch, 1987 => Conus kevani Petuch, 1987
  - Conus (Dauciconus) kirkandersiPetuch, 1987 => Conus kirkandersi Petuch, 1987
  - Conus (Dauciconus) kremerorum Petuch, 1988 => Conus kremerorum Petuch, 1988
  - Conus (Dauciconus) kulkulcan Petuch, 1980 => Conus kulkulcan Petuch, 1980
  - Conus (Dauciconus) largilliertii Kiener, 1847 => Conus largilliertii Kiener, 1847
  - Conus (Dauciconus) leekremeri Petuch, 1987 => Conus leekremeri Petuch, 1987
  - Conus (Dauciconus) levistimpsoni (J. K. Tucker, 2013) => Conus levistimpsoni (J. K. Tucker, 2013)
  - Conus (Dauciconus) lucaya Petuch, 2000 => Conus lucaya Petuch, 2000
  - Conus (Dauciconus) maculiferus G. B. Sowerby I, 1833 => Conus maculiferus G. B. Sowerby I, 1833
  - Conus (Dauciconus) magellanicus Hwass in Bruguière, 1792 => Conus magellanicus Hwass in Bruguière, 1792
  - Conus (Dauciconus) magnottei Petuch, 1987 => Conus magnottei Petuch, 1987
  - Conus (Dauciconus) maya (Petuch & Sargent, 2011) => Conus maya (Petuch & Sargent, 2011)
  - Conus (Dauciconus) monilifer Broderip, 1833 => Conus monilifer Broderip, 1833
  - Conus (Dauciconus) multiliratus Böse, 1906 † => Conus multiliratus Böse, 1906 †
  - Conus (Dauciconus) nybakkeni (Tenorio, J. K. Tucker & Chaney, 2012) => Conus nybakkeni (Tenorio, J. K. Tucker & Chaney, 2012)
  - Conus (Dauciconus) orion Broderip, 1833 => Conus orion Broderip, 1833
  - Conus (Dauciconus) ortneri Petuch, 1998 => Conus ortneri Petuch, 1998
  - Conus (Dauciconus) ostrinus (J. K. Tucker & Tenorio, 2011) => Conus ostrinus (J. K. Tucker & Tenorio, 2011)
  - Conus (Dauciconus) paraguana Petuch, 1987 => Conus paraguana Petuch, 1987
  - Conus (Dauciconus) parascalaris Petuch, 1987 => Conus parascalaris Petuch, 1987
  - Conus (Dauciconus) paschalli Petuch, 1998 => Conus paschalli Petuch, 1998
  - Conus (Dauciconus) patglicksteinae Petuch, 1987 => Conus patglicksteinae Petuch, 1987
  - Conus (Dauciconus) paulae Petuch, 1988 => Conus paulae Petuch, 1988
  - Conus (Dauciconus) penchaszadehi Petuch, 1986 => Conus penchaszadehi Petuch, 1986
  - Conus (Dauciconus) philippii Kiener, 1847 => Conus philippii Kiener, 1847
  - Conus (Dauciconus) planiliratus G. B. Sowerby I, 1850 † => Conus planiliratus G. B. Sowerby I, 1850 †
  - Conus (Dauciconus) poormani Berry, 1968 => Conus poormani Berry, 1968
  - Conus (Dauciconus) portobeloensis Petuch, 1990 => Conus portobeloensis Petuch, 1990
  - Conus (Dauciconus) potiguar (Petuch & Berschauer, 2019) => Conus potiguar (Petuch & Berschauer, 2019)
  - Conus (Dauciconus) pseudocardinalis Coltro, 2004 => Conus pseudocardinalis Coltro, 2004
  - Conus (Dauciconus) recurvus Broderip, 1833 => Conus recurvus Broderip, 1833
  - Conus (Dauciconus) regularis G. B. Sowerby I, 1833 => Conus regularis G. B. Sowerby I, 1833
  - Conus (Dauciconus) richardbinghami Petuch, 1993 => Conus richardbinghami Petuch, 1993
  - Conus (Dauciconus) rosalindensis Petuch, 1998 => Conus rosalindensis Petuch, 1998
  - Conus (Dauciconus) rosemaryae Petuch, 1990 => Conus rosemaryae Petuch, 1990
  - Conus (Dauciconus) sahlbergi da Motta & Harland, 1986 => Conus sahlbergi da Motta & Harland, 1986
  - Conus (Dauciconus) scalaris Valenciennes, 1832 => Conus scalaris Valenciennes, 1832
  - Conus (Dauciconus) scalarissimus da Motta, 1988 => Conus scalarissimus da Motta, 1988
  - Conus (Dauciconus) sennottorum Rehder & Abbott, 1951 => Conus sennottorum Rehder & Abbott, 1951
  - Conus (Dauciconus) shaskyi (Tenorio, J. K. Tucker & Chaney, 2012) => Conus shaskyi (Tenorio, J. K. Tucker & Chaney, 2012)
  - Conus (Dauciconus) skoglundae (Tenorio, J. K. Tucker & Chaney, 2012) => Conus skoglundae (Tenorio, J. K. Tucker & Chaney, 2012)
  - Conus (Dauciconus) sphacelatus G. B. Sowerby I, 1833 => Conus sphacelatus G. B. Sowerby I, 1833
  - Conus (Dauciconus) stanfieldi Petuch, 1998 => Conus stanfieldi Petuch, 1998
  - Conus (Dauciconus) stimpsoni Dall, 1902 => Conus stimpsoni Dall, 1902
  - Conus (Dauciconus) sunderlandi Petuch, 1987 => Conus sunderlandi Petuch, 1987
  - Conus (Dauciconus) taphrus Woodring, 1970 † => Conus taphrus Woodring, 1970 †
  - Conus (Dauciconus) theodorei Petuch, 2000 => Conus theodorei Petuch, 2000
  - Conus (Dauciconus) tristensis Petuch, 1987 => Conus tristensis Petuch, 1987
  - Conus (Dauciconus) velaensis Petuch, 1993 => Conus velaensis Petuch, 1993
  - Conus (Dauciconus) venezuelanus Petuch, 1987 => Conus venezuelanus Petuch, 1987
  - Conus (Dauciconus) vikingorum Petuch, 1993 => Conus vikingorum Petuch, 1993
  - Conus (Dauciconus) villepinii P. Fischer & Bernardi, 1857 => Conus villepinii P. Fischer & Bernardi, 1857
  - Conus (Dauciconus) virgatus Reeve, 1849 => Conus virgatus Reeve, 1849
  - Conus (Dauciconus) vittatus Hwass in Bruguière, 1792 => Conus vittatus Hwass in Bruguière, 1792
  - Conus (Dauciconus) xanthicus Dall, 1910 => Conus xanthicus Dall, 1910
  - Conus (Dauciconus) zambaensis Hendricks, 2015 † => Conus zambaensis Hendricks, 2015 †
  - Conus (Dauciconus) ziczac Megerle von Mühlfeld, 1816 => Conus ziczac Megerle von Mühlfeld, 1816
  - Conus (Dauciconus) zylmanae Petuch, 1998 => Conus zylmanae Petuch, 1998
  - Conus (Dauciconus) bruuni Powell, 1958 => Conus bruuni Powell, 1958
  - Conus (Dauciconus) hilli Petuch, 1990 => Conus (Dauciconus) daucus Hwass in Bruguière, 1792
- Conus (Dendroconus) Swainson, 1840 => Conus Linnaeus, 1758
  - Conus (Dendroconus) betulinus Linnaeus, 1758 => Conus betulinus Linnaeus, 1758
  - Conus (Dendroconus) buxeus (Röding, 1798) => Conus buxeus (Röding, 1798)
  - Conus (Dendroconus) figulinus Linnaeus, 1758 => Conus figulinus Linnaeus, 1758
  - Conus (Dendroconus) glaucus Linnaeus, 1758 => Conus glaucus Linnaeus, 1758
  - Conus (Dendroconus) medoci Lorenz, 2004 => Conus medoci Lorenz, 2004
  - Conus (Dendroconus) suratensis Hwass in Bruguière, 1792 => Conus suratensis Hwass in Bruguière, 1792
  - Conus (Dendroconus) vaceki Hoernes & Auinger, 1879 † => Conus berghausi Michelotti, 1847 †
- Conus (Ductoconus) da Motta, 1991 => Conus Linnaeus, 1758
  - Conus (Ductoconus) cashi Hendricks, 2015 † => Conus cashi Hendricks, 2015 †
  - Conus (Ductoconus) hieroglyphus Duclos, 1833 => Conus hieroglyphus Duclos, 1833
  - Conus (Ductoconus) princeps Linnaeus, 1758 => Conus princeps Linnaeus, 1758
- Conus (Elisaconus) J. K. Tucker & Tenorio, 2013 => Conus Linnaeus, 1758
  - Conus (Elisaconus) litteratus Linnaeus, 1758 => Conus litteratus Linnaeus, 1758
- Conus (Embrikena) Iredale, 1937 => Conus Linnaeus, 1758
  - Conus (Embrikena) darkini Röckel, Korn & Richard, 1993 => Conus darkini Röckel, Korn & Richard, 1993
  - Conus (Embrikena) kostini Filmer, Monteiro, Lorenz & Verdasca, 2012 => Conus kostini Filmer, Monteiro, Lorenz & Verdasca, 2012
  - Conus (Embrikena) moncuri Filmer, 2005 => Conus moncuri Filmer, 2005
  - Conus (Embrikena) pergrandis Iredale, 1937 => Conus pergrandis (Iredale, 1937)
  - Conus (Embrikena) tisii T. C. Lan, 1978 => Conus tisii T. C. Lan, 1978
  - Conus (Embrikena) potusmarumai Kosuge, 1980 => Conus pergrandis (Iredale, 1937)
- Conus (Eremiconus) J. K. Tucker & Tenorio, 2009 => Conus Linnaeus, 1758
  - Conus (Eremiconus) albellus Röckel & Korn, 1990 => Conus albellus Röckel & Korn, 1990
  - Conus (Eremiconus) colmani Röckel & Korn, 1990 => Conus colmani Röckel & Korn, 1990
  - Conus (Eremiconus) limpusi Röckel & Korn, 1990 => Conus limpusi Röckel & Korn, 1990
  - Conus (Eremiconus) lizardensis Crosse, 1865 => Conus lizardensis Crosse, 1865
  - Conus (Eremiconus) minnamurra (Garrard, 1961) => Conus minnamurra (Garrard, 1961)
- Conus (Eugeniconus) da Motta, 1991 => Conus Linnaeus, 1758
  - Conus (Eugeniconus) cordigera G. B. Sowerby II, 1866 => Conus cordigera G. B. Sowerby II, 1866
  - Conus (Eugeniconus) marchionatus Hinds, 1843 => Conus marchionatus Hinds, 1843
  - Conus (Eugeniconus) nobilis Linnaeus, 1758 => Conus nobilis Linnaeus, 1758
- Conus (Floraconus) Iredale, 1930 => Conus Linnaeus, 1758
  - Conus (Floraconus) anemone Lamarck, 1810 => Conus anemone Lamarck, 1810
  - Conus (Floraconus) aplustre Reeve, 1843 => Conus aplustre Reeve, 1843
  - Conus (Floraconus) ardisiaceus Kiener, 1850 => Conus ardisiaceus Kiener, 1850
  - Conus (Floraconus) balteatus G. B. Sowerby I, 1833 => Conus balteatus G. B. Sowerby I, 1833
  - Conus (Floraconus) cocceus Reeve, 1844 => Conus cocceus Reeve, 1844
  - Conus (Floraconus) compressus G. B. Sowerby II, 1866 => Conus compressus G. B. Sowerby II, 1866
  - Conus (Floraconus) gabelishi da Motta & Ninomiya, 1982 => Conus gabelishi da Motta & Ninomiya, 1982
  - Conus (Floraconus) mozambicus Hwass in Bruguière, 1792 => Conus mozambicus Hwass in Bruguière, 1792
  - Conus (Floraconus) norpothi Lorenz, 2015 => Conus norpothi Lorenz, 2015
  - Conus (Floraconus) papilliferus G. B. Sowerby I, 1834 => Conus papilliferus G. B. Sowerby I, 1834
  - Conus (Floraconus) tinianus Hwass in Bruguière, 1792 => Conus tinianus Hwass in Bruguière, 1792
- Conus (Fraterconus) J. K. Tucker & Tenorio, 2013 => Conus Linnaeus, 1758
  - Conus (Fraterconus) distans Hwass in Bruguière, 1792 => Conus distans Hwass in Bruguière, 1792
- Conus (Gastridium) Modeer, 1793 => Conus Linnaeus, 1758
  - Conus (Gastridium) cuvieri Crosse, 1858 => Conus cuvieri Crosse, 1858
  - Conus (Gastridium) eldredi J. P. E. Morrison, 1955 => Conus eldredi J. P. E. Morrison, 1955
  - Conus (Gastridium) fragilissimus Petuch, 1979 => Conus fragilissimus Petuch, 1979
  - Conus (Gastridium) geographus Linnaeus, 1758 => Conus geographus Linnaeus, 1758
  - Conus (Gastridium) obscurus G. B. Sowerby I, 1833 => Conus obscurus G. B. Sowerby I, 1833
  - Conus (Gastridium) tulipa Linnaeus, 1758 => Conus tulipa Linnaeus, 1758
- Conus (Harmoniconus) da Motta, 1991 => Conus Linnaeus, 1758
  - Conus (Harmoniconus) mcbridei Lorenz, 2005 => Conus mcbridei Lorenz, 2005
  - Conus (Harmoniconus) musicus Hwass in Bruguière, 1792 => Conus musicus Hwass in Bruguière, 1792
  - Conus (Harmoniconus) nanus G. B. Sowerby I, 1833 => Conus nanus G. B. Sowerby I, 1833
  - Conus (Harmoniconus) nux Broderip, 1833 => Conus nux Broderip, 1833
  - Conus (Harmoniconus) parvatus Walls, 1979 => Conus parvatus Walls, 1979
  - Conus (Harmoniconus) paukstisi (J. K. Tucker, Tenorio & Chaney, 2011) => Conus paukstisi (J. K. Tucker, Tenorio & Chaney, 2011)
  - Conus (Harmoniconus) sponsalis Hwass in Bruguière, 1792 => Conus sponsalis Hwass in Bruguière, 1792
- Conus (Hermes) Montfort, 1810 => Conus Linnaeus, 1758
  - Conus (Hermes) nussatella Linnaeus, 1758 => Conus nussatella Linnaeus, 1758
- Conus (Kalloconus) da Motta, 1991 => Conus Linnaeus, 1758
  - Conus (Kalloconus) ateralbus Kiener, 1850 => Conus ateralbus Kiener, 1850
  - Conus (Kalloconus) byssinus (Röding, 1798) => Conus byssinus (Röding, 1798)
  - Conus (Kalloconus) genuanus Linnaeus, 1758 => Conus genuanus Linnaeus, 1758
  - Conus (Kalloconus) josefiadeiroi (Cossignani & Fiadeiro, 2019) => Conus josefiadeiroi (Cossignani & Fiadeiro, 2019)
  - Conus (Kalloconus) marimaris (Tenorio, Abalde & Zardoya, 2018) => Conus marimaris (Tenorio, Abalde & Zardoya, 2018)
  - Conus (Kalloconus) pseudonivifer Monteiro, Tenorio & Poppe, 2004 => Conus pseudonivifer Monteiro, Tenorio & Poppe, 2004
  - Conus (Kalloconus) pulcher [Lightfoot], 1786 => Conus pulcher [Lightfoot], 1786
  - Conus (Kalloconus) trochulus Reeve, 1844 => Conus trochulus Reeve, 1844
  - Conus (Kalloconus) venulatus Hwass in Bruguière, 1792 => Conus venulatus Hwass in Bruguière, 1792
  - Conus (Kalloconus) atlanticoselvagem Afonso & Tenorio, 2004 => Conus (Kalloconus) trochulus Reeve, 1844
- Conus (Kellyconus) Petuch, 2013 => Conus Linnaeus, 1758
  - Conus (Kellyconus) binghamae Petuch, 1987 => Conus binghamae Petuch, 1987
  - Conus (Kellyconus) ignotus Cargile, 1998 => Conus ignotus Cargile, 1998
  - Conus (Kellyconus) patae Abbott, 1971 => Conus patae Abbott, 1971
- Conus (Klemaeconus) J. K. Tucker & Tenorio, 2013 => Conus Linnaeus, 1758
  - Conus (Klemaeconus) estivali Moolenbeek & Richard, 1995 => Conus estivali Moolenbeek & Richard, 1995
  - Conus (Klemaeconus) hirasei (Kuroda, 1956) => Conus hirasei (Kuroda, 1956)
  - Conus (Klemaeconus) klemae (Cotton, 1953) => Conus klemae (Cotton, 1953)
  - Conus (Klemaeconus) plinthis Richard & Moolenbeek, 1988 => Conus plinthis Richard & Moolenbeek, 1988
  - Conus (Klemaeconus) rufimaculosus Macpherson, 1959 => Conus rufimaculosus Macpherson, 1959
  - Conus (Klemaeconus) sugimotonis Kuroda, 1929 => Conus sugimotonis Kuroda, 1929
- Conus (Lamniconus) da Motta, 1991 => Conus Linnaeus, 1758
  - Conus (Lamniconus) carcellesi Martins, 1945 => Conus carcellesi Martins, 1945
  - Conus (Lamniconus) clerii Reeve, 1844 => Conus clerii Reeve, 1844
  - Conus (Lamniconus) lemniscatus Reeve, 1849 => Conus lemniscatus Reeve, 1849
  - Conus (Lamniconus) patriceae (Petuch & R. F. Myers, 2014) => Conus patriceae (Petuch & R. F. Myers, 2014)
  - Conus (Lamniconus) petestimpsoni (Petuch & Berschauer, 2016) => Conus petestimpsoni (Petuch & Berschauer, 2016)
  - Conus (Lamniconus) tostesi Petuch, 1986 => Conus tostesi Petuch, 1986
  - Conus (Lamniconus) xanthocinctus Petuch, 1986 => Conus xanthocinctus Petuch, 1986
- Conus (Lautoconus) Monterosato, 1923 => Conus Linnaeus, 1758
  - Conus (Lautoconus) aemulus Reeve, 1844 => Conus aemulus Reeve, 1844
  - Conus (Lautoconus) africanus Kiener, 1848 => Conus africanus Kiener, 1848
  - Conus (Lautoconus) albuquerquei Trovão, 1978 => Conus albuquerquei Trovão, 1978
  - Conus (Lautoconus) alexandrinus Kaicher, 1977 => Conus alexandrinus Kaicher, 1977
  - Conus (Lautoconus) allaryi Bozzetti, 2008 => Conus allaryi Bozzetti, 2008
  - Conus (Lautoconus) anabelae Rolán & Röckel, 2001 => Conus anabelae Rolán & Röckel, 2001
  - Conus (Lautoconus) annegretae Schönherr, 2018 => Conus annegretae Schönherr, 2018
  - Conus (Lautoconus) antoniaensis (Cossignani & Fiadeiro, 2014) => Conus antoniaensis (Cossignani & Fiadeiro, 2014)
  - Conus (Lautoconus) antonioi (Cossignani, 2014) => Conus antonioi (Cossignani, 2014)
  - Conus (Lautoconus) antoniomonteiroi Rolán, 1990 => Conus antoniomonteiroi Rolán, 1990
  - Conus (Lautoconus) babaensis Rolán & Röckel, 2001 => Conus babaensis Rolán & Röckel, 2001
  - Conus (Lautoconus) belairensis Pin & Leung Tack, 1989 => Conus belairensis Pin & Leung Tack, 1989
  - Conus (Lautoconus) bellulus Rolán, 1990 => Conus bellulus Rolán, 1990
  - Conus (Lautoconus) boavistensis Rolán & F. Fernandes, 1990 => Conus boavistensis Rolán & F. Fernandes, 1990
  - Conus (Lautoconus) bocagei Trovão, 1978 => Conus bocagei Trovão, 1978
  - Conus (Lautoconus) borgesi Trovão, 1979 => Conus borgesi Trovão, 1979
  - Conus (Lautoconus) bruguieresi Kiener, 1846 => Conus bruguieresi Kiener, 1846
  - Conus (Lautoconus) bulbus Reeve, 1843 => Conus bulbus Reeve, 1843
  - Conus (Lautoconus) calhetae Rolán, 1990 => Conus calhetae Rolán, 1990
  - Conus (Lautoconus) calhetinensis (Cossignani & Fiadeiro, 2014) => Conus calhetinensis (Cossignani & Fiadeiro, 2014)
  - Conus (Lautoconus) carlottae Hendricks, 2015 † => Conus carlottae Hendricks, 2015 †
  - Conus (Lautoconus) cepasi Trovão, 1975 => Conus cepasi Trovão, 1975
  - Conus (Lautoconus) chytreus Tryon, 1884 => Conus chytreus Tryon, 1884
  - Conus (Lautoconus) clavatulus d'Orbigny, 1852 † => Conus clavatulus d'Orbigny, 1852 †
  - Conus (Lautoconus) cloveri Walls, 1978 => Conus cloveri Walls, 1978
  - Conus (Lautoconus) cossignanii (Cossignani & Fiadeiro, 2014) => Conus cossignanii (Cossignani & Fiadeiro, 2014)
  - Conus (Lautoconus) crotchii Reeve, 1849 => Conus crotchii Reeve, 1849
  - Conus (Lautoconus) cuneolus Reeve, 1843 => Conus cuneolus Reeve, 1843
  - Conus (Lautoconus) curralensis Rolán, 1986 => Conus curralensis Rolán, 1986
  - Conus (Lautoconus) damottai Trovão, 1979 => Conus damottai Trovão, 1979
  - Conus (Lautoconus) decoratus Röckel, Rolán & Monteiro, 1980 => Conus decoratus Röckel, Rolán & Monteiro, 1980
  - Conus (Lautoconus) delanoyae Trovão, 1979 => Conus delanoyae Trovão, 1979
  - Conus (Lautoconus) denizi (Afonso & Tenorio, 2011) => Conus denizi (Afonso & Tenorio, 2011)
  - Conus (Lautoconus) desidiosus A. Adams, 1854 => Conus desidiosus A. Adams, 1854
  - Conus (Lautoconus) diegoi (Cossignani, 2014) => Conus diegoi (Cossignani, 2014)
  - Conus (Lautoconus) diminutus Trovão & Rolán, 1986 => Conus diminutus Trovão & Rolán, 1986
  - Conus (Lautoconus) dorotheae Monnier & Limpalaër, 2010 => Conus dorotheae Monnier & Limpalaër, 2010
  - Conus (Lautoconus) echinophilus (Petuch, 1975) => Conus echinophilus (Petuch, 1975)
  - Conus (Lautoconus) equiminaensis Schönherr, 2018 => Conus equiminaensis Schönherr, 2018
  - Conus (Lautoconus) eusebioi Schönherr, 2018 => Conus eusebioi Schönherr, 2018
  - Conus (Lautoconus) felitae Rolán, 1990 => Conus felitae Rolán, 1990
  - Conus (Lautoconus) fernandesi Tenorio, Afonso & Rolán, 2008 => Conus fernandesi Tenorio, Afonso & Rolán, 2008
  - Conus (Lautoconus) filmeri Rolán & Röckel, 2000 => Conus filmeri Rolán & Röckel, 2000
  - Conus (Lautoconus) flavusalbus Rolán & Röckel, 2000 => Conus flavusalbus Rolán & Röckel, 2000
  - Conus (Lautoconus) franciscoi Rolán & Röckel, 2000 => Conus franciscoi Rolán & Röckel, 2000
  - Conus (Lautoconus) furnae Rolán, 1990 => Conus furnae Rolán, 1990
  - Conus (Lautoconus) fuscoflavus Röckel, Rolán & Monteiro, 1980 => Conus fuscoflavus Röckel, Rolán & Monteiro, 1980
  - Conus (Lautoconus) fuscolineatus G. B. Sowerby III, 1905 => Conus fuscolineatus G. B. Sowerby III, 1905
  - Conus (Lautoconus) galeao (Rolán, 1990) => Conus galeao Rolán, 1990
  - Conus (Lautoconus) gonsalensis (Cossignani & Fiadeiro, 2014) => Conus gonsalensis (Cossignani & Fiadeiro, 2014)
  - Conus (Lautoconus) gonsaloi (Afonso & Tenorio, 2014) => Conus gonsaloi (Afonso & Tenorio, 2014)
  - Conus (Lautoconus) grahami Röckel, Cosel & Burnay, 1980 => Conus grahami Röckel, Cosel & Burnay, 1980
  - Conus (Lautoconus) guanche Lauer, 1993 => Conus guanche Lauer, 1993
  - Conus (Lautoconus) guinaicus Hwass in Bruguière, 1792 => Conus guinaicus Hwass in Bruguière, 1792
  - Conus (Lautoconus) hybridus Kiener, 1847 => Conus hybridus Kiener, 1847
  - Conus (Lautoconus) infinitus Rolán, 1990 => Conus infinitus Rolán, 1990
  - Conus (Lautoconus) isabelarum Tenorio & Afonso, 2004 => Conus isabelarum Tenorio & Afonso, 2004
  - Conus (Lautoconus) josephinae Rolán, 1980 => Conus josephinae Rolán, 1980
  - Conus (Lautoconus) joserochoi (Cossignani, 2014) => Conus joserochoi (Cossignani, 2014)
  - Conus (Lautoconus) jourdani da Motta, 1984 => Conus jourdani da Motta, 1984
  - Conus (Lautoconus) kersteni Tenorio, Afonso & Rolán, 2008 => Conus kersteni Tenorio, Afonso & Rolán, 2008
  - Conus (Lautoconus) lamarckii Kiener, 1847 => Conus lamarckii Kiener, 1847
  - Conus (Lautoconus) lineopunctatus Kaicher, 1977 => Conus lineopunctatus Kaicher, 1977
  - Conus (Lautoconus) lobitensis Kaicher, 1977 => Conus lobitensis Kaicher, 1977
  - Conus (Lautoconus) longilineus Röckel, Rolán & Monteiro, 1980 => Conus longilineus Röckel, Rolán & Monteiro, 1980
  - Conus (Lautoconus) lugubris Reeve, 1849 => Conus lugubris Reeve, 1849
  - Conus (Lautoconus) maioensis Trovão, Rolán & Félix-Alves, 1990 => Conus maioensis Trovão, Rolán & Félix-Alves, 1990
  - Conus (Lautoconus) mercator Linnaeus, 1758 => Conus mercator Linnaeus, 1758
  - Conus (Lautoconus) micropunctatus Rolán & Röckel, 2000 => Conus micropunctatus Rolán & Röckel, 2000
  - Conus (Lautoconus) miruchae Röckel, Rolán & Monteiro, 1980 => Conus miruchae Röckel, Rolán & Monteiro, 1980
  - Conus (Lautoconus) naranjus Trovão, 1975 => Conus naranjus Trovão, 1975
  - Conus (Lautoconus) navarroi Rolán, 1986 => Conus navarroi Rolán, 1986
  - Conus (Lautoconus) negroides Kaicher, 1977 => Conus negroides Kaicher, 1977
  - Conus (Lautoconus) nelsonandradoi (Cossignani & Fiadeiro, 2015) => Conus nelsonandradoi (Cossignani & Fiadeiro, 2015)
  - Conus (Lautoconus) nobrei Trovão, 1975 => Conus nobrei Trovão, 1975
  - Conus (Lautoconus) nunesi Schönherr, 2018 => Conus nunesi Schönherr, 2018
  - Conus (Lautoconus) orri Ninomiya & da Motta, 1982 => Conus orri Ninomiya & da Motta, 1982
  - Conus (Lautoconus) pedrofiadeiroi (Cossignani & Fiadeiro, 2015) => Conus pedrofiadeiroi (Cossignani & Fiadeiro, 2015)
  - Conus (Lautoconus) pineaui Pin & Leung Tack, 1989 => Conus pineaui Pin & Leung Tack, 1989
  - Conus (Lautoconus) raulsilvai Rolán, Monteiro & C. Fernandes, 1998 => Conus raulsilvai Rolán, Monteiro & C. Fernandes, 1998
  - Conus (Lautoconus) regonae Rolán & Trovão, 1990 => Conus regonae Rolán & Trovão, 1990
  - Conus (Lautoconus) roeckeli Rolán, 1980 => Conus roeckeli Rolán, 1980
  - Conus (Lautoconus) salletae (Cossignani, 2014) => Conus salletae (Cossignani, 2014)
  - Conus (Lautoconus) santanaensis (Afonso & Tenorio, 2014) => Conus santanaensis (Afonso & Tenorio, 2014)
  - Conus (Lautoconus) saragasae Rolán, 1986 => Conus saragasae Rolán, 1986
  - Conus (Lautoconus) tacomae Boyer & Pelorce, 2009 => Conus tacomae Boyer & Pelorce, 2009
  - Conus (Lautoconus) tenuilineatus Rolán & Röckel, 2001 => Conus tenuilineatus Rolán & Röckel, 2001
  - Conus (Lautoconus) trencarti Nolf & Verstraeten, 2008 => Conus trencarti Nolf & Verstraeten, 2008
  - Conus (Lautoconus) trovaoi Rolán & Röckel, 2000 => Conus trovaoi Rolán & Röckel, 2000
  - Conus (Lautoconus) unifasciatus Kiener, 1850 => Conus unifasciatus Kiener, 1850
  - Conus (Lautoconus) variegatus Kiener, 1848 => Conus variegatus Kiener, 1848
  - Conus (Lautoconus) vayssierei Pallary, 1906 => Conus vayssierei Pallary, 1906
  - Conus (Lautoconus) ventricosus Gmelin, 1791 => Conus ventricosus Gmelin, 1791
  - Conus (Lautoconus) verdensis Trovão, 1979 => Conus verdensis Trovão, 1979
  - Conus (Lautoconus) vulcanus Tenorio & Afonso, 2004 => Conus vulcanus Tenorio & Afonso, 2004
  - Conus (Lautoconus) wandae (Cossignani, 2014) => Conus wandae (Cossignani, 2014)
  - Conus (Lautoconus) xicoi Röckel, 1987 => Conus xicoi Röckel, 1987
  - Conus (Lautoconus) zebroides Kiener, 1848 => Conus zebroides Kiener, 1848
  - Conus (Lautoconus) anthonyi (Petuch, 1975) => Conus (Lautoconus) cuneolus Reeve, 1843
  - Conus (Lautoconus) bernardinoi (Cossignani, 2014) => Conus (Lautoconus) cuneolus Reeve, 1843
  - Conus (Lautoconus) cabraloi (Cossignani, 2014) => Conus (Lautoconus) crotchii Reeve, 1849
  - Conus (Lautoconus) cacao Ferrario, 1983 => Conus (Lautoconus) mercator Linnaeus, 1758
  - Conus (Lautoconus) cagarralensis (Cossignani, 2014) => Conus (Lautoconus) longilineus Röckel, Rolán & Monteiro, 1980
  - Conus (Lautoconus) claudiae Tenorio & Afonso, 2004 => Conus (Lautoconus) calhetae Rolán, 1990
  - Conus (Lautoconus) condei (Afonso & Tenorio, 2014) => Conus (Lautoconus) crotchii Reeve, 1849
  - Conus (Lautoconus) crioulus Tenorio & Afonso, 2004 => Conus (Lautoconus) maioensis Trovão, Rolán & Félix-Alves, 1990
  - Conus (Lautoconus) damioi (Cossignani & Fiadeiro, 2015) => Conus (Lautoconus) roeckeli Rolán, 1980
  - Conus (Lautoconus) derrubado Rolán & F. Fernandes, 1990 => Conus (Lautoconus) damottai Trovão, 1979
  - Conus (Lautoconus) docensis (Cossignani & Fiadeiro, 2014) => Conus (Lautoconus) crotchii Reeve, 1849
  - Conus (Lautoconus) evorai Monteiro, C. Fernandes & Rolán, 1995 => Conus (Lautoconus) crotchii Reeve, 1849
  - Conus (Lautoconus) fantasmalis Rolán, 1990 => Conus (Lautoconus) fuscoflavus Röckel, Rolán & Monteiro, 1980
  - Conus (Lautoconus) fernandi (Petuch & Berschauer, 2018) => Conus (Lautoconus) guinaicus Hwass in Bruguière, 1792
  - Conus (Lautoconus) fiadeiroi (Tenorio, Afonso, Cunha & Rolán, 2014) => Conus (Lautoconus) crotchii Reeve, 1849
  - Conus (Lautoconus) fontonae Rolán & Trovão, 1990 => Conus (Lautoconus) cuneolus Reeve, 1843
  - Conus (Lautoconus) franciscanus Bruguière, 1792 => Conus (Lautoconus) guinaicus Hwass in Bruguière, 1792
  - Conus (Lautoconus) gambiensis (Petuch & Berschauer, 2018) => Conus (Lautoconus) guinaicus Hwass in Bruguière, 1792
  - Conus (Lautoconus) irregularis G. B. Sowerby II, 1858 => Conus (Lautoconus) crotchii Reeve, 1849
  - Conus (Lautoconus) luquei Rolán & Trovão, 1990 => Conus (Lautoconus) delanoyae Trovão, 1979
  - Conus (Lautoconus) marcocastellazzii (Cossignani & Fiadeiro, 2014) => Conus (Lautoconus) maioensis Trovão, Rolán & Félix-Alves, 1990
  - Conus (Lautoconus) melissae Tenorio, Afonso & Rolán, 2008 => Conus (Lautoconus) longilineus Röckel, Rolán & Monteiro, 1980
  - Conus (Lautoconus) messiasi Rolán & F. Fernandes, 1990 => Conus (Lautoconus) fuscoflavus Röckel, Rolán & Monteiro, 1980
  - Conus (Lautoconus) mordeirae Rolán & Trovão, 1990 => Conus (Lautoconus) cuneolus Reeve, 1843
  - Conus (Lautoconus) morroensis (Cossignani & Fiadeiro, 2014) => Conus (Lautoconus) diminutus Trovão & Rolán, 1986
  - Conus (Lautoconus) nelsontiagoi (Cossignani & Fiadeiro, 2014) => Conus (Lautoconus) verdensis Trovão, 1979
  - Conus (Lautoconus) pseudocuneolus Röckel, Rolán & Monteiro, 1980 => Conus (Lautoconus) cuneolus Reeve, 1843
  - Conus (Lautoconus) rikae (Petuch & Berschauer, 2018) => Conus (Lautoconus) guinaicus Hwass in Bruguière, 1792
  - Conus (Lautoconus) saharicus (Petuch & Berschauer, 2016) => Conus (Lautoconus) guanche Lauer, 1993
  - Conus (Lautoconus) salreiensis Rolán, 1980 => Conus (Lautoconus) crotchii Reeve, 1849
  - Conus (Lautoconus) senegalensis (Gulden, Moolenbeek & Goud, 2017) => Conus (Lautoconus) mercator Linnaeus, 1758
  - Conus (Lautoconus) serranegrae Rolán, 1990 => Conus (Lautoconus) cuneolus Reeve, 1843
  - Conus (Lautoconus) silviae (Cossignani, 2014) => Conus (Lautoconus) fuscoflavus Röckel, Rolán & Monteiro, 1980
  - Conus (Lautoconus) swinneni (Tenorio, Afonso, Cunha & Rolán, 2014) => Conus (Lautoconus) delanoyae Trovão, 1979
  - Conus (Lautoconus) taslei Kiener, 1850 => Conus (Lautoconus) guinaicus Hwass in Bruguière, 1792
  - Conus (Lautoconus) teodorae Rolán & F. Fernandes, 1990 => Conus (Lautoconus) crotchii Reeve, 1849
  - Conus (Lautoconus) umbelinae (Cossignani & Fiadeiro, 2014) => Conus (Lautoconus) damottai Trovão, 1979
  - Conus (Lautoconus) wolof (Petuch & Berschauer, 2018) => Conus (Lautoconus) guinaicus Hwass in Bruguière, 1792
  - Conus (Lautoconus) zinhoi (Cossignani, 2014) => Conus (Lautoconus) maioensis Trovão, Rolán & Félix-Alves, 1990
- Conus (Leporiconus) Iredale, 1930 => Conus Linnaeus, 1758
  - Conus (Leporiconus) coffeae Gmelin, 1791 => Conus coffeae Gmelin, 1791
  - Conus (Leporiconus) glans Hwass in Bruguière, 1792 => Conus glans Hwass in Bruguière, 1792
  - Conus (Leporiconus) granum Röckel & Fischöder, 1985 => Conus granum Röckel & Fischöder, 1985
  - Conus (Leporiconus) luteus G. B. Sowerby I, 1833 => Conus luteus G. B. Sowerby I, 1833
  - Conus (Leporiconus) pomareae (Monnier & Limpalaër, 2014) => Conus pomareae (Monnier & Limpalaër, 2014)
  - Conus (Leporiconus) scabriusculus (Dillwyn, 1817) => Conus scabriusculus Dillwyn, 1817
  - Conus (Leporiconus) tenuistriatus G. B. Sowerby II, 1858 => Conus tenuistriatus G. B. Sowerby II, 1858
  - Conus (Leporiconus) blatteus Shikama, 1979 => Conus blatteus Shikama, 1979
- Conus (Leptoconus) Swainson, 1840 => Conus Linnaeus, 1758
  - Conus (Leptoconus) amadis Gmelin, 1791 => Conus amadis Gmelin, 1791
  - Conus (Leptoconus) hamanni Fainzilber & Mienis, 1986 => Conus hamanni Fainzilber & Mienis, 1986
  - Conus (Leptoconus) immelmani Korn, 1998 => Conus immelmani Korn, 1998
  - Conus (Leptoconus) kawamurai Habe, 1962 => Conus kawamurai Habe, 1962
  - Conus (Leptoconus) locumtenens Blumenbach, 1791 => Conus locumtenens Blumenbach, 1791
  - Conus (Leptoconus) milneedwardsi Jousseaume, 1894 => Conus milneedwardsi Jousseaume, 1894
  - Conus (Leptoconus) natalis G. B. Sowerby II, 1858 => Conus natalis G. B. Sowerby II, 1858
  - Conus (Leptoconus) royaikeni (S. G. Veldsman, 2010) => Conus royaikeni (S. G. Veldsman, 2010)
  - Conus (Leptoconus) allionii Michelotti, 1847 † => Conilithes allioni (Michelotti, 1847) †
  - Conus (Leptoconus) berwerthi Hoernes & Auinger, 1879 † => Conasprella berwerthi (Hoernes & Auinger, 1879) †
  - Conus (Leptoconus) brezinae Hoernes & Auinger, 1879 † => Conilithes brezinae (Hoernes & Auinger, 1879) †
  - Conus (Leptoconus) korni G. Raybaudi Massilia, 1993 => Pseudolilliconus korni (G. Raybaudi Massilia, 1993)
  - Conus (Leptoconus) raulini Peyrot, 1931 † => Conilithes allioni (Michelotti, 1847) †
  - Conus (Leptoconus) zukiae Shikama, 1979 => Conus mustelinus Hwass in Bruguière, 1792
- Conus (Lindaconus) Petuch, 2002 => Conus Linnaeus, 1758
  - Conus (Lindaconus) bahamensis Vink & Röckel, 1995 => Conus bahamensis Vink & Röckel, 1995
  - Conus (Lindaconus) lindae Petuch, 1987 => Conus lindae Petuch, 1987
  - Conus (Lindaconus) spurius Gmelin, 1791 => Conus spurius Gmelin, 1791
  - Conus (Lindaconus) therriaulti (Petuch, 2013) => Conus therriaulti (Petuch, 2013)
- Conus (Lithoconus) Mörch, 1852 => Conus Linnaeus, 1758
  - Conus (Lithoconus) leopardus (Röding, 1798) => Conus leopardus (Röding, 1798)
  - Conus (Lithoconus) hungaricus Hoernes & Auinger, 1879 † => Conus hungaricus Hoernes & Auinger, 1879 †
  - Conus (Lithoconus) moravicus Hoernes & Auinger, 1879 † => Conus moravicus Hoernes & Auinger, 1879 †
  - Conus (Lithoconus) neumayri Hoernes & Auinger, 1879 † => Conus neumayri Hoernes & Auinger, 1879 †
- Conus (Lividoconus) Wils, 1970 => Conus Linnaeus, 1758
  - Conus (Lividoconus) diadema G. B. Sowerby I, 1834 => Conus diadema G. B. Sowerby I, 1834
  - Conus (Lividoconus) escondidai Poppe & Tagaro, 2005 => Conus escondidai Poppe & Tagaro, 2005
  - Conus (Lividoconus) eximius Reeve, 1849 => Conus eximius Reeve, 1849
  - Conus (Lividoconus) floridulus A. Adams & Reeve, 1848 => Conus floridulus A. Adams & Reeve, 1848
  - Conus (Lividoconus) garywilsoni Lorenz & H. Morrison, 2004 => Conus garywilsoni Lorenz & H. Morrison, 2004
  - Conus (Lividoconus) kermadecensis Iredale, 1912 => Conus kermadecensis Iredale, 1912
  - Conus (Lividoconus) lischkeanus Weinkauff, 1875 => Conus lischkeanus Weinkauff, 1875
  - Conus (Lividoconus) lividus Hwass in Bruguière, 1792 => Conus lividus Hwass in Bruguière, 1792
  - Conus (Lividoconus) muriculatus G. B. Sowerby I, 1833 => Conus muriculatus G. B. Sowerby I, 1833
  - Conus (Lividoconus) quercinus [Lightfoot], 1786 => Conus quercinus [Lightfoot], 1786
  - Conus (Lividoconus) sanguinolentus Quoy & Gaimard, 1834 => Conus sanguinolentus Quoy & Gaimard, 1834
  - Conus (Lividoconus) sugillatus Reeve, 1844 => Conus sugillatus Reeve, 1844
- Conus (Monteiroconus) da Motta, 1991 => Conus Linnaeus, 1758
  - Conus (Monteiroconus) ambiguus Reeve, 1844 => Conus ambiguus Reeve, 1844
  - Conus (Monteiroconus) bellocqae van Rossum, 1996 => Conus bellocqae van Rossum, 1996
  - Conus (Monteiroconus) gladiator Broderip, 1833 => Conus gladiator Broderip, 1833
  - Conus (Monteiroconus) mus Hwass in Bruguière, 1792 => Conus mus Hwass in Bruguière, 1792
  - Conus (Monteiroconus) tabidus Reeve, 1844 => Conus tabidus Reeve, 1844
- Conus (Papyriconus) J. K. Tucker & Tenorio, 2013 => Conus Linnaeus, 1758
  - Conus (Papyriconus) sculletti Marsh, 1962 => Conus sculletti Marsh, 1962
- Conus (Phasmoconus) Mörch, 1852 => Conus Linnaeus, 1758
  - Conus (Phasmoconus) alabaster Reeve, 1849 => Conus alabaster Reeve, 1849
  - Conus (Phasmoconus) alexandrei (Limpalaër & Monnier, 2012) => Conus alexandrei (Limpalaër & Monnier, 2012)
  - Conus (Phasmoconus) amplus Röckel & Korn, 1992 => Conus amplus Röckel & Korn, 1992
  - Conus (Phasmoconus) andamanensis E. A. Smith, 1879 => Conus andamanensis E. A. Smith, 1879
  - Conus (Phasmoconus) angioiorum Röckel & Moolenbeek, 1992 => Conus angioiorum Röckel & Moolenbeek, 1992
  - Conus (Phasmoconus) armadillo Shikama, 1971 => Conus armadillo Shikama, 1971
  - Conus (Phasmoconus) asiaticus da Motta, 1985 => Conus asiaticus da Motta, 1985
  - Conus (Phasmoconus) australis Holten, 1802 => Conus australis Holten, 1802
  - Conus (Phasmoconus) balabacensis Filmer, 2012 => Conus balabacensis Filmer, 2012
  - Conus (Phasmoconus) blanfordianus Crosse, 1867 => Conus blanfordianus Crosse, 1867
  - Conus (Phasmoconus) broderipii Reeve, 1844 => Conus broderipii Reeve, 1844
  - Conus (Phasmoconus) cebuensis Wils, 1990 => Conus cebuensis Wils, 1990
  - Conus (Phasmoconus) ciderryi da Motta, 1985 => Conus ciderryi da Motta, 1985
  - Conus (Phasmoconus) cinereus Hwass in Bruguière, 1792 => Conus cinereus Hwass in Bruguière, 1792
  - Conus (Phasmoconus) collisus Reeve, 1849 => Conus collisus Reeve, 1849
  - Conus (Phasmoconus) conspersus Reeve, 1844 => Conus conspersus Reeve, 1844
  - Conus (Phasmoconus) dampierensis Coomans & Filmer, 1985 => Conus dampierensis Coomans & Filmer, 1985
  - Conus (Phasmoconus) daphne Boivin, 1864 => Conus daphne Boivin, 1864
  - Conus (Phasmoconus) erythraeensis Reeve, 1843 => Conus erythraeensis Reeve, 1843
  - Conus (Phasmoconus) evansi Bondarev, 2001 => Conus evansi Bondarev, 2001
  - Conus (Phasmoconus) exiguus Lamarck, 1810 => Conus exiguus Lamarck, 1810
  - Conus (Phasmoconus) flavus Röckel, 1985 => Conus flavus Röckel, 1985
  - Conus (Phasmoconus) galeyi Monnier, Tenorio, Bouchet & Puillandre, 2018 => Conus galeyi Monnier, Tenorio, Bouchet & Puillandre, 2018
  - Conus (Phasmoconus) giorossii Bozzetti, 2005 => Conus giorossii Bozzetti, 2005
  - Conus (Phasmoconus) goudeyi (Monnier & Limpalaër, 2012) => Conus goudeyi (Monnier & Limpalaër, 2012)
  - Conus (Phasmoconus) habui Lan, 2002 => Conus habui Lan, 2002
  - Conus (Phasmoconus) inscriptus Reeve, 1843 => Conus inscriptus Reeve, 1843
  - Conus (Phasmoconus) janus Hwass in Bruguière, 1792 => Conus janus Hwass in Bruguière, 1792
  - Conus (Phasmoconus) jickelii Weinkauff, 1873 => Conus jickelii Weinkauff, 1873
  - Conus (Phasmoconus) kiicumulus (Azuma, 1982) => Conus kiicumulus (Azuma, 1982)
  - Conus (Phasmoconus) kuroharai (Habe, 1965) => Conus kuroharai (Habe, 1965)
  - Conus (Phasmoconus) laterculatus G. B. Sowerby II, 1870 => Conus laterculatus G. B. Sowerby II, 1870
  - Conus (Phasmoconus) leobrerai da Motta & R. Martin, 1982 => Conus leobrerai da Motta & R. Martin, 1982
  - Conus (Phasmoconus) lienardi Bernardi & Crosse, 1861 => Conus lienardi Bernardi & Crosse, 1861
  - Conus (Phasmoconus) lynceus G. B. Sowerby II, 1858 => Conus lynceus G. B. Sowerby II, 1858
  - Conus (Phasmoconus) madecassinus (Bozzetti, 2012) => Conus madecassinus (Bozzetti, 2012)
  - Conus (Phasmoconus) marielae Rehder & B. R. Wilson, 1975 => Conus marielae Rehder & B. R. Wilson, 1975
  - Conus (Phasmoconus) martinianus Reeve, 1844 => Conus martinianus Reeve, 1844
  - Conus (Phasmoconus) moluccensis Küster, 1838 => Conus moluccensis Küster, 1838
  - Conus (Phasmoconus) moolenbeeki Filmer, 2011 => Conus moolenbeeki Filmer, 2011
  - Conus (Phasmoconus) mucronatus Reeve, 1843 => Conus mucronatus Reeve, 1843
  - Conus (Phasmoconus) mulderi Fulton, 1936 => Conus mulderi Fulton, 1936
  - Conus (Phasmoconus) neptunus Reeve, 1843 => Conus neptunus Reeve, 1843
  - Conus (Phasmoconus) niederhoeferi (Monnier, Limpalaër & Lorenz, 2012) => Conus niederhoeferi (Monnier, Limpalaër & Lorenz, 2012)
  - Conus (Phasmoconus) nimbosus Hwass in Bruguière, 1792 => Conus nimbosus Hwass in Bruguière, 1792
  - Conus (Phasmoconus) ochroleucus Gmelin, 1791 => Conus ochroleucus Gmelin, 1791
  - Conus (Phasmoconus) oishii (Shikama, 1977) => Conus oishii (Shikama, 1977)
  - Conus (Phasmoconus) parius Reeve, 1844 => Conus parius Reeve, 1844
  - Conus (Phasmoconus) petergabrieli Lorenz, 2006 => Conus petergabrieli Lorenz, 2006
  - Conus (Phasmoconus) philquiquandoni Cossignani, 2020 => Conus philquiquandoni Cossignani, 2020
  - Conus (Phasmoconus) pica A. Adams & Reeve, 1848 => Conus pica A. Adams & Reeve, 1848
  - Conus (Phasmoconus) pretiosus G. Nevill & H. Nevill, 1874 => Conus pretiosus G. Nevill & H. Nevill, 1874
  - Conus (Phasmoconus) primus Röckel & Korn, 1990 => Conus primus Röckel & Korn, 1990
  - Conus (Phasmoconus) proximus G. B. Sowerby II, 1860 => Conus proximus G. B. Sowerby II, 1860
  - Conus (Phasmoconus) quiquandoni Lorenz & Barbier, 2008 => Conus quiquandoni Lorenz & Barbier, 2008
  - Conus (Phasmoconus) radiatus Gmelin, 1791 => Conus radiatus Gmelin, 1791
  - Conus (Phasmoconus) ranonganus da Motta, 1978 => Conus ranonganus da Motta, 1978
  - Conus (Phasmoconus) richeri Richard & Moolenbeek, 1988 => Conus richeri Richard & Moolenbeek, 1988
  - Conus (Phasmoconus) salzmanni G. Raybaudi Massilia & Rolán, 1997 => Conus salzmanni G. Raybaudi Massilia & Rolán, 1997
  - Conus (Phasmoconus) santinii (Monnier & Limpalaër, 2014) => Conus santinii (Monnier & Limpalaër, 2014)
  - Conus (Phasmoconus) sartii Korn, Niederhöfer & Blöcher, 2002 => Conus sartii Korn, Niederhöfer & Blöcher, 2002
  - Conus (Phasmoconus) scalptus Reeve, 1843 => Conus scalptus Reeve, 1843
  - Conus (Phasmoconus) sculpturatus Röckel & da Motta, 1986 => Conus sculpturatus Röckel & da Motta, 1986
  - Conus (Phasmoconus) sertacinctus Röckel, 1986 => Conus sertacinctus Röckel, 1986
  - Conus (Phasmoconus) severinae Cossignani, 2020 => Conus severinae Cossignani, 2020
  - Conus (Phasmoconus) sogodensis (Poppe, Monnier & Tagaro, 2012) => Conus sogodensis (Poppe, Monnier & Tagaro, 2012)
  - Conus (Phasmoconus) solomonensis Delsaerdt, 1992 => Conus solomonensis Delsaerdt, 1992
  - Conus (Phasmoconus) spectrum Linnaeus, 1758 => Conus spectrum Linnaeus, 1758
  - Conus (Phasmoconus) stramineus Lamarck, 1810 => Conus stramineus Lamarck, 1810
  - Conus (Phasmoconus) straturatus G. B. Sowerby II, 1865 => Conus straturatus G. B. Sowerby II, 1865
  - Conus (Phasmoconus) sutanorcum Moolenbeek, Röckel & Bouchet, 2008 => Conus sutanorcum Moolenbeek, Röckel & Bouchet, 2008
  - Conus (Phasmoconus) tenorioi (Monnier, Monteiro & Limpalaër, 2016) => Conus tenorioi (Monnier, Monteiro & Limpalaër, 2016)
  - Conus (Phasmoconus) vappereaui Monteiro, 2009 => Conus vappereaui Monteiro, 2009
  - Conus (Phasmoconus) wittigi Walls, 1977 => Conus wittigi Walls, 1977
  - Conus (Phasmoconus) yemenensis Bondarev, 1997 => Conus yemenensis Bondarev, 1997
  - Conus (Phasmoconus) zandbergeni Filmer & Moolenbeek, 2010 => Conus zandbergeni Filmer & Moolenbeek, 2010
  - Conus (Phasmoconus) zapatosensis Röckel, 1987 => Conus zapatosensis Röckel, 1987
  - Conus (Phasmoconus) zebra Lamarck, 1810 => Conus zebra Lamarck, 1810
  - Conus (Phasmoconus) ambaroides Shikama, 1977 => Conus magus Linnaeus, 1758
  - Conus (Phasmoconus) cavailloni Fenaux, 1942 => Conus inscriptus Reeve, 1843
  - Conus (Phasmoconus) gilvus Reeve, 1849 => Conus gilvus Reeve, 1849
  - Conus (Phasmoconus) keatii G. B. Sowerby II, 1858 => Conus keatii G. B. Sowerby II, 1858
- Conus (Pionoconus) Mörch, 1852 => Conus Linnaeus, 1758
  - Conus (Pionoconus) achatinus Gmelin, 1791 => Conus achatinus Gmelin, 1791
  - Conus (Pionoconus) aliwalensis (S. G. Veldsman, 2018) => Conus aliwalensis (S. G. Veldsman, 2018)
  - Conus (Pionoconus) arafurensis (Monnier, Limpalaër & Robin, 2013) => Conus arafurensis (Monnier, Limpalaër & Robin, 2013)
  - Conus (Pionoconus) aurisiacus Linnaeus, 1758 => Conus aurisiacus Linnaeus, 1758
  - Conus (Pionoconus) barbara Brazier, 1898 => Conus barbara Brazier, 1898
  - Conus (Pionoconus) barthelemyi Bernardi, 1861 => Conus barthelemyi Bernardi, 1861
  - Conus (Pionoconus) boutetorum Richard & Rabiller, 2013 => Conus boutetorum Richard & Rabiller, 2013
  - Conus (Pionoconus) catus Hwass in Bruguière, 1792 => Conus catus Hwass in Bruguière, 1792
  - Conus (Pionoconus) circumcisus Born, 1778 => Conus circumcisus Born, 1778
  - Conus (Pionoconus) consors G. B. Sowerby I, 1833 => Conus consors G. B. Sowerby I, 1833
  - Conus (Pionoconus) easoni (Petuch & Berschauer, 2018) => Conus easoni (Petuch & Berschauer, 2018)
  - Conus (Pionoconus) fischoederi Röckel & da Motta, 1983 => Conus fischoederi Röckel & da Motta, 1983
  - Conus (Pionoconus) floccatus G. B. Sowerby I, 1841 => Conus floccatus G. B. Sowerby I, 1841
  - Conus (Pionoconus) fulmen Reeve, 1843 => Conus fulmen Reeve, 1843
  - Conus (Pionoconus) gauguini Richard & B. Salvat, 1973 => Conus gauguini Richard & B. Salvat, 1973
  - Conus (Pionoconus) gubernator Hwass in Bruguière, 1792 => Conus gubernator Hwass in Bruguière, 1792
  - Conus (Pionoconus) koukae (Monnier, Limpalaër & Robin, 2013) => Conus koukae (Monnier, Limpalaër & Robin, 2013)
  - Conus (Pionoconus) leehmani da Motta & Röckel, 1979 => Conus leehmani da Motta & Röckel, 1979
  - Conus (Pionoconus) leobottonii Lorenz, 2006 => Conus leobottonii Lorenz, 2006
  - Conus (Pionoconus) magus Linnaeus, 1758 => Conus magus Linnaeus, 1758
  - Conus (Pionoconus) marysae (Lorenz, 2019) => Conus marysae (Lorenz, 2019)
  - Conus (Pionoconus) mascarenensis (Monnier & Limpalaër, 2019) => Conus mascarenensis (Monnier & Limpalaër, 2019)
  - Conus (Pionoconus) monachus Linnaeus, 1758 => Conus monachus Linnaeus, 1758
  - Conus (Pionoconus) morrisoni G. Raybaudi Massilia, 1991 => Conus morrisoni G. Raybaudi Massilia, 1991
  - Conus (Pionoconus) nigromaculatus Röckel & Moolenbeek, 1992 => Conus nigromaculatus Röckel & Moolenbeek, 1992
  - Conus (Pionoconus) nigropunctatus G. B. Sowerby II, 1858 => Conus nigropunctatus G. B. Sowerby II, 1858
  - Conus (Pionoconus) quasimagus (Bozzetti, 2016) => Conus quasimagus (Bozzetti, 2016)
  - Conus (Pionoconus) robini (Limpalaër & Monnier, 2012) => Conus robini (Limpalaër & Monnier, 2012)
  - Conus (Pionoconus) rouxi (Monnier, Limpalaër & Robin, 2013) => Conus rouxi (Monnier, Limpalaër & Robin, 2013)
  - Conus (Pionoconus) simonis Bozzetti, 2010 => Conus simonis Bozzetti, 2010
  - Conus (Pionoconus) stercusmuscarum Linnaeus, 1758 => Conus stercusmuscarum Linnaeus, 1758
  - Conus (Pionoconus) striatus (Linnaeus, 1758) => Conus striatus Linnaeus, 1758
  - Conus (Pionoconus) striolatus Kiener, 1848 => Conus striolatus Kiener, 1848
  - Conus (Pionoconus) vezzaroi (Cossignani, 2016) => Conus vezzaroi (Cossignani, 2016)
  - Conus (Pionoconus) alexisallaryi (Cossignani, 2018) => Conus (Pionoconus) magus Linnaeus, 1758
  - Conus (Pionoconus) atimovatae (Bozzetti, 2012) => Conus (Pionoconus) simonis Bozzetti, 2010
  - Conus (Pionoconus) stramineus Lamarck, 1810 => Conus stramineus Lamarck, 1810
- Conus (Plicaustraconus) Moolenbeek, 2008 => Conus Linnaeus, 1758
  - Conus (Plicaustraconus) adami Wils, 1988 => Conus adami Wils, 1988
  - Conus (Plicaustraconus) advertex (Garrard, 1961) => Conus advertex (Garrard, 1961)
  - Conus (Plicaustraconus) angasi Tryon, 1884 => Conus angasi Tryon, 1884
  - Conus (Plicaustraconus) baeri Röckel & Korn, 1992 => Conus baeri Röckel & Korn, 1992
  - Conus (Plicaustraconus) felix Fenzan, 2012 => Conus felix Fenzan, 2012
  - Conus (Plicaustraconus) trigonus Reeve, 1848 => Conus trigonus Reeve, 1848
  - Conus (Plicaustraconus) visagenus Kilburn, 1974 => Conus visagenus Kilburn, 1974
  - Conus (Plicaustraconus) wallangra (Garrard, 1961) => Conus wallangra (Garrard, 1961)
  - Conus (Plicaustraconus) bonfigliolii (Bozzetti, 2010) => Conus bonfigliolii (Bozzetti, 2010)
  - Conus (Plicaustraconus) lozeti Richard, 1980 => Conus lozeti Richard, 1980
- Conus (Pseudonoduloconus) J. K. Tucker & Tenorio, 2009 => Conus Linnaeus, 1758
  - Conus (Pseudonoduloconus) carnalis G. B. Sowerby III, 1879 => Conus carnalis G. B. Sowerby III, 1879
- Conus (Pseudopterygia) J. K. Tucker & Tenorio, 2013 => Conus Linnaeus, 1758
  - Conus (Pseudopterygia) terryni Tenorio & Poppe, 2004 => Conus terryni Tenorio & Poppe, 2004
- Conus (Puncticulis) Swainson, 1840 => Conus Linnaeus, 1758
  - Conus (Puncticulis) arenatus Hwass in Bruguière, 1792 => Conus arenatus Hwass in Bruguière, 1792
  - Conus (Puncticulis) caracteristicus Fischer von Waldheim, 1807 => Conus caracteristicus Fischer von Waldheim, 1807
  - Conus (Puncticulis) pulicarius Hwass in Bruguière, 1792 => Conus pulicarius Hwass in Bruguière, 1792
  - Conus (Puncticulis) vautieri Kiener, 1847 => Conus vautieri Kiener, 1847
  - Conus (Puncticulis) zeylanicus Gmelin, 1791 => Conus zeylanicus Gmelin, 1791
- Conus (Pyruconus) Olsson, 1967 => Conus Linnaeus, 1758
  - Conus (Pyruconus) fergusoni G. B. Sowerby II, 1873 => Conus fergusoni G. B. Sowerby II, 1873
  - Conus (Pyruconus) haytensis G. B. Sowerby I, 1850 † => Conus haytensis G. B. Sowerby I, 1850 †
  - Conus (Pyruconus) molis A. P. Brown & Pilsbry, 1911 † => Conus molis A. P. Brown & Pilsbry, 1911 †
  - Conus (Pyruconus) patricius Hinds, 1843 => Conus patricius Hinds, 1843
  - Conus (Pyruconus) recognitus Guppy, 1867 † => Conus recognitus Guppy, 1867 †
- Conus (Quasiconus) J. K. Tucker & Tenorio, 2009 => Conus Linnaeus, 1758
  - Conus (Quasiconus) melvilli G. B. Sowerby III, 1879 => Conus melvilli G. B. Sowerby III, 1879
  - Conus (Quasiconus) tuticorinensis Röckel & Korn, 1990 => Conus tuticorinensis Röckel & Korn, 1990
- Conus (Rhizoconus) Mörch, 1852 => Conus Linnaeus, 1758
  - Conus (Rhizoconus) capitaneus Linnaeus, 1758 => Conus capitaneus Linnaeus, 1758
  - Conus (Rhizoconus) cumingii Reeve, 1848 => Conus cumingii Reeve, 1848
  - Conus (Rhizoconus) hyaena Hwass in Bruguière, 1792 => Conus hyaena Hwass in Bruguière, 1792
  - Conus (Rhizoconus) miles Linnaeus, 1758 => Conus miles Linnaeus, 1758
  - Conus (Rhizoconus) mustelinus Hwass in Bruguière, 1792 => Conus mustelinus Hwass in Bruguière, 1792
  - Conus (Rhizoconus) namocanus Hwass in Bruguière, 1792 => Conus namocanus Hwass in Bruguière, 1792
  - Conus (Rhizoconus) paulkersteni Thach, 2017 => Conus paulkersteni Thach, 2017
  - Conus (Rhizoconus) peli Moolenbeek, 1996 => Conus peli Moolenbeek, 1996
  - Conus (Rhizoconus) pertusus Hwass in Bruguière, 1792 => Conus pertusus Hwass in Bruguière, 1792
  - Conus (Rhizoconus) rattus Hwass in Bruguière, 1792 => Conus rattus Hwass in Bruguière, 1792
  - Conus (Rhizoconus) rawaiensis da Motta, 1978 => Conus rawaiensis da Motta, 1978
  - Conus (Rhizoconus) taitensis Hwass in Bruguière, 1792 => Conus taitensis Hwass in Bruguière, 1792
  - Conus (Rhizoconus) vexillum Gmelin, 1791 => Conus vexillum Gmelin, 1791
  - Conus (Rhizoconus) wilsi Delsaerdt, 1998 => Conus wilsi Delsaerdt, 1998
  - Conus (Rhizoconus) anosyensis Bozzetti, 2008 => Conus balteatus G. B. Sowerby I, 1833
  - Conus (Rhizoconus) clandestinatous Shikama, 1979 => Conus clandestinatous Shikama, 1979
  - Conus (Rhizoconus) clandestinus => Conus clandestinus Shikama, 1979
  - Conus (Rhizoconus) paradiseus Shikama, 1977 => Conus barthelemyi Bernardi, 1861
  - Conus (Rhizoconus) sazanka Shikama, 1970 => Conus sazanka Shikama, 1970
  - Conus (Rhizoconus) sophiae Brazier, 1876 => Conus ferrugineus Hwass in Bruguière, 1792
  - Conus (Rhizoconus) suluensis Shikama, 1979 => Conus tribblei Walls, 1977
  - Conus (Rhizoconus) tirardi Röckel & Moolenbeek, 1996 => Conus tirardi Röckel & Moolenbeek, 1996
- Conus (Rubroconus) J. K. Tucker & Tenorio, 2013 => Conus Linnaeus, 1758
  - Conus (Rubroconus) coccineus Gmelin, 1791 => Conus coccineus Gmelin, 1791
- Conus (Sandericonus) Petuch, 2013 => Conus Linnaeus, 1758
  - Conus (Sandericonus) carioca Petuch, 1986 => Conus carioca Petuch, 1986
  - Conus (Sandericonus) ednae (Petuch, 2013) => Conus ednae (Petuch, 2013)
  - Conus (Sandericonus) sanderi Wils & Moolenbeek, 1979 => Conus sanderi Wils & Moolenbeek, 1979
- Conus (Sciteconus) da Motta, 1991 => Conus Linnaeus, 1758
  - Conus (Sciteconus) algoensis G. B. Sowerby I, 1834 => Conus algoensis G. B. Sowerby I, 1834
  - Conus (Sciteconus) ariejoostei (S. G. Veldsman, 2016) => Conus ariejoostei (S. G. Veldsman, 2016)
  - Conus (Sciteconus) bairstowi G. B. Sowerby III, 1889 => Conus bairstowi G. B. Sowerby III, 1889
  - Conus (Sciteconus) brianhayesi Korn, 2001 => Conus brianhayesi Korn, 2001
  - Conus (Sciteconus) gradatulus Weinkauff, 1875 => Conus gradatulus Weinkauff, 1875
  - Conus (Sciteconus) infrenatus Reeve, 1848 => Conus infrenatus Reeve, 1848
  - Conus (Sciteconus) mpenjatiensis (S. G. Veldsman, 2016) => Conus mpenjatiensis (S. G. Veldsman, 2016)
  - Conus (Sciteconus) nahoonensis (S. G. Veldsman, 2016) => Conus nahoonensis (S. G. Veldsman, 2016)
  - Conus (Sciteconus) pictus Reeve, 1843 => Conus pictus Reeve, 1843
  - Conus (Sciteconus) velliesi (S. G. Veldsman, 2016) => Conus velliesi (S. G. Veldsman, 2016)
  - Conus (Sciteconus) xhosa (S. G. Veldsman, 2016) => Conus xhosa (S. G. Veldsman, 2016)
- Conus (Splinoconus) da Motta, 1991 => Conus Linnaeus, 1758
  - Conus (Splinoconus) alconnelli da Motta, 1986 => Conus alconnelli da Motta, 1986
  - Conus (Splinoconus) bayani Jousseaume, 1872 => Conus bayani Jousseaume, 1872
  - Conus (Splinoconus) biliosus (Röding, 1798) => Conus biliosus (Röding, 1798)
  - Conus (Splinoconus) boeticus Reeve, 1844 => Conus boeticus Reeve, 1844
  - Conus (Splinoconus) bondarevi Röckel & G. Raybaudi Massilia, 1992 => Conus bondarevi Röckel & G. Raybaudi Massilia, 1992
  - Conus (Splinoconus) caillaudi Kiener, 1846 => Conus caillaudi Kiener, 1846
  - Conus (Splinoconus) capitanellus Fulton, 1938 => Conus capitanellus Fulton, 1938
  - Conus (Splinoconus) capreolus Röckel, 1985 => Conus capreolus Röckel, 1985
  - Conus (Splinoconus) corallinus Kiener, 1847 => Conus corallinus Kiener, 1847
  - Conus (Splinoconus) danilai Röckel & Korn, 1990 => Conus danilai Röckel & Korn, 1990
  - Conus (Splinoconus) dayriti Röckel & da Motta, 1983 => Conus dayriti Röckel & da Motta, 1983
  - Conus (Splinoconus) empressae Lorenz, 2001 => Conus empressae Lorenz, 2001
  - Conus (Splinoconus) fumigatus Hwass in Bruguière, 1792 => Conus fumigatus Hwass in Bruguière, 1792
  - Conus (Splinoconus) gloriakiiensis Kuroda & Itô, 1961 => Conus gloriakiiensis Kuroda & Itô, 1961
  - Conus (Splinoconus) hamamotoi Yoshiba & Koyama, 1984 => Conus hamamotoi Yoshiba & Koyama, 1984
  - Conus (Splinoconus) hoaraui (Monnier & Limpalaër, 2015) => Conus hoaraui (Monnier & Limpalaër, 2015)
  - Conus (Splinoconus) hughmorrisoni Lorenz & Puillandre, 2015 => Conus hughmorrisoni Lorenz & Puillandre, 2015
  - Conus (Splinoconus) lenavati da Motta & Röckel, 1982 => Conus lenavati da Motta & Röckel, 1982
  - Conus (Splinoconus) malacanus Hwass in Bruguière, 1792 => Conus malacanus Hwass in Bruguière, 1792
  - Conus (Splinoconus) malcolmi (Monnier & Limpalaër, 2015) => Conus malcolmi (Monnier & Limpalaër, 2015)
  - Conus (Splinoconus) martensi E. A. Smith, 1884 => Conus martensi E. A. Smith, 1884
  - Conus (Splinoconus) montillai Röckel, 1985 => Conus montillai Röckel, 1985
  - Conus (Splinoconus) nielsenae Marsh, 1962 => Conus nielsenae Marsh, 1962
  - Conus (Splinoconus) nucleus Reeve, 1848 => Conus nucleus Reeve, 1848
  - Conus (Splinoconus) papuensis Coomans & Moolenbeek, 1982 => Conus papuensis Coomans & Moolenbeek, 1982
  - Conus (Splinoconus) pauperculus G. B. Sowerby I, 1834 => Conus pauperculus G. B. Sowerby I, 1834
  - Conus (Splinoconus) purissimus Filmer, 2011 => Conus purissimus Filmer, 2011
  - Conus (Splinoconus) queenslandis da Motta, 1984 => Conus queenslandis da Motta, 1984
  - Conus (Splinoconus) recluzianus Bernardi, 1853 => Conus recluzianus Bernardi, 1853
  - Conus (Splinoconus) reductaspiralis Walls, 1979 => Conus reductaspiralis Walls, 1979
  - Conus (Splinoconus) richardsae Röckel & Korn, 1992 => Conus richardsae Röckel & Korn, 1992
  - Conus (Splinoconus) roseorapum G. Raybaudi & da Motta, 1990 => Conus roseorapum G. Raybaudi & da Motta, 1990
  - Conus (Splinoconus) ruthae (Monnier & Limpalaër, 2013) => Conus ruthae (Monnier & Limpalaër, 2013)
  - Conus (Splinoconus) shikamai Coomans, Moolenbeek & Wils, 1985 => Conus shikamai Coomans, Moolenbeek & Wils, 1985
  - Conus (Splinoconus) sukhadwalai Röckel & da Motta, 1983 => Conus sukhadwalai Röckel & da Motta, 1983
  - Conus (Splinoconus) thevenardensis da Motta, 1987 => Conus thevenardensis da Motta, 1987
  - Conus (Splinoconus) tribblei Walls, 1977 => Conus tribblei Walls, 1977
  - Conus (Splinoconus) troendlei Moolenbeek, Zandbergen & Bouchet, 2008 => Conus troendlei Moolenbeek, Zandbergen & Bouchet, 2008
  - Conus (Splinoconus) typhon Kilburn, 1975 => Conus typhon Kilburn, 1975
  - Conus (Splinoconus) urashimanus Kuroda & Itô, 1961 => Conus urashimanus Kuroda & Itô, 1961
  - Conus (Splinoconus) vanvilstereni (Moolenbeek & Zandbergen, 2013) => Conus vanvilstereni (Moolenbeek & Zandbergen, 2013)
  - Conus (Splinoconus) viola Cernohorsky, 1977 => Conus viola Cernohorsky, 1977
  - Conus (Splinoconus) voluminalis Reeve, 1843 => Conus voluminalis Reeve, 1843
  - Conus (Splinoconus) gilberti (Bozzetti, 2012) => Conus balteatus G. B. Sowerby I, 1833
  - Conus (Splinoconus) olgiatii Bozzetti, 2007 => Conus balteatus G. B. Sowerby I, 1833
  - Conus (Splinoconus) sazanka Shikama, 1970 => Conus (Splinoconus) martensi E. A. Smith, 1884
- Conus (Stephanoconus) Mörch, 1852 => Conus Linnaeus, 1758
  - Conus (Stephanoconus) archon Broderip, 1833 => Conus archon Broderip, 1833
  - Conus (Stephanoconus) aurantius Hwass in Bruguière, 1792 => Conus aurantius Hwass in Bruguière, 1792
  - Conus (Stephanoconus) bartschi Hanna & A. M. Strong, 1949 => Conus bartschi Hanna & A. M. Strong, 1949
  - Conus (Stephanoconus) bellacoensis Hendricks, 2015 † => Conus bellacoensis Hendricks, 2015 †
  - Conus (Stephanoconus) brunneus W. Wood, 1828 => Conus brunneus W. Wood, 1828
  - Conus (Stephanoconus) cedonulli Linnaeus, 1767 => Conus cedonulli Linnaeus, 1767
  - Conus (Stephanoconus) chiangi (Azuma, 1972) => Conus chiangi (Azuma, 1972)
  - Conus (Stephanoconus) curassaviensis Hwass in Bruguière, 1792 => Conus curassaviensis Hwass in Bruguière, 1792
  - Conus (Stephanoconus) dominicanus Hwass in Bruguière, 1792 => Conus dominicanus Hwass in Bruguière, 1792
  - Conus (Stephanoconus) duffyi Petuch, 1992 => Conus duffyi Petuch, 1992
  - Conus (Stephanoconus) fuscatus Born, 1778 => Conus fuscatus Born, 1778
  - Conus (Stephanoconus) gouldi Hendricks, 2015 † => Conus gouldi Hendricks, 2015 †
  - Conus (Stephanoconus) granarius Kiener, 1847 => Conus granarius Kiener, 1847
  - Conus (Stephanoconus) harlandi Petuch, 1987 => Conus harlandi Petuch, 1987
  - Conus (Stephanoconus) imperialis Linnaeus, 1758 => Conus imperialis Linnaeus, 1758
  - Conus (Stephanoconus) julieandreae Cargile, 1995 => Conus julieandreae Cargile, 1995
  - Conus (Stephanoconus) mappa [Lightfoot], 1786 => Conus mappa [Lightfoot], 1786
  - Conus (Stephanoconus) polongimarumai Kosuge, 1980 => Conus polongimarumai Kosuge, 1980
  - Conus (Stephanoconus) pseudaurantius Vink & Cosel, 1985 => Conus pseudaurantius Vink & Cosel, 1985
  - Conus (Stephanoconus) pseudimperialis Moolenbeek, Zandbergen & Bouchet, 2008 => Conus pseudimperialis Moolenbeek, Zandbergen & Bouchet, 2008
  - Conus (Stephanoconus) regius Gmelin, 1791 => Conus regius Gmelin, 1791
  - Conus (Stephanoconus) sanguineus Kiener, 1850 => Conus sanguineus Kiener, 1850
  - Conus (Stephanoconus) sewalli Maury, 1917 † => Conus sewalli Maury, 1917 †
  - Conus (Stephanoconus) solidus Gmelin, 1791 => Conus solidus Gmelin, 1791
  - Conus (Stephanoconus) woodringi Hendricks, 2018 † => Conus woodringi Hendricks, 2018 †
  - Conus (Stephanoconus) zonatus Hwass in Bruguière, 1792 => Conus zonatus Hwass in Bruguière, 1792
  - Conus (Stephanoconus) stachei Hoernes & Auinger, 1879 † => Artemidiconus granularis (Borson, 1820) †
- Conus (Strategoconus) da Motta, 1991 => Conus Linnaeus, 1758
  - Conus (Strategoconus) athenae Filmer, 2011 => Conus athenae Filmer, 2011
  - Conus (Strategoconus) augur [Lightfoot], 1786 => Conus augur [Lightfoot], 1786
  - Conus (Strategoconus) axelrodi Walls, 1978 => Conus axelrodi Walls, 1978
  - Conus (Strategoconus) circumactus Iredale, 1929 => Conus circumactus Iredale, 1929
  - Conus (Strategoconus) dedonderi (Goethaels & D. Monsecour, 2013) => Conus dedonderi (Goethaels & D. Monsecour, 2013)
  - Conus (Strategoconus) ferrugineus Hwass in Bruguière, 1792 => Conus ferrugineus Hwass in Bruguière, 1792
  - Conus (Strategoconus) generalis Linnaeus, 1767 => Conus generalis Linnaeus, 1767
  - Conus (Strategoconus) hanshassi (Lorenz & Barbier, 2012) => Conus hanshassi (Lorenz & Barbier, 2012)
  - Conus (Strategoconus) maldivus Hwass in Bruguière, 1792 => Conus maldivus Hwass in Bruguière, 1792
  - Conus (Strategoconus) monile Hwass in Bruguière, 1792 => Conus monile Hwass in Bruguière, 1792
  - Conus (Strategoconus) planorbis Born, 1778 => Conus planorbis Born, 1778
  - Conus (Strategoconus) splendidulus G. B. Sowerby I, 1833 => Conus splendidulus G. B. Sowerby I, 1833
  - Conus (Strategoconus) striatellus Link, 1807 => Conus striatellus Link, 1807
  - Conus (Strategoconus) suduirauti Raybaudi Massilia, 2004 => Conus suduirauti Raybaudi Massilia, 2004
  - Conus (Strategoconus) swainsoni Estival & Cosel, 1986 => Conus swainsoni Estival & Cosel, 1986
  - Conus (Strategoconus) varius Linnaeus, 1758 => Conus varius Linnaeus, 1758
  - Conus (Strategoconus) buniatus (Bozzetti, 2013) => Conus (Strategoconus) varius Linnaeus, 1758
  - Conus (Strategoconus) hivanus Moolenbeek, Zandbergen & Bouchet, 2008 => Conasprella hivana (Moolenbeek, Zandbergen & Bouchet, 2008)
  - Conus (Strategoconus) litoglyphus Hwass in Bruguière, 1792 => Conus litoglyphus Hwass in Bruguière, 1792
- Conus (Tesselliconus) da Motta, 1991 => Conus Linnaeus, 1758
  - Conus (Tesselliconus) devorsinei (Petuch, Berschauer & Poremski, 2015) => Conus devorsinei (Petuch, Berschauer & Poremski, 2015)
  - Conus (Tesselliconus) eburneus Hwass in Bruguière, 1792 => Conus eburneus Hwass in Bruguière, 1792
  - Conus (Tesselliconus) edaphus Dall, 1910 => Conus edaphus Dall, 1910
  - Conus (Tesselliconus) sandwichensis Walls, 1978 => Conus sandwichensis Walls, 1978
  - Conus (Tesselliconus) suturatus Reeve, 1844 => Conus suturatus Reeve, 1844
  - Conus (Tesselliconus) tessulatus Born, 1778 => Conus tessulatus Born, 1778
- Conus (Textilia) Swainson, 1840 => Conus Linnaeus, 1758
  - Conus (Textilia) adamsonii Broderip, 1836 => Conus adamsonii Broderip, 1836
  - Conus (Textilia) bullatus Linnaeus, 1758 => Conus bullatus Linnaeus, 1758
  - Conus (Textilia) cervus Lamarck, 1822 => Conus cervus Lamarck, 1822
  - Conus (Textilia) chiapponorum Lorenz, 2004 => Conus chiapponorum Lorenz, 2004
  - Conus (Textilia) cymbioides Monnier, Tenorio, Bouchet & Puillandre, 2018 => Conus cymbioides Monnier, Tenorio, Bouchet & Puillandre, 2018
  - Conus (Textilia) dusaveli (H. Adams, 1872) => Conus dusaveli (H. Adams, 1872)
  - Conus (Textilia) julii Liénard, 1870 => Conus julii Liénard, 1870
  - Conus (Textilia) pongo (Coomans, Moolenbeek & Wils, 1982) => Conus pongo Coomans, Moolenbeek & Wils, 1982
  - Conus (Textilia) solangeae Bozzetti, 2004 => Conus solangeae Bozzetti, 2004
  - Conus (Textilia) timorensis Hwass in Bruguière, 1792 => Conus timorensis Hwass in Bruguière, 1792
  - Conus (Textilia) vicweei Old, 1973 => Conus vicweei Old, 1973
  - Conus (Textilia) lucasi (Bozzetti, 2010) => Conus (Textilia) chiapponorum Lorenz, 2004
- Conus (Turriconus) Shikama & Habe, 1968 => Conus Linnaeus, 1758
  - Conus (Turriconus) acutangulus Lamarck, 1810 => Conus acutangulus Lamarck, 1810
  - Conus (Turriconus) aequiquadratus Monnier, Tenorio, Bouchet & Puillandre, 2018 => Conus aequiquadratus Monnier, Tenorio, Bouchet & Puillandre, 2018
  - Conus (Turriconus) andremenezi Olivera & Biggs, 2010 => Conus andremenezi Olivera & Biggs, 2010
  - Conus (Turriconus) beatrix Tenorio, Poppe & Tagaro, 2007 => Conus beatrix Tenorio, Poppe & Tagaro, 2007
  - Conus (Turriconus) cylindraceus Broderip & G. B. Sowerby I, 1830 => Conus cylindraceus Broderip & G. B. Sowerby I, 1830
  - Conus (Turriconus) excelsus G. B. Sowerby III, 1908 => Conus excelsus G. B. Sowerby III, 1908
  - Conus (Turriconus) gondwanensis Röckel & Moolenbeek, 1995 => Conus gondwanensis Röckel & Moolenbeek, 1995
  - Conus (Turriconus) gratacapii Pilsbry, 1904 => Conus gratacapii Pilsbry, 1904
  - Conus (Turriconus) luciae Moolenbeek, 1986 => Conus luciae Moolenbeek, 1986
  - Conus (Turriconus) milesi E. A. Smith, 1887 => Conus milesi E. A. Smith, 1887
  - Conus (Turriconus) miniexcelsus Olivera & Biggs, 2010 => Conus miniexcelsus Olivera & Biggs, 2010
  - Conus (Turriconus) praecellens A. Adams, 1854 => Conus praecellens A. Adams, 1854
  - Conus (Turriconus) rizali Olivera & Biggs, 2010 => Conus rizali Olivera & Biggs, 2010
  - Conus (Turriconus) stupa (Kuroda, 1956) => Conus stupa (Kuroda, 1956)
  - Conus (Turriconus) stupella (Kuroda, 1956) => Conus stupella (Kuroda, 1956)
  - Conus (Turriconus) mitratus Hwass in Bruguière, 1792 => Conus mitratus Hwass in Bruguière, 1792
- Conus (Virgiconus) Cotton, 1945 => Conus Linnaeus, 1758
  - Conus (Virgiconus) artoptus G. B. Sowerby I, 1833 => Conus artoptus G. B. Sowerby I, 1833
  - Conus (Virgiconus) austroviola Röckel & Korn, 1992 => Conus austroviola Röckel & Korn, 1992
  - Conus (Virgiconus) berdulinus Veillard, 1972 => Conus berdulinus Veillard, 1972
  - Conus (Virgiconus) coelinae Crosse, 1858 => Conus coelinae Crosse, 1858
  - Conus (Virgiconus) emaciatus Reeve, 1849 => Conus emaciatus Reeve, 1849
  - Conus (Virgiconus) flavidus Lamarck, 1810 => Conus flavidus Lamarck, 1810
  - Conus (Virgiconus) frigidus Reeve, 1848 => Conus frigidus Reeve, 1848
  - Conus (Virgiconus) kintoki Habe & Kosuge, 1970 => Conus kintoki Habe & Kosuge, 1970
  - Conus (Virgiconus) malabaricus (Monnier, Limpalaër & Tenorio, 2017) => Conus malabaricus (Monnier, Limpalaër & Tenorio, 2017)
  - Conus (Virgiconus) moreleti Crosse, 1858 => Conus moreleti Crosse, 1858
  - Conus (Virgiconus) spiceri Bartsch & Rehder, 1943 => Conus spiceri Bartsch & Rehder, 1943
  - Conus (Virgiconus) terebra Born, 1778 => Conus terebra Born, 1778
  - Conus (Virgiconus) tethys (Petuch & Sargent, 2011) => Conus tethys (Petuch & Sargent, 2011)
  - Conus (Virgiconus) violaceus Gmelin, 1791 => Conus violaceus Gmelin, 1791
  - Conus (Virgiconus) virgo Linnaeus, 1758 => Conus virgo Linnaeus, 1758
- Conus (Virroconus) Iredale, 1930 => Conus Linnaeus, 1758
  - Conus (Virroconus) abbreviatus Reeve, 1843 => Conus abbreviatus Reeve, 1843
  - Conus (Virroconus) aristophanes G. B. Sowerby II, 1857 => Conus aristophanes G. B. Sowerby II, 1857
  - Conus (Virroconus) chaldaeus (Röding, 1798) => Conus chaldaeus (Röding, 1798)
  - Conus (Virroconus) coronatus Gmelin, 1791 => Conus coronatus Gmelin, 1791
  - Conus (Virroconus) dorreensis Péron, 1807 => Conus dorreensis Péron, 1807
  - Conus (Virroconus) ebraeus Linnaeus, 1758 => Conus ebraeus Linnaeus, 1758
  - Conus (Virroconus) encaustus Kiener, 1845 => Conus encaustus Kiener, 1845
  - Conus (Virroconus) judaeus Bergh, 1895 => Conus judaeus Bergh, 1895
  - Conus (Virroconus) lecourtorum (Lorenz, 2011) => Conus lecourtorum (Lorenz, 2011)
  - Conus (Virroconus) miliaris Hwass in Bruguière, 1792 => Conus miliaris Hwass in Bruguière, 1792
  - Conus (Virroconus) taeniatus Hwass in Bruguière, 1792 => Conus taeniatus Hwass in Bruguière, 1792
  - Conus (Virroconus) tiaratus G. B. Sowerby I, 1833 => Conus tiaratus G. B. Sowerby I, 1833
- Conus lorenzianus Dillwyn, 1817 => Conus spurius lorenzianus Dillwyn, 1817
- Conus parvulus Link, 1807 => Conus biliosus parvulus Link, 1807
- Conus (Conasprella) Thiele, 1929 => Conasprella Thiele, 1929
- Conus (Conospira) Cossmann, 1896 † => Conus (Conospirus) de Gregorio, 1890 †
  - Conus (Conospira) antideluvianus (Bruguière, 1792) † => Conilithes antidiluvianus (Bruguière, 1792) †
  - Conus (Conospira) subturritus d'Orbigny, 1852 † => Conasprella subturrita (d'Orbigny, 1852) †
  - Conus (Conospira) tahuensis R. S. Allan, 1926 † => Conus tahuensis R. S. Allan, 1926 †
- Conus (Conospirus) de Gregorio, 1890 † => Conilithes Swainson, 1840 †
  - Conus (Conospirus) antidiluvianus Bruguière, 1792 † => Conilithes antidiluvianus (Bruguière, 1792) †
- Conus (Coronaxis) Swainson, 1840 => Conus (Conus) Linnaeus, 1758
  - Conus (Coronaxis) cernicus H. Adams, 1869 => Conus balteatus G. B. Sowerby I, 1833
- Conus (Cylindrella) Swainson, 1840 => Conus (Asprella) Schaufuss, 1869
- Conus (Fulgiconus) da Motta, 1991 => Conus (Phasmoconus) Mörch, 1852
- Conus (Hemiconus) Cossmann, 1889 † => Hemiconus Cossmann, 1889 †
  - Conus (Hemiconus) granularis Borson, 1820 † => Artemidiconus granularis (Borson, 1820) †
- Conus (Kermasprella) Powell, 1958 => Conasprella Thiele, 1929
  - Conus (Kermasprella) raoulensis Powell, 1958 => Conasprella raoulensis (Powell, 1958)
- Conus (Kioconus) da Motta, 1991 => Conus (Splinoconus) da Motta, 1991
- Conus (Lilliconus) G. Raybaudi Massilia, 1994 => Lilliconus G. Raybaudi Massilia, 1994
  - Conus (Lilliconus) kuiperi Moolenbeek, 2006 => Pseudolilliconus kuiperi (Moolenbeek, 2006)
- Conus (Ongoconus) da Motta, 1991 => Conus (Splinoconus) da Motta, 1991
- Conus (Profundiconus) Kuroda, 1956 => Profundiconus Kuroda, 1956
  - Conus (Profundiconus) ikedai Ninomiya, 1987 => Profundiconus ikedai (Ninomiya, 1987)
  - Conus (Profundiconus) lani Crandall, 1979 => Profundiconus lani (Crandall, 1979)
  - Conus (Profundiconus) nigrostriatus Kosuge, 1979 => Profundiconus lani (Crandall, 1979)
- Conus (Pseudolilliconus) J. K. Tucker & Tenorio, 2009 => Pseudolilliconus J. K. Tucker & Tenorio, 2009
  - Conus (Pseudolilliconus) levis (Bozzetti, 2012) => Conus levis (Bozzetti, 2012)
  - Conus (Pseudolilliconus) scalarispira (Bozzetti, 2012)=> Conus scalarispira (Bozzetti, 2012)
  - Conus (Pseudolilliconus) boschorum Moolenbeek & Coomans, 1993 => Pseudolilliconus boschorum (Moolenbeek & Coomans, 1993)
  - Conus (Pseudolilliconus) korni G. Raybaudi Massilia, 1993 => Pseudolilliconus korni (G. Raybaudi Massilia, 1993)
  - Conus (Pseudolilliconus) kuiperi Moolenbeek, 2006 => Pseudolilliconus kuiperi (Moolenbeek, 2006)
  - Conus (Pseudolilliconus) molaerivus Dekkers, 2016 => Pygmaeconus molaerivus (Dekkers, 2016)
  - Conus (Pseudolilliconus) traillii A. Adams, 1855 => Pygmaeconus traillii (A. Adams, 1855)
  - Conus (Pseudolilliconus) visseri Delsaerdt, 1990 => Pygmaeconus visseri (Delsaerdt, 1990)
  - Conus (Pseudolilliconus) wallacei (Lorenz & H. Morrison, 2004) => Pygmaeconus wallacei (Lorenz & H. Morrison, 2004)
- Conus (Spuriconus) Petuch, 2003 => Conus (Lindaconus) Petuch, 2002
  - Conus (Spuriconus) humerosus Pilsbry, 1921 † => Conus humerosus Pilsbry, 1921 †
  - Conus (Spuriconus) kaesleri Hendricks, 2015 † => Conus kaesleri Hendricks, 2015 †
  - Conus (Spuriconus) lombardii Hendricks, 2015 † => Conus lombardii Hendricks, 2015 †
  - Conus (Spuriconus) spurius Gmelin, 1791 => Conus spurius Gmelin, 1791
- Conus (Strioconus) Thiele, 1929 => Conus (Pionoconus) Mörch, 1852
  - Conus (Strioconus) brontodes Shikama, 1979 => Conus kinoshitai (Kuroda, 1956)
- Conus (Theliconus) Swainson, 1840 => Hermes Montfort, 1810
- Conus (Vituliconus) da Motta, 1991 => Conus (Strategoconus) da Motta, 1991
- Conus aculeiformis Reeve, 1844 => Conasprella aculeiformis (Reeve, 1844)
- Conus acuminatus Hwass in Bruguière, 1792 => Conus locumtenens Blumenbach, 1791
- Conus acutimarginatus G. B. Sowerby II, 1866 => Conasprella acutimarginata (G. B. Sowerby II, 1866)
- Conus acutus G. B. Sowerby II, 1857 => Conus musicus Hwass in Bruguière, 1792
- Conus adansoni sensu G. B. Sowerby II, 1858 => Conus magus Linnaeus, 1758
- Conus adansonii Lamarck, 1810 => Conus ventricosus Gmelin, 1791
- Conus adonis Shikama, 1971 => Conasprella memiae (Habe & Kosuge, 1970)
- Conus adriaticus Nardo, 1847 => Conus ventricosus Gmelin, 1791
- Conus adustus G. B. Sowerby II, 1858 => Conus erythraeensis Reeve, 1843
- Conus aegrotus Reeve, 1849 => Conus furvus Reeve, 1843
- Conus affinis Gmelin, 1791 => Conus circumcisus Born, 1778
- Conus affinis Martin, 1879 † => Conus sannio Finlay, 1927 †
- Conus agassizii Dall, 1886 => Conasprella agassizi (Dall, 1886)
- Conus agrestis Mörch, 1850 => Conus buxeus loroisii Kiener, 1846
- Conus akabensis G. B. Sowerby III, 1887 => Conus quercinus [Lightfoot], 1786
- Conus albicans G. B. Sowerby II, 1857 => Conus furvus Reeve, 1843
- Conus albomaculatus G. B. Sowerby I, 1841 => Conus litoglyphus Hwass in Bruguière, 1792
- Conus albospira E. A. Smith, 1880 => Conus straturatus G. B. Sowerby II, 1865
- Conus albus G. B. Sowerby III, 1887 => Conus furvus Reeve, 1843
- Conus alexandremonteiroi (Cossignani, 2014) => Conasprella alexandremonteiroi (Cossignani, 2014)
- Conus alexisallaryi (Cossignani, 2018) => Conus magus Linnaeus, 1758
- Conus alfredensis Bartsch, 1915 => Conus tinianus Hwass in Bruguière, 1792
- Conus alisi Moolenbeek, Röckel & Richard, 1995 => Conasprella alisi (Moolenbeek, Röckel & Richard, 1995)
- Conus allamandi (Petuch, 2013) => Conasprella allamandi (Petuch, 2013)
- Conus allioni Michelotti, 1847 † => Conilithes allioni (Michelotti, 1847) †
- Conus alternatus Link, 1807 => Conus eburneus Hwass in Bruguière, 1792
- Conus altispiratus G. B. Sowerby II, 1873 => Conus mozambicus Hwass in Bruguière, 1792
- Conus alveolus G. B. Sowerby I, 1833 => Conus stramineus Lamarck, 1810
- Conus amabilis Lamarck, 1810 => Conus pertusus Hwass in Bruguière, 1792
- Conus amazonicus Nardo, 1847 => Conus ventricosus Gmelin, 1791
- Conus ambaroides Shikama, 1977 => Conus magus Linnaeus, 1758
- Conus amethystinus Trovão, 1975 => Conus carnalis G. B. Sowerby III, 1879
- Conus amiralis Hwass in Bruguière, 1792 => Conus cedonulli Linnaeus, 1767
- Conus anadema Tomlin, 1937 => Conus splendidulus G. B. Sowerby I, 1833
- Conus anaglypticus Crosse, 1865 => Conasprella anaglyptica (Crosse, 1865)
- Conus anceps A. Adams, 1854 => Conus consors G. B. Sowerby I, 1833
- Conus andrangae Schwengel, 1955 => Conus bartschi Hanna & A. M. Strong, 1949
- Conus angeluquei (Tenorio, Abalde & Zardoya, 2018) => Conus perrineae (Cossignani & Fiadeiro, 2018)
- Conus angolensis Paes Da Franca, 1957 => Conus zebroides Kiener, 1848
- Conus angulatus A. Adams, 1854 => Conus regularis G. B. Sowerby I, 1833
- Conus anosyensis Bozzetti, 2008 => Conus balteatus G. B. Sowerby I, 1833
- Conus antediluvianus Bruguière, 1792 † => Conus antidiluvianus Bruguière, 1792 †
- Conus anthonyi (Petuch, 1975) => Conus cuneolus Reeve, 1843
- Conus antidiluvianus Bruguière, 1792 † => Conilithes antidiluvianus (Bruguière, 1792) †
- Conus aphrodite Petuch, 1979 => Conasprella aphrodite (Petuch, 1979)
- Conus aquitanicus Mayer, 1858 † => Conasprella aquitanica (Mayer, 1858) †
- Conus arabicus Lamarck, 1810 => Conus litteratus Linnaeus, 1758
- Conus arachnoideus Gmelin, 1791 => Conus araneosus [Lightfoot], 1786
- Conus araneosus Hwass, 1792 => Conus araneosus [Lightfoot], 1786
- Conus arausiensis Reeve, 1843 => Conus daucus Hwass in Bruguière, 1792
- Conus arawak (Petuch & R. F. Myers, 2014) => Conasprella arawak (Petuch & R. F. Myers, 2014)
- Conus arbornatalis da Motta, 1978 => Conus amadis Gmelin, 1791
- Conus archetypus Crosse, 1865 => Conus ziczac archetypus Crosse, 1865
- Conus architalassus [Lightfoot], 1786 => Conus ammiralis Linnaeus, 1758
- Conus archithalassius Link, 1807 => Conus pulcher [Lightfoot], 1786
- Conus arcuatus Broderip & G. B. Sowerby I, 1829 => Conasprella arcuata (Broderip & G. B. Sowerby I, 1829)
- Conus arcuatus Gray, 1839 => Conasprella emarginata (Reeve, 1844)
- Conus armatus E. A. Smith, 1891 => Conus arenatus Hwass in Bruguière, 1792
- Conus armiger Crosse, 1858 => Conasprella armiger (Crosse, 1858)
- Conus armillatus C. B. Adams, 1850 => Conus hieroglyphus Duclos, 1833
- Conus articulatus G. B. Sowerby II, 1873 => Conasprella articulata (G. B. Sowerby II, 1873)
- Conus asper Lamarck, 1810 => Conus sulcatus Hwass in Bruguière, 1792
- Conus aspersus G. B. Sowerby I, 1833 => Conus ermineus Born, 1778
- Conus assimilis A. Adams, 1854 => Conus magus Linnaeus, 1758
- Conus atimovatae (Bozzetti, 2012) => Conus simonis Bozzetti, 2010
- Conus atlanticoselvagem Afonso & Tenorio, 2004 => Conus trochulus Reeve, 1844
- Conus atractus Tomlin, 1937 => Conus compressus G. B. Sowerby II, 1866
- Conus atramentosus Reeve, 1849 => Lovellona atramentosa (Reeve, 1849)
- Conus augur Hwass in Bruguière, 1792 => Conus augur [Lightfoot], 1786
- Conus auingeri de Gregorio, 1885 † => Conus berghausi Michelotti, 1847 †
- Conus auratus Hwass in Bruguière, 1792 => Conus aulicus Linnaeus, 1758
- Conus aureolus G. B. Sowerby II, 1858 => Conus anabathrum Crosse, 1865
- Conus auricomus Lamarck, 1810 => Conus aureus Hwass in Bruguière, 1792
- Conus aurora Lamarck, 1810 => Conus tinianus Hwass in Bruguière, 1792
- Conus austini Rehder & Abbott, 1951 => Conus cancellatus cancellatus Hwass in Bruguière, 1792
- Conus australis Lamarck, 1810 => Conus australis Holten, 1802
- Conus australis Schröter, 1803 => Conus mustelinus Hwass in Bruguière, 1792
- Conus baccatus G. B. Sowerby III, 1877 => Conasprella baccata (G. B. Sowerby III, 1877)
- Conus badius Kiener, 1845 => Conus namocanus Hwass in Bruguière, 1792
- Conus baiano Coltro, 2004 => Conus abrolhosensis Petuch, 1987
- Conus baileyi Röckel & da Motta, 1979 => Conasprella baileyi (Röckel & da Motta, 1979)
- Conus bajanensis Nowell-Usticke, 1968 => Conasprella bajanensis (Nowell-Usticke, 1968)
- Conus barbadensis Hwass in Bruguière, 1792 => Conus miliaris Hwass in Bruguière, 1792
- Conus bareti Vasseur, 1882 † => Eoconus bareti (Vasseur, 1882) †
- Conus baylei Jousseaume, 1872 => Conus spurius baylei Jousseaume, 1872
- Conus beckeri G. B. Sowerby III, 1911 => Conus pictus Reeve, 1843
- Conus beddomei G. B. Sowerby III, 1901 => Conus ziczac ziczac Megerle von Mühlfeld, 1816
- Conus bermudensis Clench, 1942 => Conasprella bermudensis (Clench, 1942)
- Conus bernardii Kiener, 1847 => Conus cinereus Hwass in Bruguière, 1792
- Conus bernardinoi (Cossignani, 2014) => Conus cuneolus Reeve, 1843
- Conus berschaueri (Petuch & R. F. Myers, 2014) => Conasprella berschaueri (Petuch & R. F. Myers, 2014)
- Conus bertarollae Costa & Simone, 1997 => Conus ziczac archetypus Crosse, 1865
- Conus berwerthi Hoernes & Auinger, 1879 † => Conasprella berwerthi (Hoernes & Auinger, 1879) †
- Conus biancae Bozzetti, 2010 => Conus archiepiscopus Hwass in Bruguière, 1792
- Conus bicolor G. B. Sowerby I, 1833 [March] => Conus litoglyphus Hwass in Bruguière, 1792
- Conus bicolor G. B. Sowerby I, 1833 [July] => Conus praecellens A. Adams, 1854
- Conus bicolor G. B. Sowerby I, 1833 [May] => Conus pulcher [Lightfoot], 1786
- Conus bifasciatus G. B. Sowerby II, 1857 => Conus attenuatus Reeve, 1844
- Conus bifasciatus Gmelin, 1791 => Conasprella centurio (Born, 1778)
- Conus biraghii (G. Raybaudi Massilia, 1992) => Lilliconus biraghii (G. Raybaudi Massilia, 1992)
- Conus bitleri da Motta, 1984 => Conus cordigera G. B. Sowerby II, 1866
- Conus blainvillei Kiener, 1850 => Conus fumigatus Hwass in Bruguière, 1792
- Conus blainvillii Vignard, 1829 => Conus pseudocedonulli Blainville, 1818
- Conus bodarti Coltro, 2004 => Conasprella bodarti (Coltro, 2004)
- Conus boholensis Petuch, 1979 => Conasprella boholensis (Petuch, 1979)
- Conus boivini Kiener, 1846 => Conus gubernator Hwass in Bruguière, 1792
- Conus borbonicus H. Adams, 1868 => Conus tulipa Linnaeus, 1758
- Conus borneensis G. B. Sowerby II, 1866 => Conus magus Linnaeus, 1758
- Conus borneensis A. Adams & Reeve, 1848 => Conasprella arcuata (Broderip & G. B. Sowerby I, 1829)
- Conus boschi Clover, 1972 => Conus melvilli G. B. Sowerby III, 1879
- Conus boschorum Moolenbeek & Coomans, 1993 => Pseudolilliconus boschorum (Moolenbeek & Coomans, 1993)
- Conus boubeeae G. B. Sowerby III, 1903 => Conasprella pusio (Hwass in Bruguière, 1792)
- Conus boucheti Richard, 1983 => Conasprella boucheti (Richard, 1983)
- Conus bougei G. B. Sowerby III, 1907 => Conus exiguus Lamarck, 1810
- Conus bozzettii Lauer, 1991 => Conasprella bozzettii (Lauer, 1991)
- Conus branhamae Clench, 1953 => Conasprella branhamae (Clench, 1953)
- Conus brasiliensis Clench, 1942 => Conus ziczac archetypus Crosse, 1865
- Conus brazieri G. B. Sowerby III, 1881 => Conus circumcisus Born, 1778
- Conus breviculus G. B. Sowerby I, 1833 => Conus pulcher [Lightfoot], 1786
- Conus brevis E. A. Smith, 1877 => Conus caracteristicus Fischer von Waldheim, 1807
- Conus brezinae Hoernes & Auinger, 1879 † => Conilithes brezinae (Hoernes & Auinger, 1879) †
- Conus brontodes Shikama, 1979 => Conus kinoshitai (Kuroda, 1956)
- Conus bruguieri Kiener, 1846 => Conus bruguieresi Kiener, 1846
- Conus bruguiersi Kiener, 1846 => Conus bruguieresi Kiener, 1846
- Conus buniatus (Bozzetti, 2013) => Conus varius Linnaeus, 1758
- Conus burckhardti Böse, 1906 † => Conasprella burckhardti (Böse, 1906) †
- Conus buxeus Reeve, 1844 => Conus furvus Reeve, 1843
- Conus cabraloi (Cossignani, 2014) => Conus crotchii Reeve, 1849
- Conus cabritii Bernardi, 1858 => Conus exiguus Lamarck, 1810
- Conus cacao Ferrario, 1983 => Conus mercator Linnaeus, 1758
- Conus caelatus A. Adams, 1854 => Conus marchionatus Hinds, 1843
- Conus caerulans Küster, 1838 => Conus ermineus Born, 1778
- Conus caerulescens Lamarck, 1810 => Conus cinereus Hwass in Bruguière, 1792
- Conus caffer F. Krauss, 1848 => Conus mozambicus Hwass in Bruguière, 1792
- Conus cagarralensis (Cossignani, 2014) => Conus longilineus Röckel, Rolán & Monteiro, 1980
- Conus caillaudi Jay, 1846 => Conus ventricosus Gmelin, 1791
- Conus cakobaui Moolenbeek, Röckel & Bouchet, 2008 => Profundiconus cakobaui (Moolenbeek, Röckel & Bouchet, 2008)
- Conus caledonicus Hwass in Bruguière, 1792 => Conus cedonulli Linnaeus, 1767
- Conus californicus Reeve, 1844 => Californiconus californicus (Reeve, 1844)
- Conus canaliculatus Brocchi, 1814 † => Conilithes canaliculatus (Brocchi, 1814) †
- Conus canaliculatus Dillwyn, 1817 => Conus malacanus Hwass in Bruguière, 1792
- Conus candidus Kiener, 1847 => Conus philippii Kiener, 1847
- Conus capricorni Van Mol, Tursch & Kempf, 1967 => Conus cancellatus capricorni Van Mol, Tursch & Kempf, 1967
- Conus caracanus Hwass in Bruguière, 1792 => Conus cedonulli insularis Gmelin, 1791
- Conus caribbaeus Clench, 1942 => Conus flavescens caribbaeus Clench, 1942
- Conus carinatus Swainson, 1822 => Conus magus Linnaeus, 1758
- Conus carmeli Tenison Woods, 1877 => Conus anemone Lamarck, 1810
- Conus carpenteri Crosse, 1865 => Conus litoglyphus Hwass in Bruguière, 1792
- Conus carpenterianus (Gabb, 1865) => Megasurcula carpenteriana (Gabb, 1865)
- Conus castrensis Gould, 1842 => Conus thalassiarchus G. B. Sowerby I, 1834
- Conus castus Reeve, 1844 => Conus daucus Hwass in Bruguière, 1792
- Conus catenatus G. B. Sowerby I, 1850 => Conus granarius Kiener, 1847
- Conus cavailloni Fenaux, 1942 => Conus inscriptus Reeve, 1843
- Conus cazalisoi (Cossignani & Fiadeiro, 2018) => Conus trochulus Reeve, 1844
- Conus cebuganus da Motta & R. Martin, 1982 => Conus australis Holten, 1802
- Conus cecilei Kiener, 1847 => Conus furvus Reeve, 1843
- Conus ceciliae Crosse, 1858 => Conus capitaneus Linnaeus, 1758
- Conus centurio Born, 1778 => Conasprella centurio (Born, 1778)
- Conus cercadensis Maury, 1917 † => Conasprella cercadensis (Maury, 1917) †
- Conus cerinus Reeve, 1848 => Conus boeticus Reeve, 1844
- Conus cernicus H. Adams, 1869 => Conus balteatus G. B. Sowerby I, 1833
- Conus cernohorskyi da Motta, 1983 => Conus magus Linnaeus, 1758
- Conus cervus sensu G. B. Sowerby I, 1838 => Conus cuvieri Crosse, 1858
- Conus ceylanensis Hwass in Bruguière, 1792 => Conus musicus Hwass in Bruguière, 1792
- Conus ceylonicus Reeve, 1849 => Conus zeylanicus Gmelin, 1791
- Conus ceylonicus G. B. Sowerby II, 1857 => Conus zeylanicus Gmelin, 1791
- Conus characteristicus Dillwyn, 1817 => Conus caracteristicus Fischer von Waldheim, 1807
- Conus chemnitzii Dillwyn, 1817 => Conus rattus Hwass in Bruguière, 1792
- Conus chenui Crosse, 1857 => Conus ferrugineus Hwass in Bruguière, 1792
- Conus chersoideus Nardo, 1847 => Conus ventricosus Gmelin, 1791
- Conus chinoi Shikama, 1970 => Conus distans Hwass in Bruguière, 1792
- Conus cholmondeleyi Melvill, 1900 => Conus textile Linnaeus, 1758
- Conus chrysocestus Berry, 1968 => Conus xanthicus Dall, 1910
- Conus chusaki da Motta, 1978 => Conus striatus Linnaeus, 1758
- Conus cibielii Kiener, 1849 => Conus gladiator Broderip, 1833
- Conus cidaris Kiener, 1846 => Conus magellanicus Hwass in Bruguière, 1792
- Conus cinctus Bosc, 1801 => Conus ventricosus Gmelin, 1791
- Conus cinctus Swainson, 1822 => Conus circumactus Iredale, 1929
- Conus cinctus Valenciennes, 1832 => Conasprella emarginata (Reeve, 1844)
- Conus cingulatus G. B. Sowerby I, 1825 => Conus adamsonii Broderip, 1836
- Conus cingulum Gmelin, 1791 => Conus quercinus [Lightfoot], 1786
- Conus circae G. B. Sowerby II, 1858 => Conus magus Linnaeus, 1758
- Conus circumclausus Fenaux, 1942 => Conus balteatus G. B. Sowerby I, 1833
- Conus circumsignatus Crosse, 1865 => Conus floccatus G. B. Sowerby I, 1841
- Conus citrinus Gmelin, 1791 => Conus regius Gmelin, 1791
- Conus citrinus Kiener, 1846 => Conus cocceus Reeve, 1844
- Conus clandestinatous Shikama, 1979 => Conus voluminalis Reeve, 1843
- Conus clandestinus Shikama, 1979 => Conus shikamai Coomans, Moolenbeek & Wils, 1985
- Conus clarki Rehder & Abbott, 1951 => Conasprella armiger (Crosse, 1858)
- Conus claudiae Tenorio & Afonso, 2004 => Conus calhetae Rolán, 1990
- Conus clenchi Martins, 1945 => Conus lemniscatus Reeve, 1849
- Conus clodianus Nardo, 1847 => Conus ventricosus Gmelin, 1791
- Conus clytospira Melvill & Standen, 1899 => Conus milneedwardsi clytospira Melvill & Standen, 1899
- Conus coelebs Hinds, 1843 => Conus terebra Born, 1778
- Conus coerulescens Schröter, 1803 => Conus ermineus Born, 1778
- Conus coletteae (Petuch, 2013) => Conasprella roberti (Richard, 2009)
- Conus colorovariegatus Kosuge, 1981 => Conus neptunus Reeve, 1843
- Conus colubrinus Lamarck, 1810 => Conus pennaceus Born, 1778
- Conus columba Hwass in Bruguière, 1792 => Conasprella puncticulata columba (Hwass in Bruguière, 1792)
- Conus comatosa Pilsbry, 1904 => Conasprella comatosa (Pilsbry, 1904)
- Conus communis Swainson, 1840 => Conus archiepiscopus Hwass in Bruguière, 1792
- Conus complanatus G. B. Sowerby II, 1866 => Conus victoriae Reeve, 1843
- Conus comptus Gould, 1853 => Conus purpurascens G. B. Sowerby I, 1833
- Conus comptus A. Adams, 1854 => Conus papilliferus G. B. Sowerby I, 1834
- Conus concatenatus Kiener, 1850 => Conus textile Linnaeus, 1758
- Conus concavitectum A. P. Brown & Pilsbry, 1911 † => Conus molis A. P. Brown & Pilsbry, 1911 †
- Conus concinnulus Crosse, 1858 => Parametaria dupontii (Kiener, 1846)
- Conus concinnus Broderip, 1833 => Parametaria dupontii (Kiener, 1846)
- Conus concinnus G. B. Sowerby II, 1866 => Conus biliosus (Röding, 1798)
- Conus concolor G. B. Sowerby I, 1841 => Conus hyaena concolor G. B. Sowerby II, 1841
- Conus condei (Afonso & Tenorio, 2014) => Conus crotchii Reeve, 1849
- Conus condensus G. B. Sowerby II, 1866 => Conus canonicus Hwass in Bruguière, 1792
- Conus connectens A. Adams, 1855 => Conus daucus Hwass in Bruguière, 1792
- Conus consanguineus E. A. Smith, 1880 => Conus fergusoni G. B. Sowerby II, 1873
- Conus consul Boivin, 1864 => Conus magus Linnaeus, 1758
- Conus contusus Reeve, 1848 => Conus monachus Linnaeus, 1758
- Conus convexus P. Marshall, 1918 † => Conus thorae Finlay, 1927 †
- Conus convolutus G. B. Sowerby II, 1858 => Conus omaria Hwass in Bruguière, 1792
- Conus cooki Brazier, 1870 => Conus aplustre Reeve, 1843
- Conus coralinus Habe & Kosuge, 1970 => Conus klemae (Cotton, 1953)
- Conus corbula G. B. Sowerby II, 1858 => Conus textile Linnaeus, 1758
- Conus corculum J. de C. Sowerby, 1841 † => Hemiconus scabriculus (Solander, 1766) †
- Conus coriolisi Moolenbeek & Richard, 1995 => Conasprella coriolisi (Moolenbeek & Richard, 1995)
- Conus coromandelicus E. A. Smith, 1894 => Conasprella coromandelica (E. A. Smith, 1894)
- Conus coronatus Reeve, 1849 => Pygmaeconus papalis (Weinkauff, 1875)
- Conus corrugatus G. B. Sowerby II, 1870 => Conasprella jaspidea (Gmelin, 1791)
- Conus costatus Holten, 1802 => Conus sulcatus Hwass in Bruguière, 1792
- Conus couderti Bernardi, 1860 => Conus erythraeensis Reeve, 1843
- Conus coxeni Brazier, 1875 => Conus cyanostoma A. Adams, 1854
- Conus coxianus G. B. Sowerby III, 1895 => Conus locumtenens Blumenbach, 1791
- Conus crassus G. B. Sowerby II, 1858 => Conus eburneus Hwass in Bruguière, 1792
- Conus crebrisulcatus G. B. Sowerby II, 1857 => Conasprella jaspidea (Gmelin, 1791)
- Conus crenulatus Kiener, 1850 => Conasprella armiger (Crosse, 1858)
- Conus crepusculum Reeve, 1844 => Conus furvus Reeve, 1843
- Conus cretaceus Kiener, 1847 => Conasprella mindana (Hwass in Bruguière, 1792)
- Conus cretheus Nardo, 1847 => Conus ventricosus Gmelin, 1791
- Conus crioulus Tenorio & Afonso, 2004 => Conus maioensis Trovão, Rolán & Félix-Alves, 1990
- Conus croceus E. A. Smith, 1877 => Conasprella hypochlorus (Tomlin, 1937)
- Conus crosseanus Bernardi, 1861 => Conus marmoreus Linnaeus, 1758
- Conus cumingii Reeve, 1849 => Conus virgatus Reeve, 1849
- Conus cuneatus G. B. Sowerby II, 1873 => Conus malacanus Hwass in Bruguière, 1792
- Conus cuneiformis E. A. Smith, 1877 => Conus inscriptus Reeve, 1843
- Conus dactylosus Kiener, 1847 => Conus auricomus Hwass in Bruguière, 1792
- Conus dalli Toula, 1911 † => Conasprella imitator (A. P. Brown & Pilsbry, 1911) †
- Conus damasoi Cossignani, 2007 => Conasprella damasoi (Cossignani, 2007)
- Conus damioi (Cossignani & Fiadeiro, 2015) => Conus roeckeli Rolán, 1980
- Conus danieli Crosse, 1858 => Conus algoensis G. B. Sowerby I, 1834
- Conus daullei Crosse, 1858 => Conus consors G. B. Sowerby I, 1833
- Conus dautzenbergi Fenaux, 1942 => Conus imperialis Linnaeus, 1758
- Conus debilis Fenaux, 1943 => Conus auricomus Hwass in Bruguière, 1792
- Conus deburghiae G. B. Sowerby II, 1857 => Conus nocturnus [Lightfoot], 1786
- Conus decrepitus Kiener, 1847 => Conus cocceus Reeve, 1844
- Conus delanoyi Trovão, 1979 => Conus delanoyae Trovão, 1979
- Conus delessertii Récluz, 1843 => Conasprella delessertii (Récluz, 1843)
- Conus delicatus Schepman, 1913 => Conasprella aculeiformis (Reeve, 1844)
- Conus delucai Coltro, 2004 => Conasprella delucai (Coltro, 2004)
- Conus demisgeraldoi (Cossignani & Fiadeiro, 2018) => Conus josephinae Rolán, 1980
- Conus dentatus Schröter, 1803 => Conoelix punctatus Swainson, 1821
- Conus deprehendens Prelle, 2009 => Conus betulinus Linnaeus, 1758
- Conus derelictus Deshayes, 1865 † => Eoconus derelictus (Deshayes, 1865) †
- Conus derrubado Rolán & F. Fernandes, 1990 => Conus damottai Trovão, 1979
- Conus deshayesii Reeve, 1843 => Conus cuvieri Crosse, 1858
- Conus desmotus Tomlin, 1937 => Conus granarius Kiener, 1847
- Conus dictator Melvill, 1898 => Conasprella dictator (Melvill, 1898)
- Conus dieteri Moolenbeek, Zandbergen & Bouchet, 2008 => Conasprella dieteri (Moolenbeek, Zandbergen & Bouchet, 2008)
- Conus dilectus Gould, 1850 => Conus textile Linnaeus, 1758
- Conus dillwynii Reeve, 1849 => Conus erythraeensis Reeve, 1843
- Conus discrepans G. B. Sowerby I, 1833 => Conus catus Hwass in Bruguière, 1792
- Conus disjunctus Deshayes, 1865 † => Hemiconus disjunctus (Deshayes, 1865) †
- Conus diversiformis Deshayes, 1835 † => Eoconus diversiformis (Deshayes, 1835) †
- Conus docensis (Cossignani & Fiadeiro, 2014) => Conus crotchii Reeve, 1849
- Conus dolium Boivin, 1864 => Conus pica A. Adams & Reeve, 1848
- Conus dondani Kosuge, 1981 => Profundiconus dondani (Kosuge, 1981)
- Conus dormitor Solander, 1766 † => Conorbis dormitor (Solander, 1766) †
- Conus douvillei Fenaux, 1942 => Conus imperialis Linnaeus, 1758
- Conus drangai Schwengel, 1955 => Conus orion Broderip, 1833
- Conus ducphuongi Thach, 2017 => Conus tessulatus Born, 1778
- Conus dujardini Deshayes, 1845 † => Conilithes exaltatus (Eichwald, 1830) †
- Conus duplicatus G. B. Sowerby I, 1823 => Conus australis Holten, 1802
- Conus dupontii Kiener, 1846 => Parametaria dupontii (Kiener, 1846)
- Conus duvali Bernardi, 1862 => Conasprella pusio (Hwass in Bruguière, 1792)
- Conus dux Hwass in Bruguière, 1792 => Conus circumcisus Born, 1778
- Conus dux Röding, 1798 => Conus maldivus Hwass in Bruguière, 1792
- Conus echinulatus Kiener, 1848 => Conasprella puncticulata (Hwass in Bruguière, 1792)
- Conus edentulus Reeve, 1844 => Mitra (Dibaphus) edentula Swainson, 1823
- Conus eduardi Delsaerdt, 1997 => Conus milneedwardsi eduardi Delsaerdt, 1997
- Conus edwardi Preston, 1908 => Conus zonatus Hwass in Bruguière, 1792
- Conus egregius G. B. Sowerby III, 1914 => Conus quercinus [Lightfoot], 1786
- Conus elegans G. B. Sowerby III, 1895 => Conasprella elegans (G. B. Sowerby III, 1895)
- Conus elegans Schepman, 1913 => Conasprella saecularis (Melvill, 1898)
- Conus elisae Kiener, 1846 => Conus pennaceus Born, 1778
- Conus elokismenos Kilburn, 1975 => Conasprella elokismenos (Kilburn, 1975)
- Conus elongatus Reeve, 1843 => Conus moreleti Crosse, 1858
- Conus elventinus Duclos, 1833 => Conasprella mindana (Hwass in Bruguière, 1792)
- Conus emarginatus Reeve, 1844 => Conasprella emarginata (Reeve, 1844)
- Conus emersoni Hanna, 1963 => Profundiconus emersoni (Hanna, 1963)
- Conus epaphus Nardo, 1847 => Conus ventricosus Gmelin, 1791
- Conus epaticus Renier, 1804 => Conus ventricosus Gmelin, 1791
- Conus episcopus Hwass in Bruguière, 1792 => Conus pennaceus Born, 1778
- Conus epistomioides Weinkauff, 1875 => Conus magus Linnaeus, 1758
- Conus epistomium Reeve, 1844 => Conus magus Linnaeus, 1758
- Conus eques Hwass in Bruguière, 1792 => Conus ermineus Born, 1778
- Conus ericmonnieri (Petuch & R. F. Myers, 2014) => Conasprella ericmonnieri (Petuch & R. F. Myers, 2014)
- Conus errosus Renier, 1804 => Conus ventricosus Gmelin, 1791
- Conus erythraeozonatus Barros e Cunha, 1933 => Conus flavidus Lamarck, 1810
- Conus eucoronatus G. B. Sowerby III, 1903 => Conasprella eucoronata (G. B. Sowerby III, 1903)
- Conus euetrios G. B. Sowerby III, 1882 => Conus archiepiscopus Hwass in Bruguière, 1792
- Conus eugrammatus Bartsch & Rehder, 1943 => Conasprella eugrammata (Bartsch & Rehder, 1943)
- Conus eumitus Tomlin, 1926 => Conus archiepiscopus Hwass in Bruguière, 1792
- Conus euschemon Tomlin, 1937 => Conus timorensis Hwass in Bruguière, 1792
- Conus evelynae G. B. Sowerby III, 1882 => Conus gladiator Broderip, 1833
- Conus evorai Monteiro, C. Fernandes & Rolán, 1995 => Conus crotchii Reeve, 1849
- Conus exaltatus Eichwald, 1830 † => Conilithes exaltatus (Eichwald, 1830) †
- Conus exaratus Reeve, 1844 => Conus cinereus Hwass in Bruguière, 1792
- Conus excavatus G. B. Sowerby II, 1866 => Conus fumigatus Hwass in Bruguière, 1792
- Conus exdeshayesi Sacco, 1893 => Conus cuvieri Crosse, 1858
- Conus exiguus Eichwald, 1830 † => Conilithes eichwaldi Harzhauser & Landau, 2016 †
- Conus exquisitus G. B. Sowerby III, 1887 => Conus cardinalis Hwass in Bruguière, 1792
- Conus exumaensis (Petuch, 2013) => Conasprella exumaensis (Petuch, 2013)
- Conus fabula G. B. Sowerby I, 1833 => Conus coffeae Gmelin, 1791
- Conus fantasmalis Rolán, 1990 => Conus fuscoflavus Röckel, Rolán & Monteiro, 1980
- Conus fasciatus G. B. Sowerby II, 1858 => Conus ochroleucus Gmelin, 1791
- Conus fasciatus Kiener, 1850 => Conus splendidulus G. B. Sowerby I, 1833
- Conus fasciatus Perry, 1811 => Conus genuanus Linnaeus, 1758
- Conus fasciatus A. Adams, 1854 => Conus attenuatus Reeve, 1844
- Conus fasciatus Martin, 1884 † => Leptoconus jocus Finlay, 1927 †
- Conus felinus Link, 1807 => Conus spectrum Linnaeus, 1758
- Conus fenzani (Petuch & Sargent, 2011) => Conasprella fenzani (Petuch & Sargent, 2011)
- Conus fernandi (Petuch & Berschauer, 2018) => Conus guinaicus Hwass in Bruguière, 1792
- Conus ferrugatus G. B. Sowerby I, 1834 => Conus monilifer Broderip, 1833
- Conus festivus Dillwyn, 1817 => Conus pertusus Hwass in Bruguière, 1792
- Conus fiadeiroi (Tenorio, Afonso, Cunha & Rolán, 2014) => Conus crotchii Reeve, 1849
- Conus fijiensis Moolenbeek, Röckel & Bouchet, 2008 => Conasprella fijiensis (Moolenbeek, Röckel & Bouchet, 2008)
- Conus filamentosus Reeve, 1849 => Conus spectrum Linnaeus, 1758
- Conus filicinctus Schepman, 1913 => Conus voluminalis Reeve, 1843
- Conus finkli Petuch, 1987 => Conus cancellatus finkli Petuch, 1987
- Conus flammeus Lamarck, 1810 => Conus spurius lorenzianus Dillwyn, 1817
- Conus fletcheri Petuch & Mendenhall, 1972 => Conus pergrandis (Iredale, 1937)
- Conus flindersi Brazier, 1898 => Conus anemone Lamarck, 1810
- Conus floridanus Gabb, 1869 => Conus anabathrum anabathrum Crosse, 1865
- Conus floridensis G. B. Sowerby II, 1870 => Conus anabathrum Crosse, 1865
- Conus floridus G. B. Sowerby II, 1858 => Conus striatus Linnaeus, 1758
- Conus fluctifer Dillwyn, 1817 => Conus pulcher [Lightfoot], 1786
- Conus fluviamaris (Petuch & Sargent, 2011) => Conasprella fluviamaris (Petuch & Sargent, 2011)
- Conus fontonae Rolán & Trovão, 1990 => Conus cuneolus Reeve, 1843
- Conus fortdauphinensis (Bozzetti, 2015) => Conus praelatus Hwass in Bruguière, 1792
- Conus fortis Renier, 1804 => Conus ventricosus Gmelin, 1791
- Conus franciscanus Bruguière, 1792 => Conus guinaicus Hwass in Bruguière, 1792
- Conus frauenfeldi Crosse, 1865 => Conus magus Linnaeus, 1758
- Conus frausseni Tenorio & Poppe, 2004 => Profundiconus frausseni (Tenorio & Poppe, 2004)
- Conus frisbeyae Clench & Pulley, 1952 => Conasprella armiger (Crosse, 1858)
- Conus frostianus Brazier, 1898 => Conus monachus Linnaeus, 1758
- Conus fucatus Reeve, 1849 => Conus magus Linnaeus, 1758
- Conus fulgetrum G. B. Sowerby I, 1834 => Conus miliaris Hwass in Bruguière, 1792
- Conus fulgurans Hwass in Bruguière, 1792 => Conus fulmineus Gmelin, 1791
- Conus fultoni G. B. Sowerby III, 1887 => Conus boeticus Reeve, 1844
- Conus fulvobullatus da Motta, 1982 => Conus magus Linnaeus, 1758
- Conus fulvocinctus Crosse, 1872 => Conus fergusoni G. B. Sowerby II, 1873
- Conus fulvostriatus Fenaux, 1942 => Conus quercinus [Lightfoot], 1786
- Conus fulvus Fenaux, 1943 => Conus flavescens G. B. Sowerby I, 1834
- Conus fulvus G. B. Sowerby III, 1889 => Conus tinianus Hwass in Bruguière, 1792
- Conus fuscomaculatus E. A. Smith, 1877 => Conus stramineus Lamarck, 1810
- Conus fusiformis Lamarck, 1810 => Conus compressus G. B. Sowerby II, 1866
- Conus fusiformis Pease, 1861 => Conus parvus Pease, 1868
- Conus fusiformis Fischer von Waldheim, 1807 => Conus glans Hwass in Bruguière, 1792
- Conus fustigatus Hwass in Bruguière, 1792 => Conus pulicarius Hwass in Bruguière, 1792
- Conus fusus Gmelin, 1791 => Conus terebra Born, 1778
- Conus gabrielae Rolán & Röckel, 2000 => Conus negroides Kaicher, 1977
- Conus gabrielii Kiener, 1846 => Conus cinereus Hwass in Bruguière, 1792
- Conus gabryae (1802) Röckel & Korn, 1992 => Conus australis Holten, 1802
- Conus gadesi Espinosa & Ortea, 2005 => Conus regius Gmelin, 1791
- Conus galloprovincialis Locard, 1886 => Conus ventricosus Gmelin, 1791
- Conus gambiensis (Petuch & Berschauer, 2018) => Conus guinaicus Hwass in Bruguière, 1792
- Conus gattegnoi Poppe & Tagaro, 2017 => Conasprella gattegnoi (Poppe & Tagaro, 2017)
- Conus gaza Johnson & Pilsbry, 1911 † => Conus multiliratus Böse, 1906 †
- Conus geeraertsi Poppe & Tagaro, 2017 => Conasprella geeraertsi (Poppe & Tagaro, 2017)
- Conus gemmulatus G. B. Sowerby II, 1870 => Conus acutangulus Lamarck, 1810
- Conus gigas Fischer von Waldheim, 1807 => Conus pulcher [Lightfoot], 1786
- Conus gilberti (Bozzetti, 2012) => Conus balteatus G. B. Sowerby I, 1833
- Conus gilchristi G. B. Sowerby III, 1903 => Conus natalis G. B. Sowerby II, 1858
- Conus glaucescens G. B. Sowerby I, 1834 => Conus ventricosus Gmelin, 1791
- Conus gloria Bosc, 1801 => Conus gloriamaris Chemnitz, 1777
- Conus gloriamaris Perry, 1810 => Conus textile Linnaeus, 1758
- Conus gloynei G. B. Sowerby III, 1881 => Conus gladiator Broderip, 1833
- Conus gordyi Röckel & Bondarev, 2000 => Conasprella gordyi (Röckel & Bondarev, 2000)
- Conus gracianus da Motta & Blöcher, 1982 => Conus aulicus Linnaeus, 1758
- Conus gracilis (1828) Wood, 1828 => Conus timorensis Hwass in Bruguière, 1792
- Conus gracilis (1875) G. B. Sowerby III, 1875 => Conasprella hopwoodi (Tomlin, 1937)
- Conus gracilis (1823) G. B. Sowerby I, 1823 => Conus australis Holten, 1802
- Conus gradatus Reeve, 1843 => Conus scalarissimus da Motta, 1988
- Conus granatinus Deshayes, 1865 † => Hemiconus granatinus (Deshayes, 1865) †
- Conus grandis G. B. Sowerby I, 1823 => Conus pulcher [Lightfoot], 1786
- Conus granifer Reeve, 1849 => Conus furvus Reeve, 1843
- Conus granularis Borson, 1820 † => Hemiconus granularis (Borson, 1820) †
- Conus granulatocinctus Mayer-Eymar, 1892 † => Hemiconus granularis (Borson, 1820) †
- Conus granuliferus Grateloup, 1835 † => Artemidiconus granularis (Borson, 1820) †
- Conus grayi Reeve, 1844 => Conus ermineus Born, 1778
- Conus grenadensis Hwass in Bruguière, 1792 => Conus cedonulli Linnaeus, 1767
- Conus griseus Kiener, 1846 => Conus ambiguus Reeve, 1844
- Conus grohi Tenorio & Poppe, 2004 => Conasprella grohi (Tenorio & Poppe, 2004)
- Conus grondini Larue, 1995 => Conus moluccensis Küster, 1838
- Conus grossii Maravigna, 1853 => Conus ventricosus Gmelin, 1791
- Conus grueneri Reeve, 1844 => Conus litteratus Linnaeus, 1758
- Conus gubba Kiener, 1848 => Conus cinereus Hwass in Bruguière, 1792
- Conus guestieri Lorois, 1860 => Conus ventricosus Gmelin, 1791
- Conus guidopoppei G. Raybaudi Massilia, 2005 => Conasprella guidopoppei (G. Raybaudi Massilia, 2005)
- Conus guttatus Kiener, 1848 => Conus lineopunctatus Kaicher, 1977
- Conus guyanensis Van Mol, 1973 => Conasprella bajanensis (Nowell-Usticke, 1968)
- Conus halitropus Bartsch & Rehder, 1943 => Conus obscurus G. B. Sowerby I, 1833
- Conus halli da Motta, 1983 => Conus hyaena Hwass in Bruguière, 1792
- Conus hamilli Crosse, 1858 => Conus erythraeensis Reeve, 1843
- Conus hammatus Bartsch & Rehder, 1943 => Conus circumactus Iredale, 1929
- Conus hanleyi G. B. Sowerby II, 1857 => Conus ventricosus Gmelin, 1791
- Conus harrisi Olsson, 1922 † => Conasprella burckhardti (Böse, 1906) †
- Conus hawaiensis Kaicher, 1956 => Conus suturatus Reeve, 1844
- Conus hayesi Korn, 2000 => Conus brianhayesi Korn, 2001
- Conus hedgesi G. B. Sowerby III, 1913 => Conus iodostoma Reeve, 1843
- Conus henckesi Coltro, 2004 => Conasprella henckesi (Coltro, 2004)
- Conus henoquei Bernardi, 1860 => Conus fumigatus Hwass in Bruguière, 1792
- Conus henriquei (Petuch & R. F. Myers, 2014) => Conasprella henriquei (Petuch & R. F. Myers, 2014)
- Conus hepaticus Kiener, 1847 => Conus quercinus [Lightfoot], 1786
- Conus hereditarius da Motta, 1987 => Conus pseudocedonulli Blainville, 1818
- Conus herillus Nardo, 1847 => Conus ventricosus Gmelin, 1791
- Conus herndli (Petuch & R. F. Myers, 2014) => Conasprella herndli (Petuch & R. F. Myers, 2014)
- Conus hevassii A. Adams, 1854 => Conus varius Linnaeus, 1758
- Conus hivanus Moolenbeek, Zandbergen & Bouchet, 2008 => Conasprella hivana (Moolenbeek, Zandbergen & Bouchet, 2008)
- Conus holemani Nowell-Usticke, 1968 => Conus cedonulli Linnaeus, 1767
- Conus hopwoodi Tomlin, 1937 => Conasprella hopwoodi (Tomlin, 1937)
- Conus howelli Iredale, 1929 => Conasprella howelli (Iredale, 1929)
- Conus huberi Thach, 2018 => Conus striatus Linnaeus, 1758
- Conus huberorum da Motta, 1989 => Conus buxeus loroisii Kiener, 1846
- Conus humilis von Salis Marschlins, 1793 => Conus ventricosus Gmelin, 1791
- Conus hunti Wils & Moolenbeek, 1979 => Conus fosteri f. hunti Wils & Moolenbeek, 1979
- Conus huttoni Tate, 1890 † => Conilithes wollastoni P. A. Maxwell, 1978 †
- Conus hypochlorus Tomlin, 1937 => Conasprella insculpta (Kiener, 1847)
- Conus iansa Petuch, 1979 => Conasprella iansa (Petuch, 1979)
- Conus iberogermanicus Röckel, Rolán & Monteiro, 1980 => Conus irregularis G. B. Sowerby II, 1858
- Conus ichinoseanus (Kuroda, 1956) => Conasprella ichinoseana (Kuroda, 1956)
- Conus ignobilis Olivi, 1792 => Conus ventricosus Gmelin, 1791
- Conus iheringi Frenguelli, 1946 => Conus carcellesi Martins, 1945
- Conus ikedai Ninomiya, 1987 => Profundiconus ikedai (Ninomiya, 1987)
- Conus imitator A. P. Brown & Pilsbry, 1911 † => Conasprella imitator (A. P. Brown & Pilsbry, 1911) †
- Conus imperator Woolacott, 1956 => Conus biliosus parvulus Link, 1807
- Conus inaequalis Reeve, 1849 => Conus ventricosus Gmelin, 1791
- Conus incarnatus Reeve, 1844 => Conus hyaena Hwass in Bruguière, 1792
- Conus incinctus Fenaux, 1942 => Conus anemone Lamarck, 1810
- Conus incurvus G. B. Sowerby I, 1833 => Conus regularis G. B. Sowerby I, 1833
- Conus induratus Reeve, 1849 => Conus erythraeensis Reeve, 1843
- Conus inermis Tinker, 1952 => Conus litoglyphus Hwass in Bruguière, 1792
- Conus informis Hwass in Bruguière, 1792 => Conus mozambicus Hwass in Bruguière, 1792
- Conus innexus A. Adams, 1854 => Conus consors G. B. Sowerby I, 1833
- Conus innotabilis E. A. Smith, 1892 => Conus cyanostoma A. Adams, 1854
- Conus inquinatus Reeve, 1849 => Conus ermineus Born, 1778
- Conus insculptus Kiener, 1847 => Conasprella insculpta (Kiener, 1847)
- Conus insignis G. B. Sowerby I, 1833 => Conus locumtenens Blumenbach, 1791
- Conus intermedius Lamarck, 1810 => Conus ventricosus Gmelin, 1791
- Conus intermedius Reeve, 1843 => Conus eldredi J. P. E. Morrison, 1955
- Conus interruptus Wood, 1828 => Conus brunneus W. Wood, 1828
- Conus interruptus Broderip & G. B. Sowerby I, 1829 => Conasprella ximenes (Gray, 1839)
- Conus ione Fulton, 1938 => Conasprella ione (Fulton, 1938)
- Conus irregularis G. B. Sowerby II, 1858 => Conus crotchii Reeve, 1849
- Conus istriensis Nardo, 1847 => Conus ventricosus Gmelin, 1791
- Conus jacquescolombi (Monnier & Limpalaër, 2016) => Conus riosi Petuch, 1986
- Conus jamaicensis Hwass in Bruguière, 1792 => Conus ventricosus Gmelin, 1791
- Conus janowskyae (J. K. Tucker & Tenorio, 2011) => Conasprella janowskyae (J. K. Tucker & Tenorio, 2011)
- Conus japonicus Hwass in Bruguière, 1792 => Conasprella spirofilis (Habe & Kosuge, 1970)
- Conus jaspideus Gmelin, 1791 => Conasprella jaspidea (Gmelin, 1791)
- Conus jaspideus Kiener, 1846 => Conus algoensis G. B. Sowerby I, 1834
- Conus jaspis Salis Marschlins, 1793 => Conus ventricosus Gmelin, 1791
- Conus jeanmartini (G. Raybaudi Massilia, 1992) => Profundiconus jeanmartini G. Raybaudi Massilia, 1992
- Conus jeffreyi (Petuch & Sargent, 2011) => Conus quercinus [Lightfoot], 1786
- Conus joliveti Moolenbeek, Röckel & Bouchet, 2008 => Conasprella joliveti (Moolenbeek, Röckel & Bouchet, 2008)
- Conus josegeraldoi (Cossignani & Fiadeiro, 2018) => Conus crotchii Reeve, 1849
- Conus jousseaumei Couturier, 1891 => Conus thomae Gmelin, 1791
- Conus jukesii Reeve, 1848 => Conus papilliferus G. B. Sowerby I, 1834
- Conus juliae Clench, 1942 => Conus amphiurgus Dall, 1889
- Conus kanakinus Richard, 1983 => Profundiconus kanakinus (Richard, 1983)
- Conus kantanganus da Motta, 1982 => Conasprella longurionis (Kiener, 1847)
- Conus karinae Nowell-Usticke, 1968 => Conasprella mindana (Hwass in Bruguière, 1792)
- Conus keatiformis Shikama & Oishi, 1977 => Conus inscriptus Reeve, 1843
- Conus kenyonae Brazier, 1896 => Conus distans Hwass in Bruguière, 1792
- Conus kersteni Thach, 2017 => Conus vexillum Gmelin, 1791
- Conus kieneri Crosse, 1858 => Conus cocceus Reeve, 1844
- Conus kimioi (Habe, 1965) => Conasprella kimioi (Habe, 1965)
- Conus kintoki Coomans & Moolenbeek, 1982 => Conus kintoki Habe & Kosuge, 1970
- Conus kitteredgei Maury, 1917 † => Conasprella kitteredgei (Maury, 1917) †
- Conus kobelti Löbbecke, 1882 => Conus hyaena Hwass in Bruguière, 1792
- Conus kohni McLean & Nybakken, 1979 => Conasprella kohni (McLean & Nybakken, 1979)
- Conus kongaensis da Motta, 1984 => Conus wittigi Walls, 1977
- Conus korni G. Raybaudi Massilia, 1993 => Pseudolilliconus korni (G. Raybaudi Massilia, 1993)
- Conus krabiensis da Motta, 1982 => Conus generalis Linnaeus, 1767
- Conus kraussi W. H. Turton, 1932 => Conus tinianus Hwass in Bruguière, 1792
- Conus kuiperi Moolenbeek, 2006 => Pseudolilliconus kuiperi (Moolenbeek, 2006)
- Conus kurzi Petuch, 1974 => Conus sazanka Shikama, 1970
- Conus lachrymosus Reeve, 1849 => Conus boeticus Reeve, 1844
- Conus lacinulatus Kiener, 1850 => Conus litoglyphus Hwass in Bruguière, 1792
- Conus lacteus Lamarck, 1810 => Conus purissimus Filmer, 2011
- Conus laetus Gmelin, 1791 => Conus granulatus Linnaeus, 1758
- Conus laevigatus G. B. Sowerby II, 1858 => Conus namocanus Hwass in Bruguière, 1792
- Conus laevis Crosse, 1858 => Conus namocanus Hwass in Bruguière, 1792
- Conus laevis Gmelin, 1791 => Conus circumcisus Born, 1778
- Conus lani Crandall, 1979 => Profundiconus lani (Crandall, 1979)
- Conus lapideus Holten, 1802 => Conus zonatus Hwass in Bruguière, 1792
- Conus lapulapui da Motta & R. Martin, 1982 => Conasprella lapulapui (da Motta & R. Martin, 1982)
- Conus latifasciatus G. B. Sowerby II, 1858 => Conus janus Hwass in Bruguière, 1792
- Conus lautus Reeve, 1844 => Conus mozambicus Hwass in Bruguière, 1792
- Conus lavendulus Bartsch, 1915 => Conus tinianus Hwass in Bruguière, 1792
- Conus leaeneus Link, 1807 => Conus ermineus Born, 1778
- Conus lemuriensis Wils & Delsaerdt, 1989 => Conus milneedwardsi lemuriensis Wils & Delsaerdt, 1989
- Conus lenhilli Cargile, 1998 => Conasprella lenhilli (Cargile, 1998)
- Conus lentiginosus Reeve, 1844 => Conasprella lentiginosa (Reeve, 1844)
- Conus leoninus Hwass in Bruguière, 1792 => Conus spurius Gmelin, 1791
- Conus leoninus [Lightfoot], 1786 => Conus striatus Linnaeus, 1758
- Conus leoninus Gmelin, 1791 => Conus pulcher [Lightfoot], 1786
- Conus leopardus Dillwyn, 1817 => Conus vexillum Gmelin, 1791
- Conus leucostictus Gmelin, 1791 => Conus regius Gmelin, 1791
- Conus lictor Boivin, 1864 => Conus striatellus Link, 1807
- Conus lignarius Reeve, 1843 => Conus furvus Reeve, 1843
- Conus lineatus Hwass in Bruguière, 1792 => Conus striatellus Link, 1807
- Conus lineatus Solander, 1766 † => Hemiconus scabriculus (Solander, 1766) †
- Conus lineolatus Valenciennes, 1832 => Conus princeps Linnaeus, 1758
- Conus liratus Reeve, 1844 => Conus sphacelatus G. B. Sowerby I, 1833
- Conus listeri Renier, 1804 => Conus ventricosus Gmelin, 1791
- Conus lizarum (Raybaudi Massilia & da Motta, 1992) => Conasprella lizarum (Raybaudi Massilia & da Motta, 1992)
- Conus loebbeckeanus Weinkauff, 1873 => Conus ferrugineus Hwass in Bruguière, 1792
- Conus lombei G. B. Sowerby III, 1881 => Conasprella articulata (G. B. Sowerby II, 1873)
- Conus longurionis Kiener, 1847 => Conasprella longurionis (Kiener, 1847)
- Conus lorenzi (Monnier & Limpalaër, 2012) => Conasprella lorenzi Monnier & Limpalaër, 2012
- Conus loroisii Kiener, 1846 => Conus buxeus loroisii Kiener, 1846
- Conus lovellreevei G. Raybaudi Massilia, 1993 => Conus asiaticus lovellreevei G. Raybaudi Massilia, 1993
- Conus loveni F. Krauss, 1848 => Conus tinianus Hwass in Bruguière, 1792
- Conus loyaltiensis Röckel & Moolenbeek, 1995 => Profundiconus loyaltiensis (Röckel & Moolenbeek, 1995)
- Conus lubeckianus Bernardi, 1861 => Conus cardinalis Hwass in Bruguière, 1792
- Conus lucasi (Bozzetti, 2010) => Conus chiapponorum Lorenz, 2004
- Conus lucidus W. Wood, 1828 => Conasprella lucida (W. Wood, 1828)
- Conus lucirensis Paes Da Franca, 1957 => Conus chytreus Tryon, 1884
- Conus luctificus Reeve, 1848 => Conus fumigatus Hwass in Bruguière, 1792
- Conus luquei Rolán & Trovão, 1990 => Conus delanoyae Trovão, 1979
- Conus luridus A. Adams, 1854 => Conus taslei Kiener, 1850
- Conus luziensis Rolán, Röckel & Monteiro, 1983 => Conus grahami luziensis Rolán, Röckel & Monteiro, 1983
- Conus luzonicus sensu G. B. Sowerby II, 1858 => Conus purpurascens G. B. Sowerby I, 1833
- Conus luzonicus Hwass in Bruguière, 1792 => Conus ermineus Born, 1778
- Conus lyratus P. Marshall, 1918 † => Conilithes lyratus (P. Marshall, 1918) †
- Conus macarae Bernardi, 1857 => Conus voluminalis Reeve, 1843
- Conus macei Crosse, 1865 => Conus mozambicus Hwass in Bruguière, 1792
- Conus mackintoshi (Petuch, 2013) => Conasprella mackintoshi (Petuch, 2013)
- Conus macleayana Tenison Woods, 1877 => Conasprella rutila (Menke, 1843)
- Conus maculatus G. B. Sowerby II, 1858 => Conus anemone Lamarck, 1810
- Conus maculatus Perry, 1811 => Conus marmoreus Linnaeus, 1758
- Conus maculatus Bosc, 1801 => Conus sponsalis Hwass in Bruguière, 1792
- Conus maculospira Pilsbry, 1922 => Conus inscriptus Reeve, 1843
- Conus maculosus G. B. Sowerby I, 1833 => Conus anemone Lamarck, 1810
- Conus madurensis Hwass in Bruguière, 1792 => Conus ventricosus Gmelin, 1791
- Conus magdalenae Kiener, 1847 => Conus floccatus G. B. Sowerby I, 1841
- Conus magdalenensis Bartsch & Rehder, 1939 => Conus regularis G. B. Sowerby I, 1833
- Conus mahogani Reeve, 1843 => Conasprella mahogani (Reeve, 1843)
- Conus maltzanianus Weinkauff, 1873 => Conus frigidus Reeve, 1848
- Conus mamillaris Green, 1830 => Conus daucus daucus Hwass in Bruguière, 1792
- Conus mappa Hwass in Bruguière, 1792 => Conus mappa [Lightfoot], 1786
- Conus mappa Crosse, 1858 => Conus eldredi J. P. E. Morrison, 1955
- Conus marckeppensi (Cossignani & Fiadeiro, 2017) => Conus josephinae Rolán, 1980
- Conus marcocastellazzii (Cossignani & Fiadeiro, 2014) => Conus maioensis Trovão, Rolán & Félix-Alves, 1990
- Conus mariei Jousseaume, 1899 => Conus thalassiarchus G. B. Sowerby I, 1834
- Conus marmoreus Perry, 1811 => Conus monile Hwass in Bruguière, 1792
- Conus martinicanus Hwass in Bruguière, 1792 => Conus cedonull Linnaeus, 1767
- Conus masoni G. Nevill & H. Nevill, 1874 => Conus caracteristicus Fischer von Waldheim, 1807
- Conus massemini (Monnier & Limpalaër, 2016) => Conus daucus Hwass in Bruguière, 1792
- Conus mauricioi Coltro, 2004 => Conus ziczac archetypus Crosse, 1865
- Conus mauritianus Hwass in Bruguière, 1792 => Conasprella puncticulata (Hwass in Bruguière, 1792)
- Conus mayaguensis Nowell-Usticke, 1968 => Conus cardinalis Hwass in Bruguière, 1792
- Conus mazei Deshayes, 1874 => Conasprella mazei (Deshayes, 1874)
- Conus mcgintyi Pilsbry, 1955 => Conasprella mcgintyi (Pilsbry, 1955)
- Conus mediterraneus Hwass in Bruguière, 1792 => Conus ventricosus Gmelin, 1791
- Conus melancholicus Lamarck, 1810 => Conus magus Linnaeus, 1758
- Conus meleus G. B. Sowerby III, 1913 => Conus boeticus Reeve, 1844
- Conus melinus Shikama, 1964 => Conus mustelinus Hwass in Bruguière, 1792
- Conus melissae Tenorio, Afonso & Rolán, 2008 => Conus longilineus Röckel, Rolán & Monteiro, 1980
- Conus memiae (Habe & Kosuge, 1970) => Conasprella memiae (Habe & Kosuge, 1970)
- Conus merleti Mayissian, 1974 => Conus moluccensis f. merleti Mayissian, 1974
- Conus messiasi Rolán & F. Fernandes, 1990 => Conus fuscoflavus Röckel, Rolán & Monteiro, 1980
- Conus metcalfei Angas, 1877 => Conus angasi Tryon, 1884
- Conus metcalfii Reeve, 1843 => Conus magus Linnaeus, 1758
- Conus micarius Hedley, 1912 => Pygmaeconus micarius (Hedley, 1912)
- Conus mighelsi Kiener, 1847 => Conus musicus Hwass in Bruguière, 1792
- Conus miguelfiaderoi (Cossignani & Fiadeiro, 2015) => Conus vulcanus Tenorio & Afonso, 2004
- Conus millepunctatus Lamarck, 1822 => Conus leopardus (Röding, 1798)
- Conus mindanus Hwass in Bruguière, 1792 => Conasprella mindana (Hwass in Bruguière, 1792)
- Conus minimus Linnaeus, 1758
- Conus miniturritus (Bozzetti, 2017) => Conus praelatus Hwass in Bruguière, 1792
- Conus minutus Schröter, 1803 => Conus jickelii Weinkauff, 1873
- Conus minutus Reeve, 1844 => Conasprella pusio (Hwass in Bruguière, 1792)
- Conus mirmillo Crosse, 1865 => Conus ferrugineus Hwass in Bruguière, 1792
- Conus miser Boivin, 1864 => Conus ambiguus Reeve, 1844
- Conus mitraeformis G. B. Sowerby II, 1870 => Conus mitratus Hwass in Bruguière, 1792
- Conus modestus G. B. Sowerby I, 1833 => Conus fulmen Reeve, 1843
- Conus molaerivus Dekkers, 2016 => Pygmaeconus molaerivus (Dekkers, 2016)
- Conus monstrosus Küster, 1838 => Conus araneosus [Lightfoot], 1786
- Conus mordeirae Rolán & Trovão, 1990 => Conus cuneolus Reeve, 1843
- Conus morroensis (Cossignani & Fiadeiro, 2014) => Conus diminutus Trovão & Rolán, 1986
- Conus moussoni Crosse, 1865 => Conus balteatus G. B. Sowerby I, 1833
- Conus multibandatus Bozzetti, 2017 => Conus coronatus Gmelin, 1791
- Conus multicatenatus G. B. Sowerby II, 1865 => Conus locumtenens Blumenbach, 1791
- Conus multilineatus G. B. Sowerby III, 1875 => Conus furvus Reeve, 1843
- Conus muscosus Lamarck, 1810 => Conus caracteristicus Fischer von Waldheim, 1807
- Conus musivum G. B. Sowerby I, 1833 => Conus legatus Lamarck, 1810
- Conus musivus Trovão, 1975 => Conus alexandrinus Kaicher, 1977
- Conus mutabilis Reeve, 1844 => Conus hyaena Hwass in Bruguière, 1792
- Conus nahoniaraensis da Motta, 1986 => Conus zebra Lamarck, 1810
- Conus narcissus Lamarck, 1810 => Conus ermineus Born, 1778
- Conus nasui Ninomiya, 1974 => Conasprella eugrammata (Bartsch & Rehder, 1943)
- Conus nebulosus Gmelin, 1791 => Conus monachus Linnaeus, 1758
- Conus nebulosus Hwass in Bruguière, 1792 => Conus regius Gmelin, 1791
- Conus neglectus Pease, 1861 => Conus peasei (Brazier, 1877)
- Conus neglectus A. Adams, 1854 => Conus aplustre Reeve, 1843
- Conus nelsontiagoi (Cossignani & Fiadeiro, 2014) => Conus verdensis Trovão, 1979
- Conus neoafricanus da Motta, 1991 => Conus africanus Kiener, 1848
- Conus neobuxeus da Motta, 1991 => Conus furvus Reeve, 1843
- Conus neoguttatus da Motta, 1991 => Conus lineopunctatus Kaicher, 1977
- Conus neotorquatus da Motta, 1985 => Profundiconus neotorquatus (da Motta, 1985)
- Conus neptunoides E. A. Smith, 1880 => Conus neptunus Reeve, 1843
- Conus nereis Petuch, 1979 => Conasprella nereis (Petuch, 1979)
- Conus nicobaricus Hwass in Bruguière, 1792 => Conus araneosus nicobaricus Hwass in Bruguière, 1792
- Conus nicolii J. Wilson, 1831 => Conus pulcher [Lightfoot], 1786
- Conus nigrescens G. B. Sowerby II, 1860 => Conus bandanus Hwass in Bruguière, 1792
- Conus nigrostriatus Kosuge, 1979 => Profundiconus lani (Crandall, 1979)
- Conus nipponicus da Motta, 1985 => Conasprella spirofilis (Habe & Kosuge, 1970)
- Conus nisus Kiener, 1846 => Conus amplus Röckel & Korn, 1992
- Conus nisus Dillwyn, 1817 => Conus cinereus Hwass in Bruguière, 1792
- Conus nitidissimus Fenaux, 1942 => Conus anemone Lamarck, 1810
- Conus nitidus Reeve, 1844 => Conus boeticus Reeve, 1844
- Conus nivalis da Motta, 1985 => Conus furvus Reeve, 1843
- Conus nivifer G. B. Sowerby I, 1833 => Conus venulatus Hwass in Bruguière, 1792
- Conus nivosus Lamarck, 1810 => Conus venulatus Hwass in Bruguière, 1792
- Conus nocturnus Hwass in Bruguière, 1792 => Conus nocturnus [Lightfoot], 1786
- Conus nodiferus Kiener, 1847 => Conasprella nodifera (Kiener, 1847)
- Conus nodulosus Deshayes, 1865 † => Hemiconus tremletti Le Renard, 1994 †
- Conus novaehollandiae A. Adams, 1854 => Conus anemone novaehollandiae A. Adams, 1854
- Conus novemstriatus (Röding, 1798) => Conus fulmineus Gmelin, 1791
- Conus nubecula Gmelin, 1791 => Conus bullatus Linnaeus, 1758
- Conus nullisecundus Nowell-Usticke, 1968 => Conus cedonulli Linnaeus, 1767
- Conus obesus Hwass in Bruguière, 1792 => Conus zeylanicus Gmelin, 1791
- Conus oblitus Michelotti, 1847 † => Conilithes allioni (Michelotti, 1847) †
- Conus oblitus Reeve, 1849 => Conus moreleti Crosse, 1858
- Conus obtusus Kiener, 1850 => Conus variegatus Kiener, 1848
- Conus ochraceus Lamarck, 1810 => Conus spurius Gmelin, 1791
- Conus oculatus Gmelin, 1791 => Conus ermineus Born, 1778
- Conus ogum (Petuch & R. F. Myers, 2014) => Conasprella ogum (Petuch & R. F. Myers, 2014)
- Conus okamotoi Kuroda & Itô, 1961 => Conus lischkeanus Weinkauff, 1875
- Conus olangoensis Poppe & Tagaro, 2017 => Conasprella olangoensis (Poppe & Tagaro, 2017)
- Conus oleiniki (Petuch, 2013) => Conasprella oleiniki (Petuch, 2013)
- Conus olgae Bacallado, Espinosa & Ortea, 2007 => Conus havanensis Aguayo & Pérez Farfante, 1947
- Conus olgiatii Bozzetti, 2007 => Conus balteatus G. B. Sowerby I, 1833
- Conus olivaceus Salis Marschlins, 1793 => Conus ventricosus Gmelin, 1791
- Conus olivaceus Kiener, 1850 => Conus ventricosus Gmelin, 1791
- Conus oltmansianus van Lennep, 1876 => Conus gradatulus Weinkauff, 1875
- Conus omaicus Hwass in Bruguière, 1792 => Conus thomae Gmelin, 1791
- Conus omanensis Moolenbeek & Coomans, 1993 => Lilliconus omanensis (Moolenbeek & Coomans, 1993)
- Conus optimus G. B. Sowerby III, 1913 => Conus exiguus Lamarck, 1810
- Conus orbignyi Audouin, 1831 => Conasprella orbignyi (Audouin, 1831)
- Conus orbitatus Reeve, 1843 => Conus sulcatus Hwass in Bruguière, 1792
- Conus ornatus G. B. Sowerby I, 1833 => Conus magellanicus Hwass in Bruguière, 1792
- Conus ornatus Hutton, 1873 † => Conilithes wollastoni P. A. Maxwell, 1978 †
- Conus ornatus Maury, 1919 † => Conus mauryi Finlay, 1927 †
- Conus otohimeae Kuroda & Itô, 1961 => Conasprella otohimeae (Kuroda & Itô, 1961)
- Conus pacei Petuch, 1987 => Conasprella pacei (Petuch, 1987)
- Conus pacificus Moolenbeek & Röckel, 1996 => Profundiconus pacificus (Moolenbeek & Röckel, 1996)
- Conus padarosae (Cossignani & Fiadeiro, 2018) => Conus antoniaensis (Cossignani & Fiadeiro, 2014)
- Conus pagoda Kiener, 1847 => Conasprella pagoda (Kiener, 1847)
- Conus pagodus Kiener, 1847 => Conasprella pagoda (Kiener, 1847)
- Conus pallans Nardo, 1847 => Conus ventricosus Gmelin, 1791
- Conus panniculus Lamarck, 1810 => Conus archiepiscopus Hwass in Bruguière, 1792
- Conus papalis Weinkauff, 1875 => Pygmaeconus papalis (Weinkauff, 1875)
- Conus papilionaceus Hwass in Bruguière, 1792 => Conus pulcher [Lightfoot], 1786
- Conus papillaris A. Adams & Reeve, 1848 => Conus gradatulus Weinkauff, 1875
- Conus papillaris Reeve, 1849 => Conus gradatulus Weinkauff, 1875
- Conus papillaris G. B. Sowerby I, 1833 => Conus pulcher [Lightfoot], 1786
- Conus papillosus Kiener, 1847 => Conasprella puncticulata (Hwass in Bruguière, 1792)
- Conus paradiseus Shikama, 1977 => Conus barthelemyi Bernardi, 1861
- Conus pardus Link, 1807 => Conus leopardus (Röding, 1798)
- Conus particolor Perry, 1810 => Conus aulicus Linnaeus, 1758
- Conus parvus Pease, 1868 => Lovellona peaseana Finlay, 1927
- Conus parvus Gebauer, 1802 => Conus coronatus Gmelin, 1791
- Conus pastinaca Lamarck, 1810 => Conus daucus Hwass in Bruguière, 1792
- Conus patens G. B. Sowerby III, 1903 => Conus gradatulus Weinkauff, 1875
- Conus patonganus da Motta, 1982 => Conus omaria Hwass in Bruguière, 1792
- Conus paulina Kiener, 1850 => Conus spurius Gmelin, 1791
- Conus paulkersteni Thach, 2017 => Conus vexillum Gmelin, 1791
- Conus paulucciae G. B. Sowerby III, 1877 => Conus aureus paulucciae G. B. Sowerby III, 1887
- Conus paumotu Rabiller & Richard, 2014 => Conasprella paumotu (Rabiller & Richard, 2014)
- Conus pazii Bernardi, 1857 => Conus fumigatus Hwass in Bruguière, 1792
- Conus pealii Green, 1830 => Conasprella pealii (Green, 1830)
- Conus pennasilicorum Bozzetti, 2017 => Conus alconnelli da Motta, 1986
- Conus pepeiu Moolenbeek, Zandbergen & Bouchet, 2008 => Conasprella pepeiu (Moolenbeek, Zandbergen & Bouchet, 2008)
- Conus peplum G. B. Sowerby II, 1857 => Conus araneosus [Lightfoot], 1786
- Conus perplexus G. B. Sowerby II, 1857 => Conasprella perplexa (G. B. Sowerby II, 1857)
- Conus perprotractus Petuch, 1987 => Conus sanderi Wils & Moolenbeek, 1979
- Conus perryae Clench, 1942 => Conus ermineus Born, 1778
- Conus petricosus Azuma, 1961 => Conasprella sieboldii (Reeve, 1848)
- Conus pfluegeri (Petuch, 2003) => Conasprella pfluegeri (Petuch, 2003)
- Conus phegeus Nardo, 1847 => Conus ventricosus Gmelin, 1791
- Conus phlogopus Tomlin, 1937 => Conus spurius lorenzianus Dillwyn, 1817
- Conus phuketensis da Motta, 1978 => Conus pretiosus G. Nevill & H. Nevill, 1874
- Conus pigmentatus A. Adams & Reeve, 1848 => Conus balteatus G. B. Sowerby I, 1833
- Conus pilkeyi Petuch, 1974 => Conus ochroleucus tmetus Tomlin, 1937
- Conus piperatus Reeve, 1844 => Conus erythraeensis Reeve, 1843
- Conus piperatus Dillwyn, 1817 => Conus biliosus (Röding, 1798)
- Conus planaxis Deshayes, 1863 => Conus maldivus Hwass in Bruguière, 1792
- Conus planicostatus G. B. Sowerby I, 1833 => Conasprella orbignyi (Audouin, 1831)
- Conus planiliratus G. B. Sowerby III, 1870 => Conus inscriptus Reeve, 1843
- Conus plebejus Link, 1807 => Conus lividus Hwass in Bruguière, 1792
- Conus plumbeus Reeve, 1844 => Conus exiguus Lamarck, 1810
- Conus poehlianus G. B. Sowerby III, 1887 => Conus consors G. B. Sowerby I, 1833
- Conus politus Weinkauff, 1875 => Conus cinereus Hwass in Bruguière, 1792
- Conus polyglotta Weinkauff, 1874 => Conus eburneus Hwass in Bruguière, 1792
- Conus polygrammus Tomlin, 1937 => Conus furvus Reeve, 1843
- Conus polyzonias Gmelin, 1791 => Conus planorbis Born, 1778
- Conus pontificalis Lamarck, 1810 => Conus dorreensis Péron, 1807
- Conus poppei Elsen, 1983 => Conus crotchii Reeve, 1849
- Conus poremskii (Petuch & R. F. Myers, 2014) => Conasprella poremskii (Petuch & R. F. Myers, 2014)
- Conus portoricanus Hwass in Bruguière, 1792 => Conus ermineus Born, 1778
- Conus postdiluvianus Risso, 1826 => Conus ventricosus Gmelin, 1791
- Conus potusmarumai Kosuge, 1980 => Conus pergrandis (Iredale, 1937)
- Conus praeclarus Fenaux, 1942 => Conus planorbis Born, 1778
- Conus praefectus Hwass in Bruguière, 1792 => Conus ochroleucus Gmelin, 1791
- Conus praetextus Reeve, 1848 => Conus encaustus Kiener, 1845
- Conus prevosti G. B. Sowerby III, 1881 => Conus lienardi Bernardi & Crosse, 1861
- Conus primula Reeve, 1849 => Conus lividus Hwass in Bruguière, 1792
- Conus priscai (Bozzetti, 2012) => Conus archiepiscopus Hwass in Bruguière, 1792
- Conus profundorum (Kuroda, 1956) => Profundiconus profundorum (Kuroda, 1956)
- Conus prometheus Hwass in Bruguière, 1792 => Conus pulcher [Lightfoot], 1786
- Conus propinquus E. A. Smith, 1877 => Conus balteatus G. B. Sowerby I, 1833
- Conus proteus Hwass in Bruguière, 1792 => Conus spurius Gmelin, 1791
- Conus prytanis G. B. Sowerby III, 1882 => Conus diadema G. B. Sowerby I, 1834
- Conus pseudoaustini Nowell-Usticke, 1968 => Conasprella bajanensis (Nowell-Usticke, 1968)
- Conus pseudocoelinae Delsaerdt, 1989 => Conus coelinae Crosse, 1858
- Conus pseudocuneolus Röckel, Rolán & Monteiro, 1980 => Conus cuneolus Reeve, 1843
- Conus pseudojaspideus Nowell-Usticke, 1968 => Conasprella jaspidea pealii (Green, 1830)
- Conus pseudokimioi da Motta & R. Martin, 1982 => Conasprella pseudokimioi (da Motta & R. Martin, 1982)
- Conus pseudomarmoreus Crosse, 1875 => Conus marmoreus Linnaeus, 1758
- Conus pseudorbignyi Röckel & Lan, 1981 => Conasprella pseudorbignyi (Röckel & Lan, 1981)
- Conus pulchellus Swainson, 1822 => Conus circumactus Iredale, 1929
- Conus pulchellus G. B. Sowerby I, 1834 => Conus varius Linnaeus, 1758
- Conus pulcher A. Adams, 1854 => Conus proximus G. B. Sowerby II, 1860
- Conus pulcherrimus Brazier, 1894 => Conus excelsus G. B. Sowerby III, 1908
- Conus pulchrelineatus Hopwood, 1921 => Conus striatellus Link, 1807
- Conus punctatus Gmelin, 1791 => Conus augur [Lightfoot], 1786
- Conus punctatus Hwass in Bruguière, 1792 => Conus biliosus (Röding, 1798)
- Conus puncticulatus Hwass in Bruguière, 1792 => Conasprella puncticulata (Hwass in Bruguière, 1792)
- Conus puncturatus Hwass in Bruguière, 1792 => Conus sponsalis Hwass in Bruguière, 1792
- Conus purus Pease, 1863 => Conus pennaceus Born, 1778
- Conus pusillus Reeve, 1843 => Conus parvatus Walls, 1979
- Conus pusillus Gould, 1853 => Conus nux Broderip, 1833
- Conus pusillus G. B. Sowerby II, 1857 => Conus parvatus Walls, 1979
- Conus pusillus Lamarck, 1810 => Conasprella pusio (Hwass in Bruguière, 1792)
- Conus pusio G. B. Sowerby I, 1834 => Conus melvilli G. B. Sowerby III, 1879
- Conus pusio Hwass in Bruguière, 1792 => Conasprella pusio (Hwass in Bruguière, 1792)
- Conus pygmaeus Reeve, 1844 => Conasprella puncticulata (Hwass in Bruguière, 1792)
- Conus pyramidalis Lamarck, 1810 => Conus archiepiscopus Hwass in Bruguière, 1792
- Conus pyriformis Reeve, 1843 => Conus patricius Hinds, 1843
- Conus quadratomaculatus G. B. Sowerby II, 1866 => Conus erythraeensis Reeve, 1843
- Conus quadratus Perry, 1811 => Conus ebraeus Linnaeus, 1758
- Conus quaestor Lamarck, 1810 => Conus venulatus Hwass in Bruguière, 1792
- Conus quasimagnificus da Motta, 1982 => Conus pennaceus Born, 1778
- Conus queketti E. A. Smith, 1906 => Conus imperialis queketti E. A. Smith, 1906
- Conus quercinus Hwass in Bruguière, 1792 => Conus quercinus [Lightfoot], 1786
- Conus racemosus G. B. Sowerby III, 1874 => Conus pennaceus Born, 1778
- Conus rachelae Petuch, 1988 => Conasprella rachelae (Petuch, 1988)
- Conus rainesae McGinty, 1953 => Conasprella rainesae (McGinty, 1953)
- Conus ranunculus Hwass in Bruguière, 1792 => Conus achatinus Gmelin, 1791
- Conus raoulensis Powell, 1958 => Conasprella raoulensis (Powell, 1958)
- Conus raphanus Hwass in Bruguière, 1792 => Conus magus Linnaeus, 1758
- Conus rarimaculatus G. B. Sowerby II, 1870 => Conasprella sieboldii (Reeve, 1848)
- Conus raulini Peyrot, 1931 † => Conilithes allioni (Michelotti, 1847) †
- Conus ravus Gould, 1853 => Californiconus californicus (Reeve, 1844)
- Conus reevei Kiener, 1845 => Conus vittatus Hwass in Bruguière, 1792
- Conus reflectus G. B. Sowerby III, 1877 => Conus catus Hwass in Bruguière, 1792
- Conus reflexus G. B. Sowerby III, 1887 => Conus catus Hwass in Bruguière, 1792
- Conus regalitatis G. B. Sowerby I, 1834 => Conus purpurascens G. B. Sowerby I, 1833
- Conus regius Hwass in Bruguière, 1792 => Conus princeps Linnaeus, 1758
- Conus regus => Conus princeps Linnaeus, 1758
- Conus remo Brazier, 1898 => Conus anemone Lamarck, 1810
- Conus reteaureum Perry, 1811 => Conus textile Linnaeus, 1758
- Conus reticularis Bory de Saint Vincent, 1827 => Conus mercato Linnaeus, 1758
- Conus reticulatus Perry, 1811 => Conus araneosus [Lightfoot], 1786
- Conus reticulatus G. B. Sowerby I, 1834 => Conasprella lucida (W. Wood, 1828)
- Conus rhododendron Jay, 1839 => Conus adamsonii Broderip, 1836
- Conus richardi Fenaux, 1942 => Conus fumigatus Hwass in Bruguière, 1792
- Conus rikae (Petuch & Berschauer, 2018) => Conus guinaicus Hwass in Bruguière, 1792
- Conus rivularius Reeve, 1849 => Conus boeticus Reeve, 1844
- Conus roatanensis (Petuch & Sargent, 2011) => Conasprella roatanensis (Petuch & Sargent, 2011)
- Conus roberti Richard, 2009 => Conasprella roberti (Richard, 2009)
- Conus robillardi Bernardi, 1858 => Conus vexillum Gmelin, 1791
- Conus rogmartini da Motta, 1982 => Conasprella otohimeae (Kuroda & Itô, 1961)
- Conus rollandi Bernardi, 1860 => Conus magus Linnaeus, 1758
- Conus roosevelti Bartsch & Rehder, 1939 => Conus tiaratus G. B. Sowerby I, 1833
- Conus rosaceus Kiener, 1849 => Conus iodostoma Reeve, 1843
- Conus rosaceus Dillwyn, 1817 => Conus tinianus Hwass in Bruguière, 1792
- Conus rosaceus G. B. Sowerby I, 1834 => Conasprella mindana (Hwass in Bruguière, 1792)
- Conus roseotinctus G. B. Sowerby II, 1866 => Conus anemone Lamarck, 1810
- Conus roseus Fischer von Waldheim, 1807 => Conus granulatus Linnaeus, 1758
- Conus roseus Lamarck, 1810 => Conus biliosus (Röding, 1798)
- Conus rosiae (Monnier, Batifoix & Limpalaër, 2018) => Conus behelokensis Lauer, 1989
- Conus rossiteri Brazier, 1870 => Conus papilliferus G. B. Sowerby I, 1834
- Conus rubescens Bonnet, 1864 => Conus canonicus Hwass in Bruguière, 1792
- Conus rubiginosus Hwass in Bruguière, 1792 => Conus pennaceus Born, 1778
- Conus rubropennatus da Motta, 1982 => Conus pennaceus Born, 1778
- Conus rudiae Magnotte, 1971 => Conus patae Abbott, 1971
- Conus rudis Weinkauff, 1873 => Conus ermineus Born, 1778
- Conus ruppellii Reeve, 1848 => Conus boeticus Reeve, 1844
- Conus rusticus Linnaeus, 1758
- Conus rusticus Poli, 1826 => Conus ventricosus Gmelin, 1791
- Conus rutilus Menke, 1843 => Conasprella rutila (Menke, 1843)
- Conus saecularis Melvill, 1898 => Conasprella saecularis (Melvill, 1898)
- Conus sagarinoi Fenzan, 2004 => Conus terryni Tenorio & Poppe, 2004
- Conus sagei Korn & G. Raybaudi Massilia, 1993 => Lilliconus sagei (Korn & G. Raybaudi Massilia, 1993)
- Conus sagittatus G. B. Sowerby II, 1865 => Conus lemniscatus Reeve, 1849
- Conus sagittiferus G. B. Sowerby II, 1866 => Conus lemniscatus Reeve, 1849
- Conus saharicus (Petuch & Berschauer, 2016) => Conus guanche Lauer, 1993
- Conus salreiensis Rolán, 1980 => Conus crotchii Reeve, 1849
- Conus sanctaemarthae Vink, 1977 => Conus granarius Kiener, 1847
- Conus sanderi Wils & Moolenbeek, 1979 => Conus villepinii f. sanderi Wils & Moolenbeek, 1979
- Conus sanguinolentus Reeve, 1849 => Conus daucus Hwass in Bruguière, 1792
- Conus sapphirostoma Weinkauff, 1874 => Conus biliosus (Röding, 1798)
- Conus sargenti (Petuch, 2013) => Conasprella sargenti (Petuch, 2013)
- Conus sauridens Conrad, 1833 † => Eoconus sauridens (Conrad, 1833) †
- Conus sauros Garcia, 2006 => Conasprella sauros (Garcia, 2006)
- Conus sazanka Shikama, 1970 => Conus martensi E. A. Smith, 1884
- Conus scaber Kiener, 1847 => Conus miliaris Hwass in Bruguière, 1792
- Conus scaber Link, 1807 => Conasprella puncticulata (Hwass in Bruguière, 1792)
- Conus scabriculus Solander, 1766 † => Hemiconus scabriculus (Solander, 1766) †
- Conus scariphus Dall, 1910 => Conasprella scaripha (Dall, 1910)
- Conus sceptophorus O. Boettger, 1887 † => Conilithes sceptophorus (O. Boettger, 1887) †
- Conus schech Weinkauff, 1873 => Conus locumtenens Blumenbach, 1791
- Conus schepmani Fulton, 1936 => Conasprella saecularis (Melvill, 1898)
- Conus schirrmeisteri Coltro, 2004 => Conasprella schirrmeisteri (Coltro, 2004)
- Conus scitulus Reeve, 1849 => Conus algoensis scitulus Reeve, 1849
- Conus scopulicola (Okutani, 1972) => Profundiconus scopulicola Okutani, 1972
- Conus scriptus G. B. Sowerby II, 1858 => Conus textile vaulberti Lorenz, 2012
- Conus secutor Crosse, 1865 => Conus tinianus Hwass in Bruguière, 1792
- Conus segravei Gatliff, 1891 => Conus clarus E. A. Smith, 1881
- Conus selectus A. Adams, 1855 => Conus monilifer Broderip, 1833
- Conus selenae Van Mol, Tursch & Kempf, 1967 => Artemidiconus selenae (Van Mol, Tursch & Kempf, 1967)
- Conus semisulcatus G. B. Sowerby II, 1870 => Conus capreolus Röckel, 1985
- Conus semivelatus G. B. Sowerby III, 1882 => Conus rattus Hwass in Bruguière, 1792
- Conus senator Linnaeus, 1758
- Conus senegalensis (Gulden, Moolenbeek & Goud, 2017) => Conus mercator Linnaeus, 1758
- Conus serranegrae Rolán, 1990 => Conus cuneolus Reeve, 1843
- Conus seychellensis G. Nevill & H. Nevill, 1874 => Conus litoglyphus Hwass in Bruguière, 1792
- Conus siamensis Hwass in Bruguière, 1792 => Conus pulcher siamensis Hwass in Bruguière, 1792
- Conus siculus Delle Chiaje, 1828 => Gibberula miliaria (Linnaeus, 1758)
- Conus sieboldii Reeve, 1848 => Conasprella sieboldii (Reeve, 1848)
- Conus signae Bartsch, 1937 => Conus virgatus Reeve, 1849
- Conus signifer Crosse, 1865 => Conus magus Linnaeus, 1758
- Conus silviae (Cossignani, 2014) => Conus fuscoflavus Röckel, Rolán & Monteiro, 1980
- Conus simonei (Petuch & R. F. Myers, 2014) => Conasprella simonei (Petuch & R. F. Myers, 2014)
- Conus simplex G. B. Sowerby II, 1858 => Conus algoensis simplex G. B. Sowerby II, 1858
- Conus sindon Reeve, 1844 => Conus omaria Hwass in Bruguière, 1792
- Conus sinensis G. B. Sowerby I, 1841 => Conus praecellens A. Adams, 1854
- Conus sirventi Fenaux, 1943 => Conus archiepiscopus Hwass in Bruguière, 1792
- Conus skinneri da Motta, 1982 => Conus nobilis skinneri da Motta, 1982
- Conus smirna Bartsch & Rehder, 1943 => Profundiconus smirna (Bartsch & Rehder, 1943)
- Conus smithi Angas, 1877 => Conasprella rutila (Menke, 1843)
- Conus soaresi Trovão, 1978 => Conus cloveri Walls, 1978
- Conus solandri Broderip & G. B. Sowerby I, 1830 => Conus coccineus Gmelin, 1791
- Conus solidus G. B. Sowerby I, 1841 => Conus retifer Menke, 1829
- Conus solidus G. B. Sowerby I, 1850 † => Conus recognitus Guppy, 1867 †
- Conus somalicus (Bozzetti, 2013) => Conasprella somalica (Bozzetti, 2013)
- Conus sondeianus K. Martin, 1895 † => Conasprella sondeiana (K. Martin, 1895) †
- Conus sorenseni Sander, 1982 => Conus sanderi Wils & Moolenbeek, 1979
- Conus sowerbii Reeve, 1849 => Conus praecellens A. Adams, 1854
- Conus sowerbyi G. B. Sowerby II, 1857 => Conus praecellens A. Adams, 1854
- Conus sozoni Bartsch, 1939 => Conasprella delessertii (Récluz, 1843)
- Conus speciosissimus Reeve, 1848 => Conus magellanicus Hwass in Bruguière, 1792
- Conus speciosus G. B. Sowerby II, 1857 => Conus cardinalis Hwass in Bruguière, 1792
- Conus spectabilis A. Adams, 1854 => Conus artoptus G. B. Sowerby I, 1833
- Conus spiculum Reeve, 1849 => Conus generalis Linnaeus, 1767
- Conus spinosus Linnaeus, 1758 † => Athleta spinosa (Linnaeus, 1758) †
- Conus spirofilis Habe & Kosuge, 1970 => Conasprella spirofilis (Habe & Kosuge, 1970)
- Conus spirogloxus Deshayes, 1863 => Conus maldivus Hwass in Bruguière, 1792
- Conus spurius (Röding, 1798) => Conus regius Gmelin, 1791
- Conus stachei Hoernes & Auinger, 1879 † => Artemidiconus granularis (Borson, 1820) †
- Conus stainforthii Reeve, 1843 => Conus moluccensis Küster, 1838
- Conus stearnsianus (Raymond, 1904) => Megasurcula stearnsiana (Raymond, 1904)
- Conus stearnsii Conrad, 1869 => Conasprella stearnsii (Conrad, 1869)
- Conus stellatus Kiener, 1847 => Conus pennaceus Born, 1778
- Conus stenostoma G. B. Sowerby I, 1850 † => Conasprella stenostoma (G. B. Sowerby I, 1850) †
- Conus stercutius Nardo, 1847 => Conus ventricosus Gmelin, 1791
- Conus sticticus A. Adams, 1854 => Conasprella jaspidea pealii (Green, 1830)
- Conus stigmaticus A. Adams, 1854 => Conus collisus Reeve, 1849
- Conus stillatus Reeve, 1849 => Conus spectrum Linnaeus, 1758
- Conus stocki Coomans & Moolenbeek, 1990 => Conasprella stocki (Coomans & Moolenbeek, 1990)
- Conus strigatus Hwass in Bruguière, 1792 => Conus australis Holten, 1802
- Conus stromboides Lamarck, 1802 † => Hemiconus stromboides (Lamarck, 1802) †
- Conus subacutangulus d'Orbigny, 1852 † => Conilithes exaltatus (Eichwald, 1830) †
- Conus subacutus Fenaux, 1942 => Conus amadis Gmelin, 1791
- Conus subcapitaneus Link, 1807 => Conus litoglyphus Hwass in Bruguière, 1792
- Conus subcarinatus G. B. Sowerby II, 1865 => Conus malacanus Hwass in Bruguière, 1792
- Conus subfloridus da Motta, 1985 => Conus striatus striatus Linnaeus, 1758
- Conus submediterraneus Locard, 1886 => Conus ventricosus Gmelin, 1791
- Conus subroseus Röckel & Korn, 1992 => Conus lischkeanus Weinkauff, 1875
- Conus substitutus Link, 1807 => Conus locumtenens Blumenbach, 1791
- Conus subturritus d'Orbigny, 1852 † => Conasprella subturrita (d'Orbigny, 1852) †
- Conus succinctus A. Adams, 1854 => Conus infrenatus Reeve, 1848
- Conus suffusus G. B. Sowerby II, 1870 => Conus marmoreus Linnaeus, 1758
- Conus sulcatus Link, 1807 => Conasprella jaspidea (Gmelin, 1791)
- Conus sulcatus Megerle von Mühlfeld, 1816 => Conasprella jaspidea pealii (Green, 1830)
- Conus sulciferus Deshayes, 1835 † => Eoconus sulciferus (Deshayes, 1835) †
- Conus sulciferus A. Adams, 1854 => Conus ochroleucus tmetus Tomlin, 1937
- Conus sulphuratus Kiener, 1847 => Conus vexillum Gmelin, 1791
- Conus suluensis Shikama, 1979 => Conus tribblei Walls, 1977
- Conus sumatrensis Hwass in Bruguière, 1792 => Conus vexillum Gmelin, 1791
- Conus superscriptus G. B. Sowerby III, 1877 => Conus iodostoma Reeve, 1843
- Conus superstriatus G. B. Sowerby II, 1858 => Conus anemone Lamarck, 1810
- Conus surinamensis Hwass in Bruguière, 1792 => Conus mappa [Lightfoot], 1786
- Conus sutoreanus Weinkauff, 1875 => Conus gubernator Hwass in Bruguière, 1792
- Conus suzannae van Rossum, 1990 => Conus archiepiscopus Hwass in Bruguière, 1792
- Conus swinneni (Tenorio, Afonso, Cunha & Rolán, 2014) => Conus delanoyae Trovão, 1979
- Conus syriacus G. B. Sowerby I, 1833 => Conus regularis G. B. Sowerby I, 1833
- Conus tahitiensis Dautzenberg, 1932 => Conus rattus Hwass in Bruguière, 1792
- Conus tahuensis R. S. Allan, 1926 † => Conilithes tahuensis (R. S. Allan, 1926) †
- Conus tamikoae Shikama, 1973 => Conus kinoshitai (Kuroda, 1956)
- Conus tamsianus Dunker, 1853 => Conus aemulus Reeve, 1844
- Conus tarafensis (Cossignani & Fiadeiro, 2018) => Conus crotchii Reeve, 1849
- Conus tarava Rabiller & Richard, 2014 => Profundiconus tarava (Rabiller & Richard, 2014)
- Conus taslei Kiener, 1850 => Conus guinaicus Hwass in Bruguière, 1792
- Conus tasmaniae G. B. Sowerby II, 1866 => Conus magus Linnaeus, 1758
- Conus tasmanicus Tenison Woods, 1876 => Conasprella rutila (Menke, 1843)
- Conus taylorianus E. A. Smith, 1880 => Conus exiguus Lamarck, 1810
- Conus tegulatus G. B. Sowerby II, 1870 => Conus inscriptus Reeve, 1843
- Conus tendineus Hwass in Bruguière, 1792 => Conus violaceus Gmelin, 1791
- Conus tenellus Holten, 1802 => Conus nimbosus Hwass in Bruguière, 1792
- Conus tenellus Dillwyn, 1817 => Conus nimbosus Hwass in Bruguière, 1792
- Conus tenuis G. B. Sowerby I, 1833 => Conus tinianus Hwass in Bruguière, 1792
- Conus tenuis G. B. Sowerby II, 1857 => Conus floridulus A. Adams & Reeve, 1848
- Conus tenuisulcatus G. B. Sowerby II, 1873 => Conus balteatus G. B. Sowerby I, 1833
- Conus teodorae Rolán & F. Fernandes, 1990 => Conus crotchii Reeve, 1849
- Conus teramachii (Kuroda, 1956) => Profundiconus teramachii (Kuroda, 1956)
- Conus terebellum Linnaeus, 1758 => Terebellum terebellum (Linnaeus, 1758)
- Conus terebellum (Röding, 1798) => Conus circumcisus Born, 1778
- Conus terebellum Gmelin, 1791 => Conus terebra Born, 1778
- Conus terminus Lamarck, 1822 => Conus gubernator Hwass in Bruguière, 1792
- Conus testudinarius Hwass in Bruguière, 1792 => Conus ermineus Born, 1778
- Conus tevesi Trovão, 1978 => Conus alexandrinus Kaicher, 1977
- Conus textilinus Kiener, 1847 => Conus canonicus Hwass in Bruguière, 1792
- Conus thailandis da Motta, 1978 => Conus crocatus thailandis da Motta, 1978
- Conus thomasi G. B. Sowerby III, 1881 => Conus terebra Born, 1778
- Conus thuscus Nardo, 1847 => Conus ventricosus Gmelin, 1791
- Conus tigrinus G. B. Sowerby II, 1858 => Conus textile Linnaeus, 1758
- Conus tiki Moolenbeek, Zandbergen & Bouchet, 2008 => Conasprella tiki (Moolenbeek, Zandbergen & Bouchet, 2008)
- Conus tirardi Röckel & Moolenbeek, 1996 => Conasprella tirardi (Röckel & Moolenbeek, 1996)
- Conus tmetus Tomlin, 1937 => Conus ochroleucus tmetus Tomlin, 1937
- Conus tornatus G. B. Sowerby I, 1833 => Conasprella tornata (G. B. Sowerby I, 1833)
- Conus torquatus Martens, 1901 => Profundiconus neotorquatus (da Motta, 1985)
- Conus tosaensis Shikama, 1970 => Conasprella articulata (G. B. Sowerby II, 1873)
- Conus trailli Hutton, 1873 † => Conus huttoni (Tate, 1890) †
- Conus traillii A. Adams, 1855 => Pygmaeconus traillii (A. Adams, 1855)
- Conus traversianus E. A. Smith, 1875 => Conasprella traversiana (E. A. Smith, 1875)
- Conus tremperianus (Dall, 1911) => Megasurcula carpenteriana (Gabb, 1865)
- Conus triangularis Finlay, 1924 † => Conus trigonicus Tomlin, 1937 †
- Conus tribunus Crosse, 1865 => Conus hyaena Hwass in Bruguière, 1792
- Conus tribunus Gmelin, 1791 => Conasprella centurio (Born, 1778)
- Conus tromelini Vasseur, 1882 † => Hemiconus tromelini (Vasseur, 1882) †
- Conus tropicensis Coomans & Filmer, 1985 => Conus lischkeanus Weinkauff, 1875
- Conus trunculus Monterosato, 1899 => Conus ventricosus Gmelin, 1791
- Conus tryoni Heilprin, 1887 † => Contraconus tryoni (Heilprin, 1887) †
- Conus tuberculosus Tomlin, 1937 => Profundiconus tuberculosus (Tomlin, 1937)
- Conus turbinatus G. B. Sowerby II, 1858 => Conus suturatus Reeve, 1844
- Conus turbinopsis Deshayes, 1865 † => Hemiconus turbinopsis (Deshayes, 1865) †
- Conus turriculatus G. B. Sowerby II, 1866 => Conus acutangulus Lamarck, 1810
- Conus turritinus da Motta, 1985 => Conus furvus Reeve, 1843
- Conus turritus G. B. Sowerby II, 1870 => Conus gradatulus Weinkauff, 1875
- Conus turschi da Motta, 1985 => Conus consors G. B. Sowerby I, 1833
- Conus umbelinae (Cossignani & Fiadeiro, 2014) => Conus damottai Trovão, 1979
- Conus undatus Kiener, 1847 => Conus spurius lorenzianus Dillwyn, 1817
- Conus undulatus [Lightfoot], 1786 => Conus textile Linnaeus, 1758
- Conus undulatus G. B. Sowerby II, 1858 => Conus brettinghami Coomans, Moolenbeek & Wils, 1982
- Conus unicolor G. B. Sowerby I, 1834 => Conus hyaena concolor G. B. Sowerby II, 1841
- Conus unicolor G. B. Sowerby I, 1833 => Conus circumcisus Born, 1778
- Conus ustickei J. P. Miller in Nowell-Usticke, 1959 => Conus attenuatus Reeve, 1844
- Conus ustulatus Reeve, 1844 => Conus magus Linnaeus, 1758
- Conus vanhyningi Rehder, 1944 => Conasprella vanhyningi (Rehder, 1944)
- Conus vaubani Röckel & Moolenbeek, 1995 => Profundiconus vaubani (Röckel & Moolenbeek, 1995)
- Conus vayssetianus Crosse, 1872 => Conus exiguus Lamarck, 1810
- Conus veatchi Olsson, 1922 † => Conus aemulator A. P. Brown & Pilsbry, 1911 †
- Conus veillardi da Motta, 1990 => Conus gubernator f. veillardi da Motta, 1990
- Conus vermiculatus Lamarck, 1810 => Conus chaldaeus (Röding, 1798)
- Conus verreauxii Kiener, 1846 => Conus spectrum Linnaeus, 1758
- Conus verriculum Reeve, 1843 => Conus textile Linnaeus, 1758
- Conus verrucosus Hwass in Bruguière, 1792 => Conasprella verrucosa (Hwass in Bruguière, 1792)
- Conus verulosus Hwass in Bruguière, 1792 => Conus granulatus Linnaeus, 1758
- Conus vespertinus G. B. Sowerby I, 1825 => Conus timorensis Hwass in Bruguière, 1792
- Conus vezzarochristophei Cossignani, 2018 => Conus archiepiscopus Hwass in Bruguière, 1792
- Conus vezzaronellyae (Cossignani, 2018) => Conus victoriae Reeve, 1843
- Conus viaderi Fenaux, 1942 => Conus locumtenens Blumenbach, 1791
- Conus vicarius Linnaeus, 1767 => Conus ammiralis Linnaeus, 1758
- Conus vicarius (Röding, 1798) => Conus locumtenens Blumenbach, 1791
- Conus vicarius Lamarck, 1810 => Conus ammiralis Linnaeus, 1758
- Conus vicdani Kosuge, 1980 => Conus sulcocastaneus Kosuge, 1981
- Conus vikingorum Petuch, 1993 => Conus daucus f. vikingorum Petuch, 1993
- Conus vimineus Reeve, 1849 => Conasprella viminea (Reeve, 1849)
- Conus vinctus A. Adams, 1854 => Conus monachus Linnaeus, 1758
- Conus violaceus Link, 1807 => Conus glans Hwass in Bruguière, 1792
- Conus violaceus Reeve, 1844 => Conus viola Cernohorsky, 1977
- Conus viperinus Lauer, 1986 => Conus omaria Hwass in Bruguière, 1792
- Conus virgineus Link, 1807 => Conus coronatus Gmelin, 1791
- Conus viridis G. B. Sowerby II, 1857 => Conus rattus Hwass in Bruguière, 1792
- Conus viridulus Lamarck, 1810 => Conus imperialis Linnaeus, 1758
- Conus visseri Delsaerdt, 1990 => Pygmaeconus visseri (Delsaerdt, 1990)
- Conus vulpinus Hwass in Bruguière, 1792 => Conus planorbis Born, 1778
- Conus vulpinus Schubert & J. A. Wagner, 1829 => Conus planorbis Born, 1778
- Conus wakayamaensis (Kuroda, 1956) => Conasprella wakayamaensis (Kuroda, 1956)
- Conus wallacei (Lorenz & H. Morrison, 2004) => Pygmaeconus wallacei (Lorenz & H. Morrison, 2004)
- Conus waterhouseae Brazier, 1896 => Conus distans Hwass in Bruguière, 1792
- Conus weinkauffii Löbbecke, 1882 => Conus spurius Gmelin, 1791
- Conus wendrosi (Tenorio & Afonso, 2013) => Conasprella wendrosi (Tenorio & Afonso, 2013)
- Conus whiteheadae da Motta, 1985 => Conus sugimotonis Kuroda, 1929
- Conus wistaria Shikama, 1970 => Conus fulmen Reeve, 1843
- Conus wolof (Petuch & Berschauer, 2018) => Conus guinaicus Hwass in Bruguière, 1792
- Conus woolseyi M. Smith, 1946 => Conasprella centurio (Born, 1778)
- Conus worcesteri Brazier, 1891 => Conus magus Linnaeus, 1758
- Conus worki Petuch, 1998 => Conus eversoni f. worki Petuch, 1998
- Conus ximenes Gray, 1839 => Conasprella ximenes (Gray, 1839)
- Conus yemanjae Van Mol, Tursch & Kempf, 1967 => Artemidiconus selenae (Van Mol, Tursch & Kempf, 1967)
- Conus zealandicus Hutton, 1873 => Conus ventricosus Gmelin, 1791
- Conus zeylandicus => Conus zeylanicus Gmelin, 1791
- Conus zinhoi (Cossignani, 2014) => Conus maioensis Trovão, Rolán & Félix-Alves, 1990
- Conus zukiae Shikama, 1979 => Conus mustelinus Hwass in Bruguière, 1792
- Conus zulu Petuch, 1979 => Conus betulinus Linnaeus, 1758

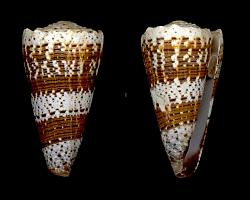
Conus imperialis
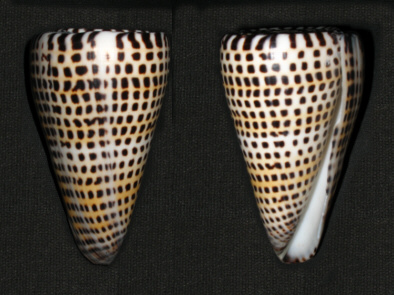
Conus litteratus
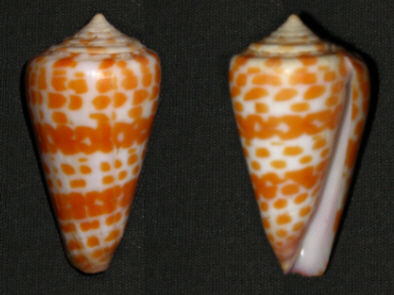
Conus tessulatus

- Conus tulipa